# Kalendarium inwazji Rosji na Ukrainę – luty 2023

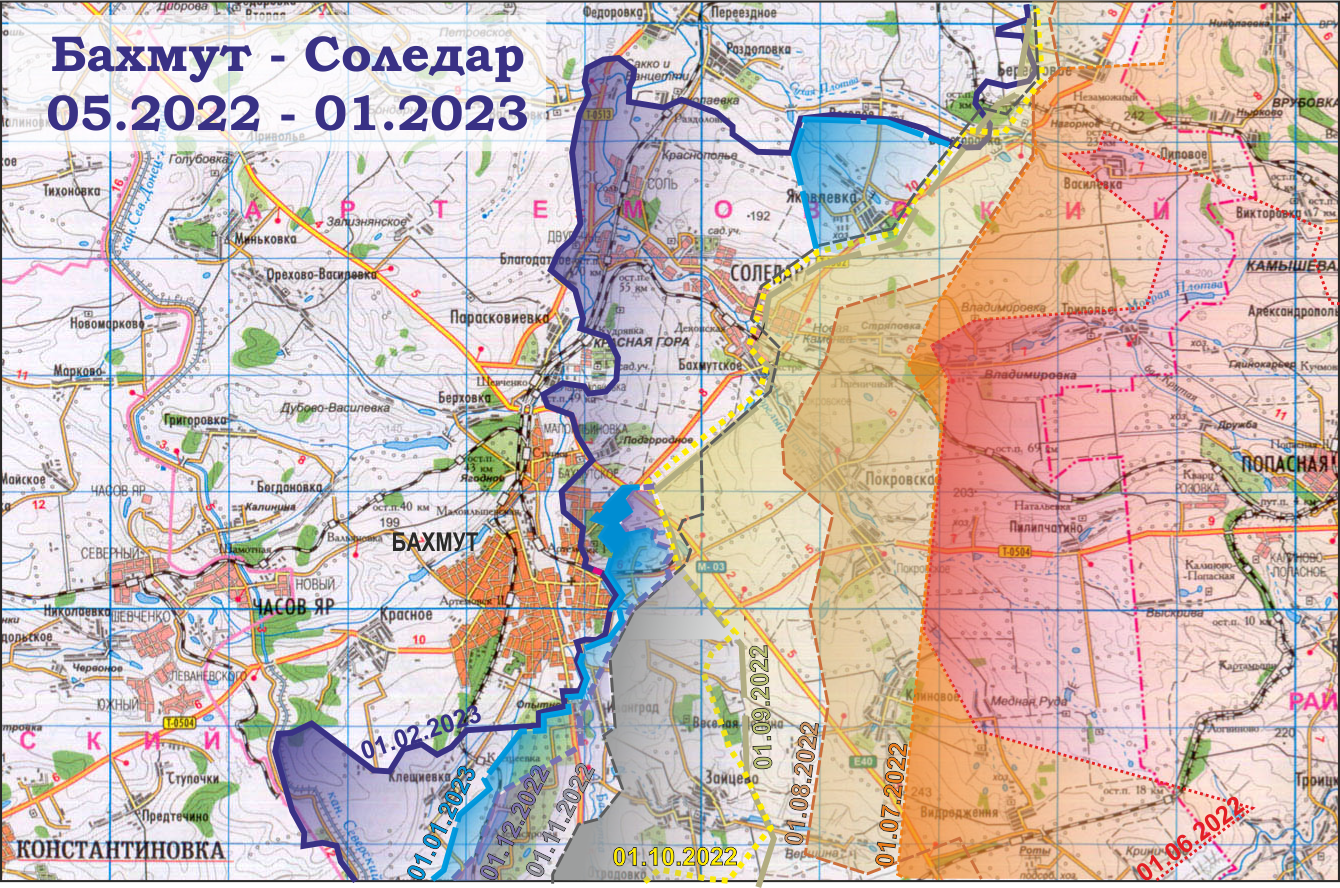
Zmiany na linii frontu pod Bachmutem w okresie maj 2022 – styczeń 2023.

| 2022        | 2023        | 2024        | 2025    |
| ----------- | ----------- | ----------- | ------- |
| —           | styczeń     | styczeń     | styczeń |
| luty        | luty        | luty        |         |
| marzec      | marzec      | marzec      |         |
| kwiecień    | kwiecień    | kwiecień    |         |
| maj         | maj         | maj         |         |
| czerwiec    | czerwiec    | czerwiec    |         |
| lipiec      | lipiec      | lipiec      |         |
| sierpień    | sierpień    | sierpień    |         |
| wrzesień    | wrzesień    | wrzesień    |         |
| październik | październik | październik |         |
| listopad    | listopad    | listopad    |         |
| grudzień    | grudzień    | grudzień    |         |

## Luty 2023

### 1 lutego

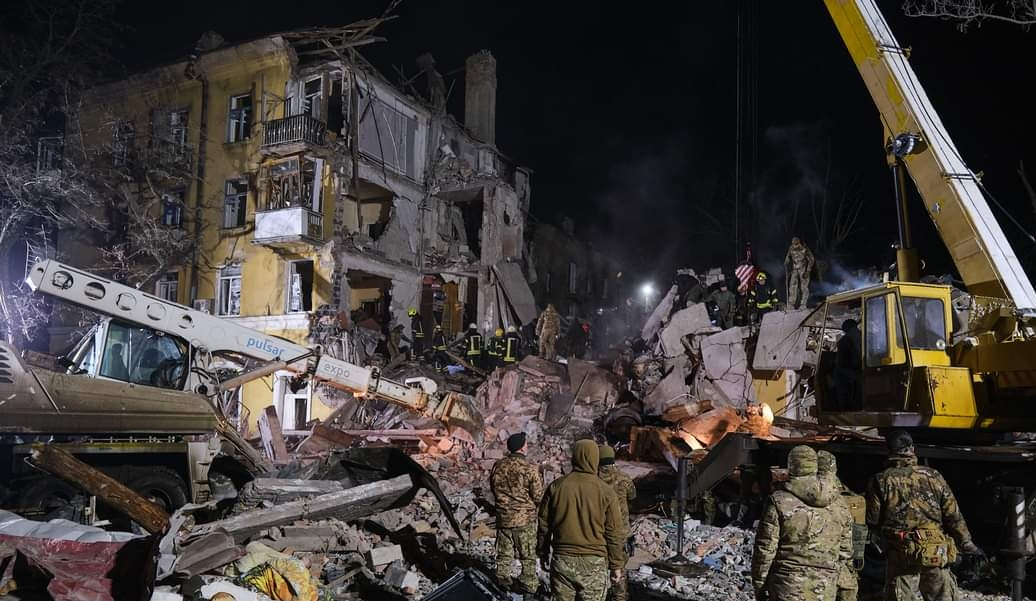
Blok w Kramatorsku po rosyjskim uderzeniu pociskiem Iskander o godzinie 21:45. Co najmniej 8 budynków zostało uszkodzonych, w tym jeden zniszczony; zginęły trzy osoby, a 20 zostało rannych.

Według Sztabu Generalnego Ukrainy Rosjanie prowadzili rekonesans, przygotowując się do ofensywy na określonych kierunkach. Mimo ogromnych strat kontynuowali próby ataków na kierunkach Łymanu, Bachmutu, Awdijiwki i Nowopawliwki. Siły ukraińskie odparły ataki w rejonie Nowoseliwskiego, Płoszczanki, Niewskiego, Czerwonopopiwki, Dibrowej, i Biłohoriwki w obwodzie ługańskim oraz Spirnego, Biłohoriwki, Wasiukiwki, Błahodatnego, Krasnej Hory, Bachmutu i Kliszczijiwki w obwodzie donieckim. W ciągu ostatniej doby wojsko rosyjskie przeprowadziło sześć ataków rakietowych, z których cztery trafiły w infrastrukturę cywilną w Słowiańsku, Kramatorsku i Drużkiwce oraz 4 naloty i 73 ostrzały z wyrzutni rakietowych (odnotowano ofiary wśród cywilów). Artyleria ukraińska zaatakowała punkt kontrolny, trzy miejsca koncentracji wojsk oraz magazyn paliwa i smarów. Gubernator Pawło Kyryłenko poinformował, że co najmniej trzy osoby zginęły, a 20 zostało rannych, gdy w godzinach wieczornych rosyjska rakieta uderzyła w budynek mieszkalny w Kramatorsku. W wyniku ataku jeden budynek został ziszczony, a kolejne siedem uszkodzonych.
Według doradcy lidera separatystów Dienisa Puszylina, siły rosyjskie „operacyjnie otoczyły” Bachmut, o co walczyły od miesięcy. Wciąż jednak trwały walki o kontrolę nad autostradą do pobliskiego Czasiw Jar. Według ukraińskiej wiceminister obrony Hanny Malar wojska rosyjskie podejmowały również próbę ofensywy w pobliżu Łymanu. Z kolei sierżant Ołeś Malarewicz z 92 Samodzielnej Brygady Zmechanizowanej stwierdził, że Rosjanie „próbowali wykorzystywać wszystkie istniejące środki i zasoby, aby utrzymać swoje pozycje na kierunku Swatowe–Kreminna, w obwodzie ługańskim, próbowali też kontratakować”. Zdaniem wojskowego Rosjanie nie tylko chcą zapobiec przejęciu Swatowego przez Ukraińców, ale też chcą ponownie zająć Kupiańsk, w związku z czym wojska rosyjskie przerzucały kolejne siły, aby nie pozwolić siłom ukraińskim na podjęcie kontrataku.
Przedstawiciel ukraińskiego wywiadu wojskowego Andrij Jusow podał, że „Ukrainę czeka bardzo aktywna faza wojny z Rosją. W lutym i marcu br. należy oczekiwać bardzo aktywnych działań na froncie” oraz stwierdził, że sytuacja na froncie była trudna, a Rosjanie kontynuowali ataki, zdając sobie sprawę, że zwiększa się poparcie międzynarodowe dla Ukrainy, efektem czego rzucali do ataku zmobilizowanych rezerwistów i najemników z Grupy Wagnera. Jusow zapewnił także, że straty Rosjan znacznie przekraczają straty ukraińskie. Według Institute for the Study of War (ISW) wojska rosyjskie prawdopodobnie szykowały się do decydującej operacji ofensywnej w obwodach donieckim i ługańskim, która odbędzie się w lutym lub w marcu. Z kolei pułkownik Serhij Hrabski stwierdził, że Rosja nie posiada wystarczających sił do przeprowadzenia ataku wzdłuż całego 1500-kilometrowego frontu, więc skoncentruje na zajęciu dwóch obwodów w Donbasie. Tymczasem Rosjanie kontynuowali ataki na północny wschód i południowy zachód od Bachmutu oraz ograniczone ataki w celu odzyskania utraconych pozycji na linii Swatowe–Kreminna. Siły rosyjskie kontynuowały także nieudane misje dezorganizacyjne na wyspach w delcie Dniepru w obwodzie chersońskim, starając się uniemożliwić Ukraińcom zdobycie terenów na wyspach.

### 2 lutego
Ukraiński SG stwierdził, że siły rosyjskie, ponosząc ciężkie straty, kontynuowały ataki na kierunkach Łymanu, Bachmutu, Awdijiwki i Nowopawliwki. SZ Ukrainy odparły ataki okolicy Stelmachiwki, Newskiego i Biłohoriwki w obwodzie ługańskim oraz Wierchniokamiańskiego, Mykołajiwki, Krasnej Hory, Paraskowijiwki, Bachmutu, Iwaniwske i Kurdiumiwki w obwodzie donieckim. W ciągu minionej doby Rosjanie przeprowadzili cztery ataki rakietowe, z których dwa trafiły w infrastrukturę cywilną w Kramatorsku, oraz pięć nalotów i ponad 70 ostrzałów z systemów rakietowych, głównie na obiekty cywilne w obwodzie chersońskim i mikołajowskim (odnotowano zabitych i rannych wśród cywili). Odnotowano również 120 uderzeń za pomocą czołgów i artylerii w obwodzie sumskim. Lotnictwo ukraińskie uderzyło w cztery miejsca koncentracji, natomiast artyleria zniszczyła punkt kontrolny, trzy miejsca koncentracji i magazyn amunicji.
Minister obrony Ołeksij Reznikow stwierdził, że „Rosja bardzo poważnie przygotowuje się do ofensywy i zmobilizowała 500 tys. ludzi. Rosja przygotowuje się do maksymalnej eskalacji. Gromadzi wszystko, co możliwe, przeprowadza manewry i szkolenia. Rozumiemy, że wszystko jest na stole. Mogę powiedzieć, że nie wykluczamy żadnego scenariusza w ciągu najbliższych dwóch do trzech tygodni”. Podejrzewał, że ofensywa rozpocznie się w rocznicę rozpoczęcia inwazji, 24 lutego, ponieważ Rosja do tej pory używała symboliki. Zakładał także, że walki będą skoncentrowane na wschodzie i południu kraju. Po ogłoszeniu „częściowej mobilizacji” Rosjanie mówili o 300 tys. rezerwistów, jednak ocenia się, że ok. połowa z tej liczby trafiła już na front. Reznikow ocenił, że ogółem mogło być zmobilizowanych ok. 500 tys. żołnierzy. Według ukraińskiego wywiadu, na terytorium Ukrainy znajdowało się wówczas łącznie ok. 326 tys. rosyjskich żołnierzy. Przedstawiciel ukraińskiego wywiadu wojskowego Andrij Czerniak poinformował, że w obwodzie ługańskim i donieckim „zauważono, że rosyjskie siły okupacyjne przesuwają na wschód dodatkowe grupy szturmowe, jednostki, broń i sprzęt wojskowy”. Z kolei ukraiński ekspert Ołeksij Hetman podał, że zapowiadana rosyjska ofensywa już się rozpoczęła, mówiąc, że „obserwujemy ją właśnie na osi Bachmut–Awdijiwka–Marjinka–Wuhłedar w Donbasie”.
Dyrektor Centralnej Agencji Wywiadowczej William Burns powiedział, że według oceny jego agencji następne sześć miesięcy będzie „krytyczne” dla Ukrainy w jej walce z Rosją. W opinii ISW Władimir Putin prawdopodobnie po raz kolejny przecenił możliwości swojej armii, odnosząc się do doniesień ukraińskiego wywiadu, według których prezydent Rosji nakazał zajęcie całego obwodu donieckiego i ługańskiego do marca br. Eksperci „nie zaobserwowali żadnych dowodów na to, aby siły rosyjskie zdołały na tyle odnowić swoje zdolności bojowe, by pokonać wojska ukraińskie we wschodniej Ukrainie i zająć ponad 11,3 tys. km² obwodu donieckiego do marca, jak miał nakazać Władimir Putin”. Władze rosyjskie zablokowały także usługę komórkową w obwodzie ługańskim, prawdopodobnie w celu ukrycia nowych rozmieszczeń wojsk rosyjskich w regionie. Tymczasem źródła rosyjskie i ukraińskie sugerowały, że Rosjanie mogą przygotowywać się do ofensywy w rejonie Swatowego. Siły rosyjskie zintensyfikowały ataki w rejonie Kreminnej oraz kontynuowały ataki na północny wschód i południowy zachód od Bachmutu.
Podczas przemówienia z okazji 80. rocznicy zwycięstwa Armii Czerwonej nad Wehrmachtem w bitwie pod Stalingradem prezydent Władimir Putin zagroził Niemcom, oskarżając ich o wciągnięcie się w wojnę poprzez dostarczenie Ukrainie czołgów Leopard 2. Porównując obecne poparcie z Zachodu do polityki Adolfa Hitlera, Putin zapowiedział reakcje na dostawy czołgów: „Mamy czym odpowiedzieć. Sprawa nie skończy się na użyciu pojazdów opancerzonych. Każdy powinien to zrozumieć”.

### 3 lutego

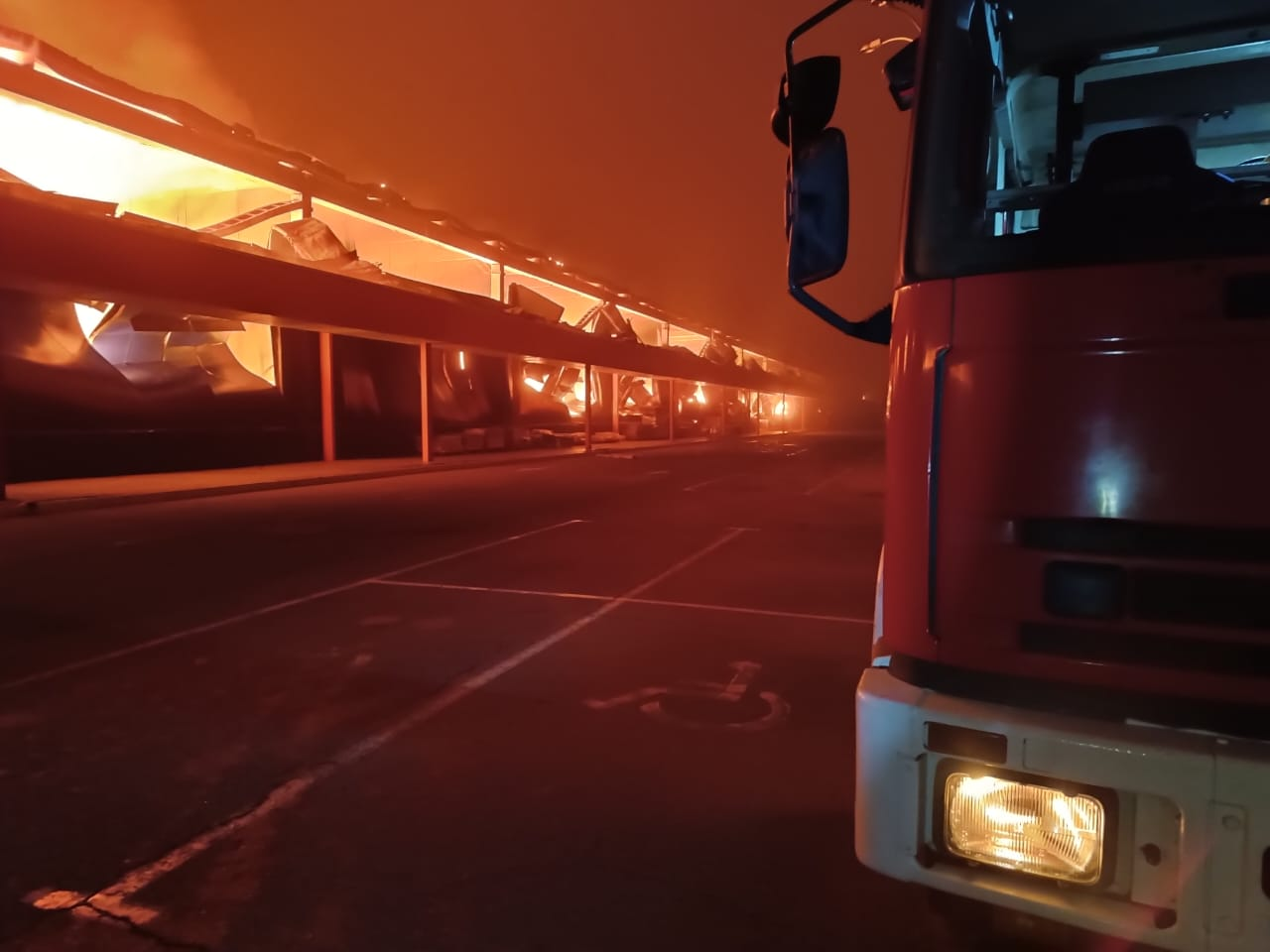
Sklep Epicentr K w Chersoniu po nocnym rosyjskim ostrzale.

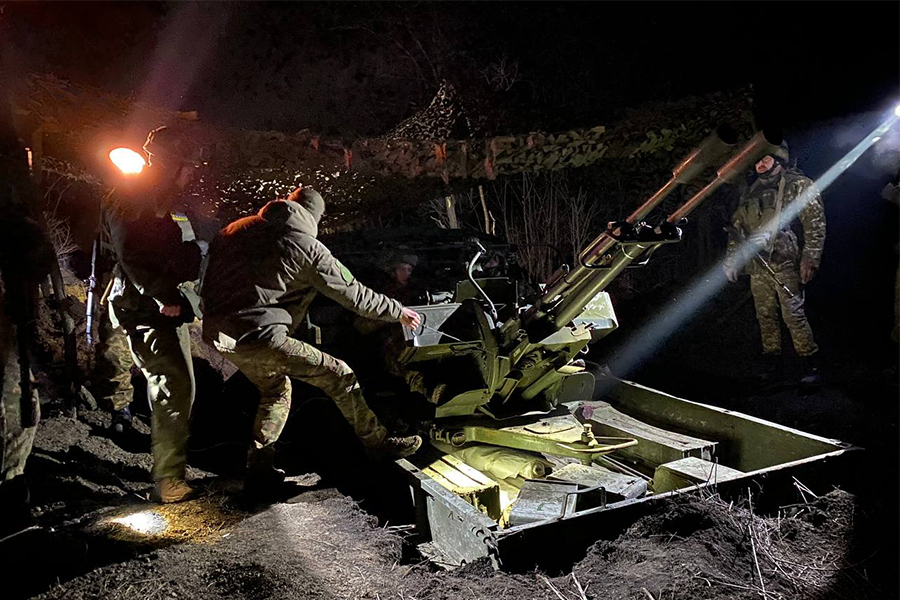
Strzelcy przeciwlotniczy Gwardii Narodowej Ukrainy z Krzywego Rogu polują na rosyjskie drony w obwodzie chersońskim.

Sztab Ukrainy oświadczył, że Rosjanie kontynuowali ataki na kierunkach Łymanu, Bachmutu, Awdijiwki i Nowopawliwki, ponosząc ciężkie straty. Ukraińcy odparli rosyjskie ataki okupantów w okolicy Grekówwki, Newskiego, Kreminnej i Dibrowej w obwodzie ługańskim oraz Wierchniokamianskiego, Krasnej Hory, Paraskowijiwki, Bachmutu i Iwanowskiego w obwodzie donieckim. W ciągu doby Rosjanie przeprowadzili 20 nalotów, trzy ataki rakietowe, w szczególności na infrastrukturę cywilną obwodów charkowskiego i mikołajowskiego (odnotowano ofiary wśród cywilów), oraz ponad 90 ostrzałów z systemów rakietowych. Ostrzelano m.in. Barwinkowe, w wyniku czego zginęły dwie osoby, a jedna została ranna. Ukraińskie lotnictwo dokonało 8 nalotów na miejsca koncentracji wojsk, z kolei artyleria uderzyła w punkt kontrolny, dwa miejsca koncentracji i ciężki system TOS-1A Sołncepiok. Sztab poinformował także, że Rosjanie rozpoczęli przygotowania do ewakuacji kolaborantów i ich rodzin w rejonie troickim w obwodzie ługańskim.
Stany Zjednoczone zapowiedziały kolejny pakiet pomocy wojskowej dla Ukrainy o wartości 2,175 miliarda dolarów, który obejmie m.in. 181 pojazdów MRAP, 250 systemów przeciwpancernych Javelin, amunicję do M142 HIMARS, pociski artyleryjskie 155 mm i moździerzowe 120 mm oraz dwie jednostki obrony przeciwlotniczej MIM-23 Hawk. Z kolei rzecznik rządu Niemiec Steffen Hebestreit poinformował, że „rząd federalny Niemiec wydał pozwolenie na eksport czołgów typu Leopard 1” na Ukrainę. Grupa zbrojeniowa Rheinmetall posiadała 88 egzemplarzy, z czego ok. 29 było w dużej mierze sprawnych i gotowych do wysłania.
Brytyjskie MON podało, że armia rosyjska formalnie przyłączyła zajęte tereny Ukrainy, tj. DRL i ŁRL oraz obwody zaporoski i chersoński, do Południowego Okręgu Wojskowego. Zdaniem Ministerstwa „rosyjskie wojsko prawdopodobnie dąży do uwzględnienia nowo zajętego terytorium w swoich długoterminowych planach strategicznych. Jest jednak mało prawdopodobne, aby miało to natychmiastowy wpływ na przebieg kampanii na Ukrainie”. Według ISW siły rosyjskie kontynuowały ataki wokół Bachmutu oraz ataki wzdłuż linii Swatowe–Kreminna, zwiększając zarazem tempo ataków na zachód od Kreminnej. Rosjanie nie dokonali żadnych potwierdzonych zdobyczy terytorialnych na południowej Ukrainie. Z kolei według doniesień zachodnich urzędników siły rosyjskie poniosły prawie 200 tys. ofiar podczas wojny na Ukrainie.
Ośrodek Studiów Wschodnich (OSW) poinformował, że Rosjanie kontynuowali ataki na pozycje ukraińskie w Bachmucie oraz miejscowościach na północ i południowy zachód od niego, utrudniając Ukraińcom rotację wojsk i dostawy zaopatrzenia. Siły rosyjskie zrobiły postępy na południe od Siewierska, a także na kierunku Łymanu, odsuwając siły ukraińskie od Kreminnej. Wojska ukraińskie odparły kolejne ataki w rejonie Awdijiwki, na zachód od Doniecka oraz na południowych i wschodnich obrzeżach Wuhłedaru. Walki trwały także pomiędzy Swatowem a Kupiańskiem, gdzie Rosjanie próbowali wyprzeć siły ukraińskie z obwodu ługańskiego. Ukraińcy skierowali dodatkowe siły do obrony Bachmutu, Marjinki i Wuhłedaru oraz próbowali kontratakować w rejonie Kreminnej i Swatowego. Rosjanie zintensyfikowali ataki rakietowe na zaplecze zgrupowania ukraińskiego w północnej części obwodu donieckiego, ponawiając uderzenia na Słowiańsk i Kramatorsk. Artyleria rosyjska kontynuowała ataki na pozycje ukraińskie wzdłuż linii frontu. Wzrosła intensywność ostrzału Chersonia, Nikopola oraz obwodu mikołajowskiego. Celem ataków ukraińskich dwukrotnie był Mariupol, a kolejne akty dywersji odnotowano w Melitopolu. Strona rosyjska donosiła o ukraińskich atakach rakietowych na cele w rosyjskim obwodzie briańskim.
Rosja planowała nacjonalizację towarów i aktywów należących do ukraińskich osób i firm na zaanektowanym Półwyspie Krymskim. Należą do nich m.in. najbogatszy człowiek na Ukrainie Rinat Achmetow, oligarcha Ihor Kołomojski, kilkanaście banków i klub piłkarski Dynamo Kijów.

### 4 lutego

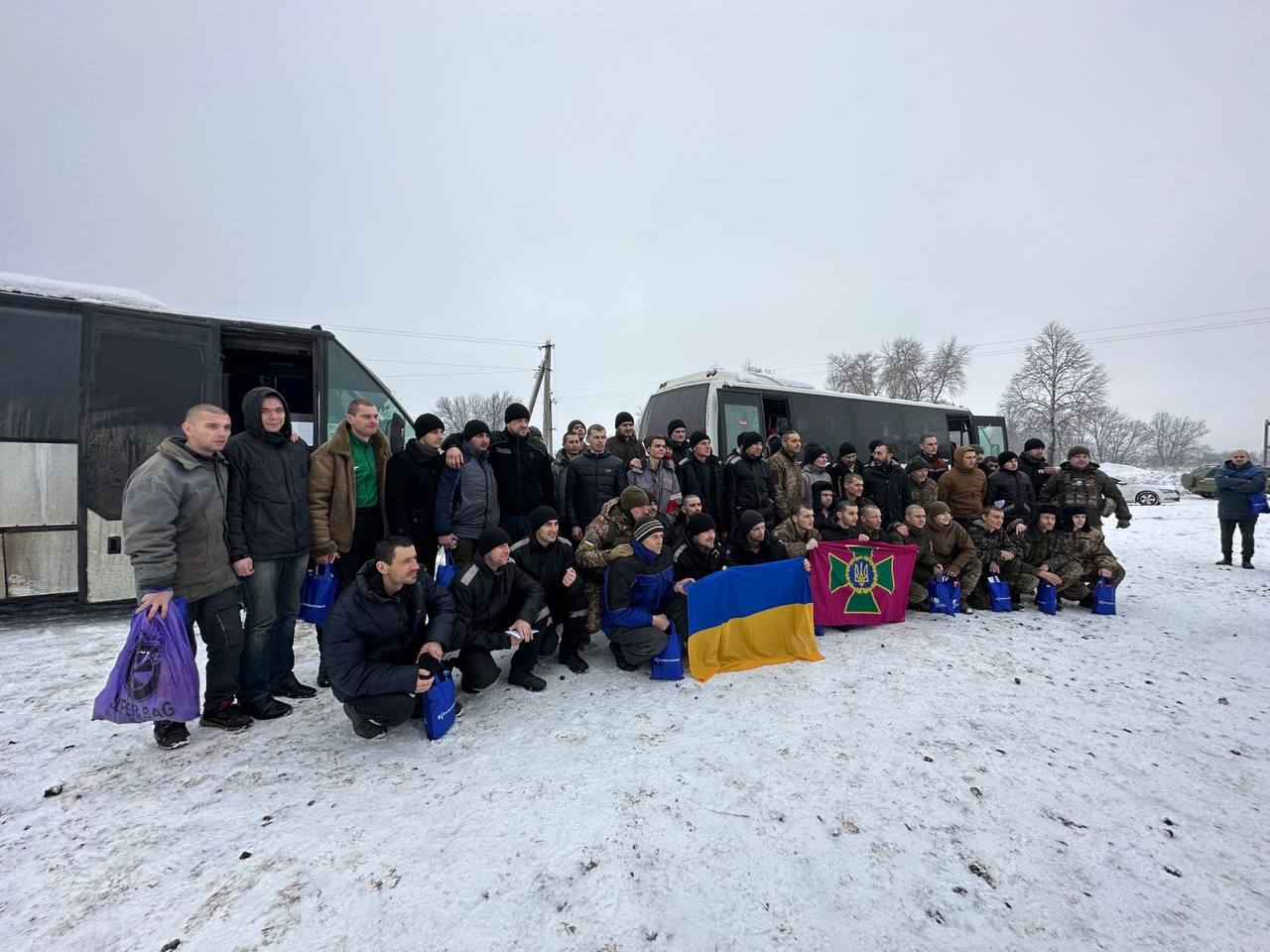
Ukraińcy zwolnieni w ramach wymiany jeńców między Ukrainą a Rosją. Zwolniono 116 osób, w tym wojskowych, policjantów, partyzantów i ratownika.

Według SG Ukrainy Rosja koncentrowała swoje wysiłki na atakach na kierunkach Kupiańska, Łymanu, Bachmutu, Awdijiwki i Nowopawliwki oraz broniła zdobytych wcześniej linii na innych kierunkach, ostrzeliwując pozycje sił ukraińskich i miejscowości wzdłuż linii frontu. SZ Ukrainy odparły ataki pobliżu Kreminnej i Szypyliwki w obwodzie ługańskim oraz Wierchniokamianskiego, Błahodatnego, Krasnej Hory, Paraskowijiwki, Bachmutu, Iwaniwskie i Kliszczijiwki w obwodzie donieckim. W ciągu 24h Rosjanie przeprowadzili 61 ostrzalów z wyrzutni rakietowych, w tym na infrastrukturę cywilną w Chersoniu. Lotnictwo ukraińskie przeprowadziło pięć nalotów na obszary koncentracji oraz dwa naloty na stanowiska przeciwlotnicze, natomiast artyleria ostrzelała punkt kontrolny, trzy miejsca koncentracji, kompleks rakiet przeciwlotniczych oraz magazyn paliwa i smarów. Sztab odnotował również przypadki odmowy udziału w działaniach wojennych przez zmobilizowanych żołnierzy rosyjskich; 3 lutego z obwodu ługańskiego powróciło do Rosji ok. 600 rezerwistów. Miasto Odessa i jego milion mieszkańców zostało dotkniętych awarią zasilania w temperaturze bliskiej zera, której, zdaniem przedsiębiorstwa energetycznego Ukrenergo, nie da się szybko naprawić.
Wiceminister obrony Ukrainy Hanna Malar poinformowała, że „Rosja rzuciła wszystkie swoje siły” w celu przełamania ukraińskiej obrony i okrążenia Bachmutu. Wojska rosyjskie koncentrowały także swoje wysiłki na ofensywie w kierunku Łymanu, jednak w opinii wiceminister nie odniosły one sukcesu. Prezydent Wołodymyr Zełenski stwierdził, że sytuacja na froncie robi się coraz cięższa, ponieważ Rosjanie rzucają coraz więcej sił, aby złamać ukraińską obronę na wschodzie kraju; „Jest bardzo ciężko. W Bachmucie, Wuhłedarze, w rejonie Łymanu i na innych odcinkach frontu. Lecz teraz, jak każdego dnia spośród tych 346 dni, wytrwałość naszych żołnierzy decyduje o wszystkim”.
Ministerstwo Obrony Wielkiej Brytanii podało, że w ciągu ostatniego tygodnia siły rosyjskie, próbujące okrążyć Bachmut, osiągnęły tam niewielkie postępy. W związku z tym dwie główne drogi do miasta, kluczowe dla ukraińskich żołnierzy trasy M03 i H32, były prawdopodobnie zagrożone bezpośrednim ostrzałem ze strony Rosjan. Na początku tygodnia najemnicy z Grupy Wagnera zajęły drogę, która łączy Bachmut z Siewierskiem. Mimo że wiele alternatywnych tras zaopatrzeniowych wciąż było dostępnych dla ukraińskich wojsk, to Bachmut był coraz bardziej odizolowany. W ocenie ISW w najbliższych tygodniach Rosjanie skoncentrują się na działaniach zbrojnych w Donbasie, szczególnie w Bachmucie i zachodniej części obwodu ługańskiego, jednak nie będą w stanie prowadzić kilku ofensyw jednocześnie, dlatego nie zaatakują Zaporoża. Powołując się na wypowiedź mera Mariupola Petra Andriuszczenki, Instytut stwierdził, że jeśli Rosja zgromadziła w okolicach miasta ok. 30 tys. żołnierzy, aby zaatakować Wuhłedar oraz Zaporoże, to takie zgrupowanie wojskowe jest zbyt małe, aby zaatakować 700-tysięczne miasto. Tymczasem Rosjanie przeprowadzili ograniczone ataki na północny zachód od Swatowego i kontynuowali ataki wokół Kreminnej. Kontynuowali także ataki wokół Bachmutu i Wuhłedaru, lecz spowolnili tempo ofensyw na zachodnich obrzeżach Doniecka. Siły ukraińskie nadal atakowały rosyjskie aktywa wojskowe we wschodnim obwodzie chersońskim.
Ukraińscy urzędnicy podali, że dokonano kolejnej wymiany jeńców z Rosją. Stwierdzili, że zwrócono 116 ukraińskich jeńców wojennych, w tym żołnierzy i partyzantów z terenów okupowanych. Zwrócono również ciała dwóch zmarłych brytyjskich pracowników organizacji humanitarnych zabitych w pobliżu Sołedaru, Chrisa Parry’ego (28 lat) i Andrew Bagshawa (47 lat). Rosyjscy urzędnicy poinformowali, że zwrócono ok. 63 żołnierzy rosyjskich. Wymiana została częściowo zorganizowana przez Zjednoczone Emiraty Arabskie.

### 5 lutego

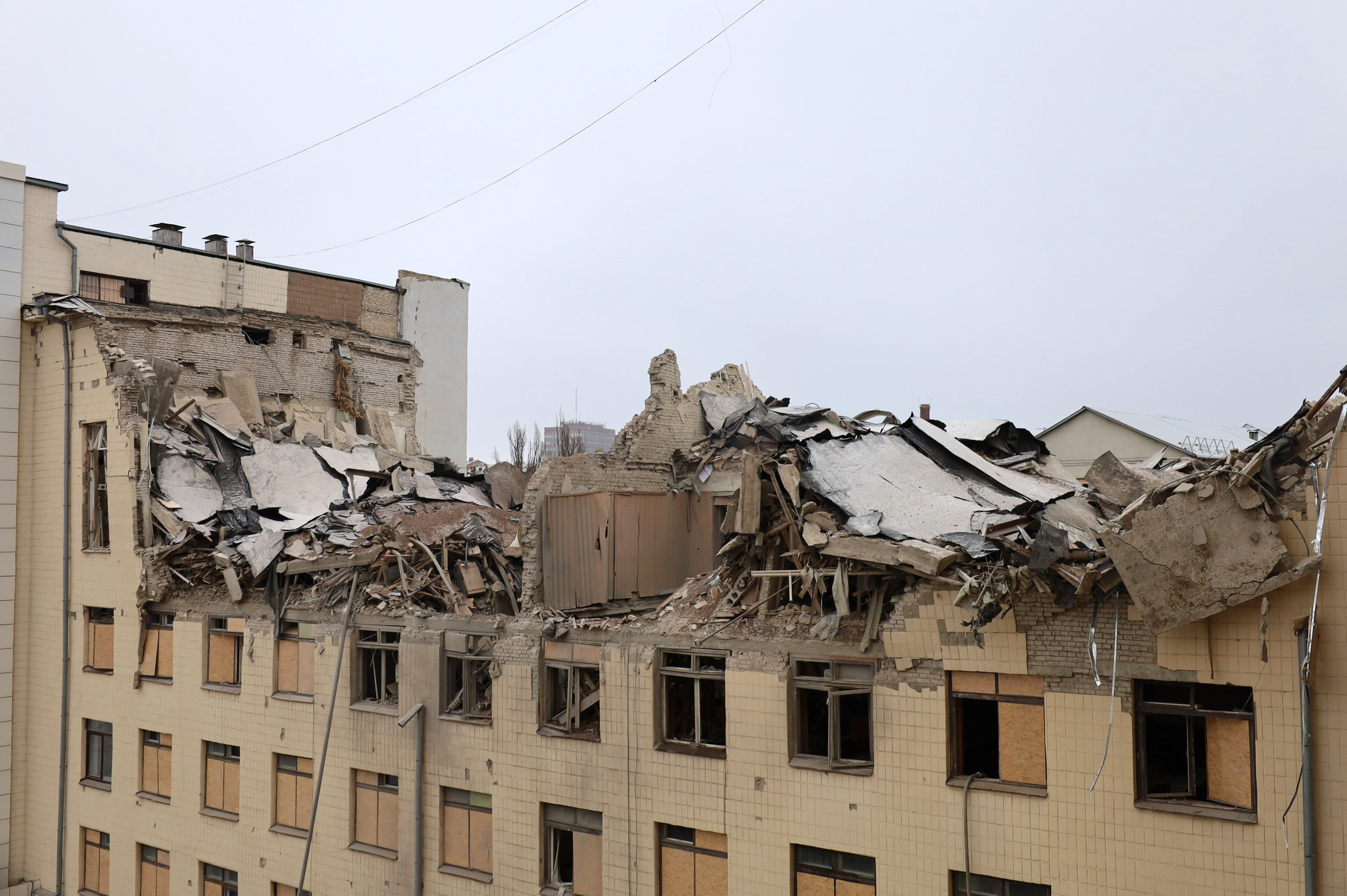
Charkowski Narodowy Uniwersytet Gospodarki Miejskiej po porannym rosyjskim ataku rakietowym.

Sztab Ukrainy poinformował, że Rosjanie koncentrowali się na prowadzeniu ataków w rejonie Kupiańska, Łymanu, Bachmutu, Awdijiwki i Nowopawliwki. Siły ukraińskie odparły ataki w rejonie Wierchnokamianskiego, Wasiukiwki, Paraskowijiwki, Bachmutu, Iwaniwske, Kamjanki, Siewierska, Perwomajskiego, Wesełego, Niewelskiego, Krasnohoriwki, Marjinki, Pobiedy i Nowomychajliwi w obwodzie donieckim. Wojska rosyjskie przeprowadziły w ciągu doby cztery ataki rakietowe na cywilną infrastrukturę Charkowa i Drużkowki oraz 56 ostrzałów z systemów rakietowych, głównie na obiekty cywilne w Chersoniu (odnotowano zabitych i rannych). Ukraińskie lotnictwo dokonało 10 nalotów na miejsca koncentracji i stanowisko przeciwlotnicze. Artyleria uderzyła w stanowisko dowodzenia, osiem miejsc koncentracji i magazyn amunicji. SG podał także, że podczas walk w rejonie Bachmutu doszło do zupełnego braku koordynacji i interakcji między żołnierzami rosyjskim a najemnikami z Grupy Wagnera. Rosyjski ostrzał i ataki rakietowe uszkodziły wiele budynków mieszkalnych i infrastrukturę cywilną (m.in. szkołę) w obwodzie chersońskim, Drużkiwce i Charkowie. Władze poinformowały, że sam Chersoń został ostrzelany co najmniej 40 razy. Pojawiły się doniesienia o co najmniej 5 zabitych cywilach. Ponadto zostały poważnie uszkodzone budynki Charkowskiego Narodowego Uniwersytetu Gospodarki Miejskiej.
W godzinach popołudniowych serwis Ukraińska prawda, powołując się na źródła w Kancelarii Prezydenta, poinformował, że minister obrony Ołeksij Reznikow może utracić swoje stanowisko. Wieczorem szef frakcji parlamentarnej partii Sługa Narodu Dawyd Arachamija potwierdził, że dotychczasowy szef wywiadu wojskowego generał Kyryło Budanow zastąpi Reznikowa na stanowisku ministra obrony. Natomiast Reznikow obejmie resort ds. strategicznych gałęzi gospodarki.
Weszła w życie trzecia część embarga i pułapy cenowe na rosyjską ropę i produkty ropopochodne, wprowadzone przez UE, Australię i G7. Według The Wall Street Journal Rosja i Iran planują zbudować fabrykę produkującą ulepszone drony Shahed 136 w mieście Jełabuga w Rosji i wyprodukować tam co najmniej 6 tys. dronów na wojnę na Ukrainie.
Brytyjskie Ministerstwo Obrony podało, że 1 lutego br. przewodnicząca Rady Federacji, Walentina Matwijenko ogłosiła, iż wybory regionalne na zaanektowanych terenach Ukrainy odbędą się 10 września 2023 roku, które Rosja będzie chciała wykorzystać jako kolejny argument, uzasadniający okupację zajętych obszarów. Według ISW działania Władimira Putina pokazywały, że unika on ryzykownych decyzji, które mogłyby zagrozić jego władzy lub wywołać międzynarodową eskalację konfliktu na Ukrainie. Zdaniem ekspertów maksymalistyczne i nierealistyczne cele, które postawił swojej armii Putin (podbicie całej Ukrainy), wymagają dalszego ryzyka, aby miały jakiekolwiek szanse powodzenia. Tymczasem Rosjanie kontynuowali ataki w rejonie Kreminnej, a rosyjscy blogerzy stwierdzili, że w ostatnich dniach wznowiono także ataki na północny zachód od Swatowego. Siły rosyjskie kontynuowały ataki wokół Bachmutu, jednakże ISW oceniło, że siły rosyjskie prawdopodobnie nie będą w stanie wymusić rychłego wycofania się Ukraińców z miasta. Źródła rosyjskie w dalszym ciągu donosiły, że siły ukraińskie przenosiły swoje rezerwy w kierunku Wuhłedaru.

### 6 lutego

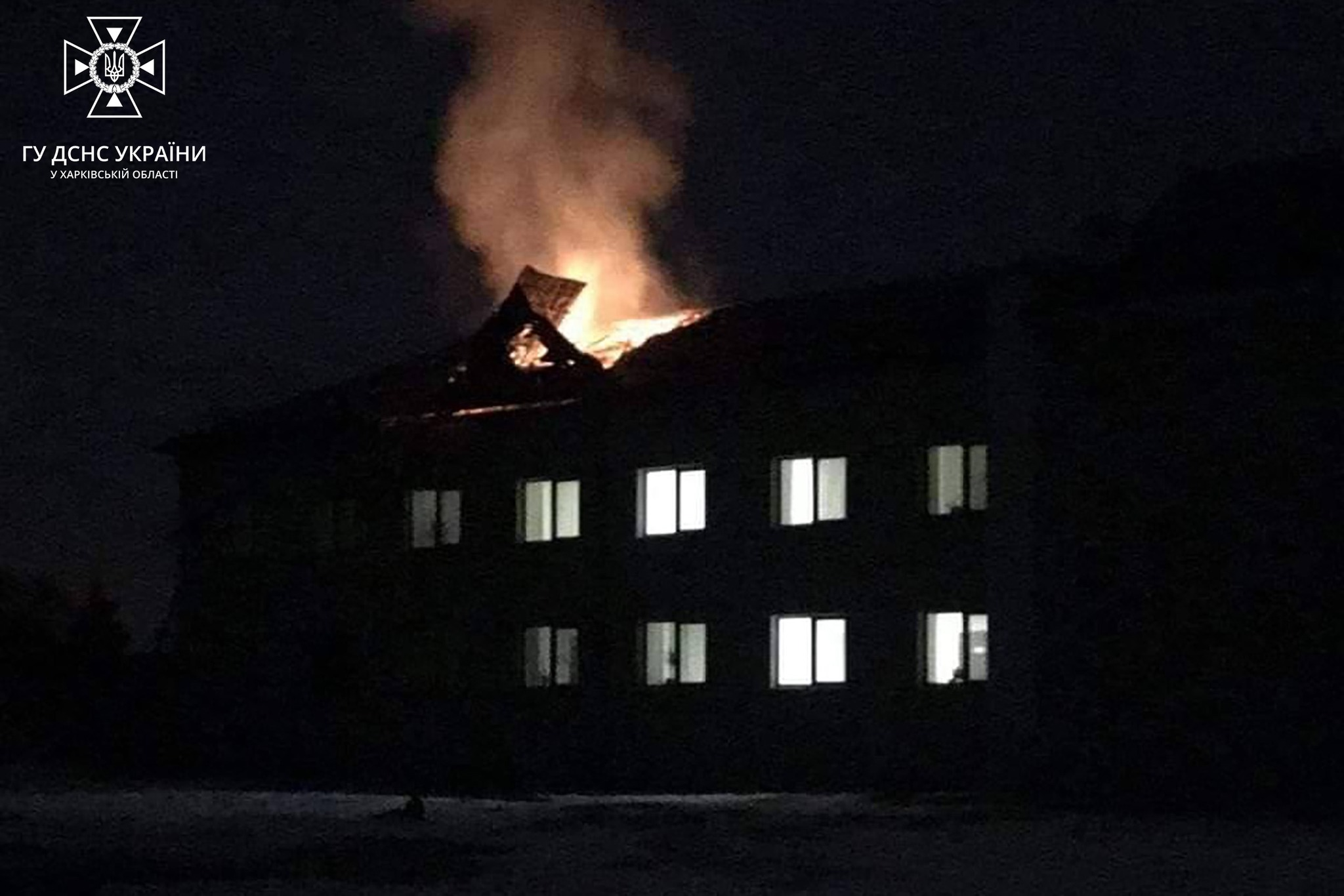
Szpital w Wołczańsku po rosyjskim ostrzale.

Według ukraińskiego Sztabu Rosjanie w dalszym ciągu przegrupowywali się na różnych kierunkach oraz koncentrowali się na prowadzeniu ataków na kierunkach Kupiańska, Łymanu, Bachmutu, Awdijiwki i Nowopawliwki. Siły ukraińskie odparły ataki w okolicy Nowoseliwskiego, Kreminnej i Dibrowej w obwodzie ługańskim oraz Wierchniokamiańskiego, Wesełego, Zalizniańskiego, Krasnej Hory, Bachmutu, Iwaniwskie i Paraskowijiwki w obwodzie donieckim. W ciągu ostatnich 24h siły rosyjskie przeprowadziły sześć ataków rakietowych, 24 naloty i 75 ostrzałów, w szczególności na infrastrukturę cywilną w obwodach charkowskim, donieckim, dniepropetrowskim i chersońskim (odnotowano ofiary wśród cywilów). Ostrzelano także z czołgów i artylerii obszary wzdłuż linii frontu od Sum po Chersoń. Lotnictwo ukraińskie dokonało 9 nalotów na miejsca koncentracji wojsk oraz dwa naloty na stanowiska przeciwlotnicze; artyleria zaatakowała osiem miejsc koncentracji. Prezydent Zełenski oświadczył, że wojsko ukraińskie przeciwdziała rosyjskim próbom okrążenia Bachmutu i przełamaniu obrony.
Rada Najwyższa Ukrainy zatwierdziła rezolucję nr. 8397 ws. uznania Grupy Wagnera za międzynarodową organizację przestępczą.
Według Financial Times, powołującego się na ukraińskiego doradcę wojskowego, nowa rosyjska ofensywa na dużą skalę może nastąpić nawet w ciągu następnych 10 dni, zanim na Ukrainę dotrą zachodnie czołgi i inna broń. W opinii brytyjskiego MON Rosja od początku stycznia 2023 roku próbuje wznowić duże działania ofensywne na Ukrainie w celu zajęcia pozostałych, kontrolowanych przez Ukraińców części obwodu donieckiego, ale nie ma na to wystarczających sił. Wojska rosyjskie były w stanie zdobywać jedynie kilkaset metrów terenu tygodniowo, bo prawdopodobnie brakowało im amunicji i jednostek manewrowych niezbędnych do prowadzenia skutecznych ataków.
Według ISW siły rosyjskie nie zdołały jak dotąd okrążyć Bachmutu. 5 i 6 lutego Rosjanie kontynuowali ataki wokół miasta; według ukraińskiego wojskowego 5 lutego nadal działała trasa zaopatrzeniowa dla sił ukraińskich. Według SG Ukrainy, udało się odeprzeć ataki rosyjskie na sam Bachmut oraz miejscowości na północ i na południowy wschód od niego. Rosyjscy blogerzy wojenni donosili, że ciężkie walki toczyły się na północny wschód i na północ od Bachmutu, szczególnie w rejonie Krasnej Hory i Paraskowijiwki. Grupa Wagnera podejmowała ataki w kierunku miejscowości Stupoczki (15 km na południowy zachód od Bachmutu), a Ministerstwo Obrony Rosji stwierdziło, że oddziały ochotnicze zajęły Mykołajiwkę (15 km na północny wschód od Bachmutu). W rejonie Wuhłedaru sytuację źródła ukraińskie opisały jako stabilną; siły rosyjskie podejmowały małe ataki, nie decydując się na szturm na dużą skalę. Rosjanie prawdopodobnie zrobili taktyczne postępy na północny wschód od Kupiańska między 4 a 6 lutego, a źródła rosyjskie podały, że siły rosyjskie posunęły się na zachód od poprzednich pozycji na linii Swatowe–Kreminna. Z kolei Ukraińcy utrzymywali swoje pozycje w Biłohoriwce, pomimo rosyjskich doniesień o zajęciu miejscowości 3 lutego. Siły rosyjskie przeprowadziły także ograniczone ataki na linii Awdijiwka–Donieck. Siły ukraińskie kontynuowały ograniczone próby przekroczenia Dniepru.
OSW podał, że Rosjanie zintensyfikowali działania na granicy obwodów charkowskiego i ługańskiego, kontynuując ataki na pozycje ukraińskie na wschodnim brzegu rzeki Oskoł i pomiędzy zachodnim brzegiem rzeki Żerebeć a granicą obwodów. Do osiągnięcia linii rzeki Żerebeć wojska rosyjskie dążyły na granicy obwodów donieckiego i ługańskiego, gdzie udało im się odepchnąć Ukraińców od Kreminnej. Trwały walki o kontrolę nad drogą Bachmut–Konstantynówka. Główny atak rosyjski kierowano na Czasiw Jar, przez który przebiega ostatnia linia zaopatrzeniowa Bachmutu. Walki trwały także w południowej, wschodniej i północnej części miasta, a także w miejscowościach na północ od niego. Ukraińcy informowali o odparciu ataków na południe i wschód od Siewierska, w rejonie Awdijiwki i na zachód od Doniecka. Zmniejszyła się aktywność rosyjska na obrzeżach Wuhłedaru. Ukraińskie władze Mariupola donosiły o wzmocnieniu sił rosyjskich w mieście i okolicach, gdzie w ciągu tygodnia liczebność zgrupowania miała się zwiększyć o 10–15 tys. i osiągnąć 30 tys. żołnierzy. Rosjanie kontynuowali ataki rakietowe na zaplecze sił ukraińskich w Donbasie, gdzie celami były okolice Kramatorska i Kurachowego. Artyleria rosyjska prowadziła ostrzał pozycji sił ukraińskich wzdłuż linii rontu. Stałymi celami ataków pozostają Chersoń i jego okolice oraz rejony Nikopola i Oczakowa. Dywersyjne działania ukraińskie objęły bazę paliwową i zakłady wytwarzające konstrukcje metalowe w obwodzie biełgorodzkim.

### 7 lutego
Ukraiński SG oświadczył, że siły rosyjskie starały się przejąć pełną kontrolę nad obwodami donieckim i ługańskim, koncentrując się główne na atakach na kierunkach Kupiańska, Łymanu, Bachmutu, Awdijiwki i Nowopawliwki. Do najcięższych walki dochodziło w rejonie Kreminnej, Bachmutu, Awdijiwki, Opytnego, Marjinki i Wuhłedaru. Rosjanie ponieśli ogromne straty, głównie wśród żołnierzy. Ukraińskie SZ odparły ataki m.in. w okolicy Nowosielewskiego, Czerwonopopiwki, Szypyłówki i Biłohoriwki w obwodzie ługańskim oraz Wierchniokamianskiego, Fiodorówki, Spirnego, Wiimki, Bachmutu, Krasnej Hory, Paraskowijiwki, Iwaniwske, Czasiwego Jaru, Kamianki, Wodiane, Perwomajskiego, Krasnohoriwki, Awdijiwki, Marjinki w obwodzie donieckim. W ciągu ostatniej doby Rosjanie przeprowadzili osiem ataków rakietowych, z których pięć trafiło w infrastrukturę cywilną Charkowa, oraz 21 nalotów i 39 ostrzałów z wyrzutni rakietowych, w szczególności na infrastrukturę cywilną w obwodzie mikołajowskiego i chersońskiego. Ukraińskie lotnictwo dokonało 14 nalotów na miejsca koncentracji wojsk i stanowiska przeciwlotnicze, z kolei artyleria zaatakowała dwa punkty kontrolne, siedem miejsc koncentracji i magazyn amunicji. Ukraińskie wojsko podało, że zadało rosyjskim wojskom największe jednodniowe straty od początku wojny; dzień wcześniej poległo łącznie 1030 rosyjskich żołnierzy. Rosja zaprzeczyła wysokim stratom i ze swojej strony stwierdziła dużą liczbę zabitych żołnierzy ukraińskich. Rosyjski minister obrony stwierdził również, że operacje bojowe w rejonach Wuhłedaru i Bachmutu rozwijały się pomyślnie.
Federalna Rada Bezpieczeństwa Niemiec zatwierdziła dostawę 178 czołgów Leopard 1 na Ukrainę z zapasów przemysłowych. Według doniesień większość z nich może zostać przekazana Ukrainie w 2024 roku.
Ukraiński parlament przedłużył stan wojenny o 90 dni. Było to piąte przedłużenie od wybuchu wojny w lutym 2022 roku. Według doniesień medialnych za przedłużeniem głosowało 348 posłów (potrzebnych było 226 głosów). Brytyjskie Ministerstwo Obrony podało, że od czasu wycofania się Rosji z zachodniego brzegu Dniepru w delcie rzeki trwały potyczki i prowadzone było rozpoznanie, jednak mało prawdopodobne, aby Rosja podjęła próbę przekroczenia rzeki. Rosjanie użyli małych łodzi, aby spróbować utrzymać obecność na kluczowych wyspach, z kolei Ukraina kilka razy z powodzeniem wysłała artylerię dalekiego zasięgu, aby zneutralizować rosyjskie placówki. Obie strony prawdopodobnie rozmieściły także małe grupy na Mierzei Kinburskiej, która zapewnia kontrolę nad Zatokę Dnieprowską. W opinii ISW w rejonie Swatowego i Kreminnej siły rosyjskie podejmowały ograniczone ataki, które według źródeł ukraińskich zostały odparte; Rosjanie podali, że ich wojska poczyniły postępy, posuwając się kilka km w rejonie Biłohoriwki. W obwodzie donieckim Rosjanie poczynili taktyczne postępy na północ od Bachmutu, w rejonie Błahodatnego (7 km na północ od Bachmutu) i Krasnej Hory. Siły rosyjskie nie dokonały żadnych potwierdzonych zdobyczy terytorialnych na południu Ukrainy.

### 8 lutego
Rosja rozpoczęła wielką ofensywę w obwodzie ługańskim; maksymalny nacisk wywierano w pobliżu Kreminnej i wsi Biłohoriwka. Według ukraińskiego Sztabu siły rosyjskie, próbując przejąć pełną kontrolę nad obwodami donieckim i ługańskim, koncentrowały się na atakach na kierunkach Kupiańska, Łymanu, Bachmutu, Awdijiwki i Nowopawliwki, głównie w rejonie Kreminnej, Bachmutu, Awdijiwki, Opytnego, Marjinki i Wuchłedaru, aktywnie wykorzystując lotnictwo do ataków na pozycje ukraińskie. Ukraińcy odparli ataki w pobliżu Stelmachiwki i Biłohoriwki w obwodzie ługańskim; Wiimki, Fiodorówki, Bachmutu, Krasnej Hory, Paraskowijiwki, Iwaniwske, Czasiwego Jaru, Nowokalynowego, Wodiane, Perwomajskiego, Wesełęgo, Krasnohoriwki, Awdijiwki, Marjinki, i Preczystiwki w obwodzie donieckim oraz Nowoandrijiwki w obwodzie zaporoskim. W ciągu 24h Rosjanie przeprowadzili trzy ataki rakietowe, 45 nalotów (w wyniku których zginęło trzech cywilów, a trzech było w ciężkim stanie) oraz 67 ostrzałów, w szczególności na infrastrukturę cywilną w obwodzie chersońskim; ostrzelano łącznie ponad 100 miejscowości. Lotnictwo Ukrainy dokonało 21 nalotów na miejsca koncentracji i trzy naloty na stanowiska przeciwlotnicze. Artyleria ostrzelała dwa punkty kontrolne, trzy miejsca koncentracji, trzy stanowiska przeciwlotnicze, dwa magazyny amunicji oraz magazyn paliw i smarów.
Niezależny rosyjski analityk wojskowy Jurij Fiodorow stwierdził, że „najtrudniejsza sytuacja była w rejonach Bachmutu, Awdijiwki i Łymanu. Tam rosyjskie wojska za wszelką cenę próbowały przejąć kontrolę nad głównymi drogami, aby odciąć ukraińskie oddziały od szlaków dostaw sprzętu, amunicji, pomocy medycznej i wyżywienia”. Gubernator Ołeh Syniehubow powiedział, że wzrosła rosyjska obecność w obwodzie charkowskim i nie wykluczył kolejnej próby ataku na Charków; jak stwierdził w „rejonie kupiańskim biegnie linia frontu. Wróg ciągle próbuje atakować, ale ponosi straty i wycofuje się na zajęte wcześniej pozycje”.
Według ISW w obwodzie ługańskim rozpoczęła się duża ofensywa wojsk rosyjskich, o czym świadczyło zaangażowanie elementów co najmniej trzech dużych dywizji rosyjskich. W opinii Instytutu „tempo operacji rosyjskich wzdłuż linii Swatowe–Kreminna (...) wzrosło wyraźnie w ciągu ostatniego tygodnia. Źródła rosyjskie szeroko informują, że regularne wojska rosyjskie atakują ukraińskie linie obronne i czynią nieznaczne postępy wzdłuż granicy między obwodem charkowskim i ługańskim”. Dowództwo rosyjskie zaangażowało do tej operacji części kilku dywizji, m.in. są to elementy kilku pułków 144 Dywizji Zmechanizowanej i 3 Dywizji Zmechanizowanej (z 20 Armii Ogólnowojskowej) oraz pułk 90 Dywizji Pancernej. Wspierały je elementy 76 Dywizji powietrznodesantowej i inne jednostki z POW. Tymczasem Rosjanie przeprowadzili ataki wokół Bachmutu i kontynuowali postępy taktyczne oraz kontynuowali ofensywę na północny zachód od Swatowego i zintensyfikowali ataki w pobliżu Kreminnej. Siły rosyjskie przeprowadziły także ograniczone ataki na linii Awdijiwka–Donieck i w zachodnim obwodzie donieckim.
Prezydent Ukrainy Wołodymyr Zełenski po raz drugi od początku wojny udał się za granicę. Podczas swojej pierwszej wizyty w Wielkiej Brytanii Zełenski spotkał się z królem Karolem III i brytyjskim premierem Rishim Sunakiem oraz przemawiał przed brytyjskim parlamentem w Westminster Hall. Wystąpił o rozszerzenie pomocy w zakresie sprzętu wojskowego o samoloty bojowe. Premier Rishi Sunak zapowiedział, że Brytyjskie Siły Zbrojne nie będą już szkolić wyłącznie ukraińskiej piechoty, ale także żołnierzy piechoty morskiej i pilotów myśliwców. Polecił także brytyjskiemu ministrowi obrony Benowi Wallace’owi zbadanie, jakie samoloty można wysłać na Ukrainę. Późnym wieczorem Zełenski spotkał się w Paryżu z prezydentem Francji Emmanuelem Macronem i kanclerzem Niemiec Olafem Scholzem.

### 9 lutego

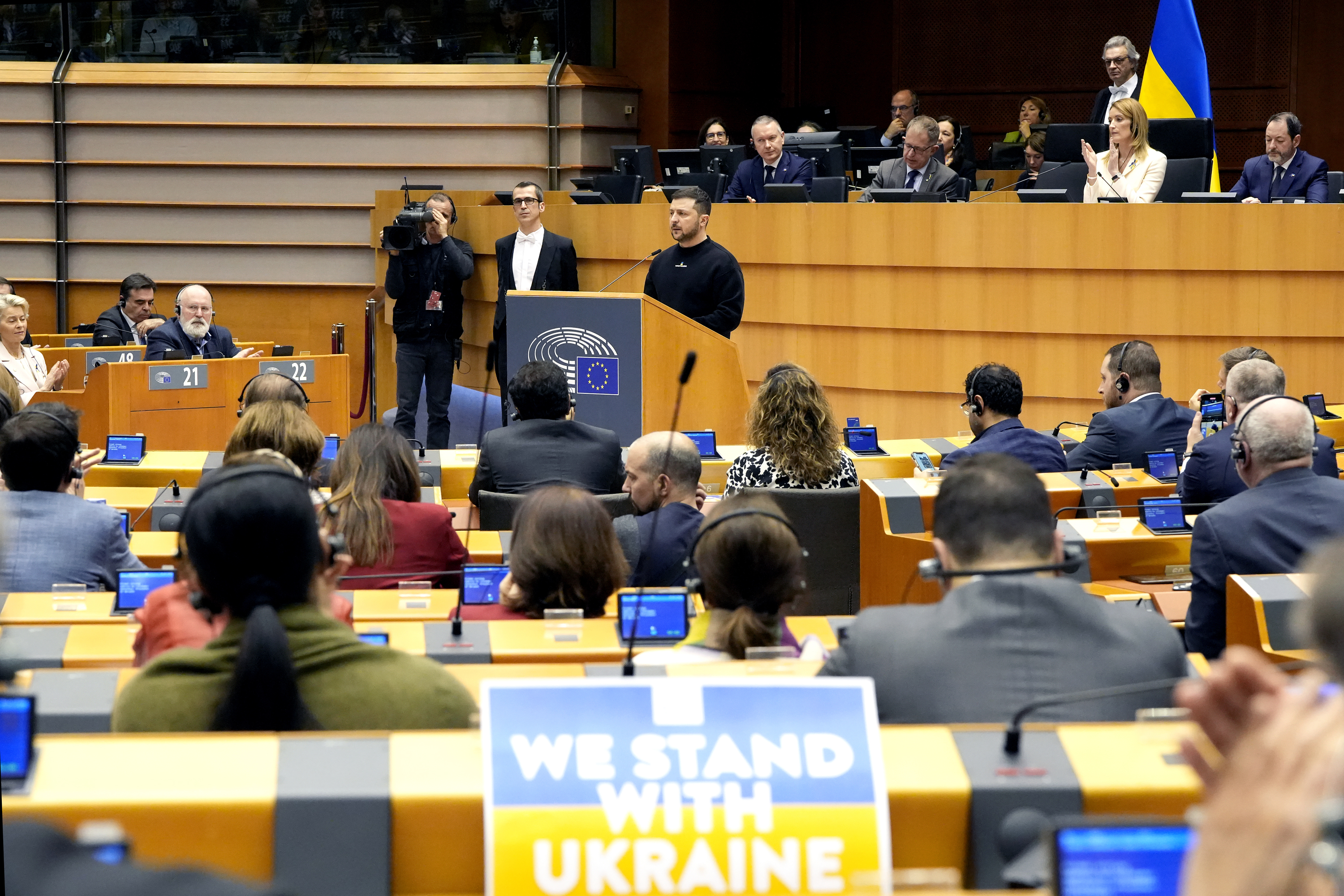
Prezydent Zełenski przemawiał przed Parlamentem Europejskim podczas nadzwyczajnej sesji plenarnej w Brukseli.

Doradca prezydenta Mychajło Podolak potwierdził, że nowa rosyjska ofensywa na szeroką skalę rozpoczęła się. Główne walki miały miejsce w obwodzie ługańskim i donieckim. SG Ukrainy poinformował, że Rosjanie koncentrowali się na prowadzeniu ataków na kierunkach Kupiańska, Łymanu, Bachmutu, Awdijiwki i Nowopawliwki, głównie w rejonie Kreminnej, Bachmutu, Awdijiwki, Opytnego, Marjinki i Wuchłedaru, wykorzystując lotnictwo. SZ Ukrainy odparły ataki w okolicach Hrianykiwki i Masjutiwki w obwodzie charkowskim; Stelmachiwki i Dibrowej w obwodzie ługańskim oraz Fiodorówki, Krasnej Hory, Bachmutu, Iwaniwske, Awdijiwki, Krasnohoriwki, Paraskowijiwki i Preczystiwki w obwodzie donieckim. W ciągu ostatniej doby siły rosyjskie przeprowadziły 52 naloty, 6 ataków rakietowych, z których dwa trafiły w infrastrukturę cywilną Kramatorska, oraz 63 ostrzały, w szczególności w infrastrukturę cywilną obwodów donieckiego i chersońskiego. Ukraińskie lotnictwo dokonało 18 nalotów na miejsca koncentracji i cztery naloty na stanowiska przeciwlotnicze; artyleria zaatakowała dwa punkty kontrolne, pięć miejsc koncentracji, magazyn amunicji i stanowisko przeciwlotnicze. Sztab podał również, że Rosjanie nadal przeprowadzali filtrację na zajętym obszarze obwodu chersońskiego, m.in. w mieście Hoła Prystań funkcjonariusze FSB przeprowadzali kontrole dokumentów i rzeczy osobistych, zwracając szczególną uwagę na telefony. Rzecznik Wschodniego Zgrupowania Wojsk armii ukraińskiej Serhij Czerewaty podał, że w ciągu doby kierunek bachmucki został ostrzelany 275 razy (w tym sam Bachmut 101 razy) oraz doszło na nim do 34 starć. W walkach w tym regionie zginęło 128 żołnierzy rosyjskich, a 137 zostało rannych.
Brytyjskie MON podało, że Rosjanie prawdopodobnie osiągnęli taktyczne zdobycze w sektorach Bachmutu i Wuhłedaru. Na północnych obrzeżach Bachmutu Grupa Wagnera posunęła się o 2–3 km na zachód, kontrolując tereny wiejskie w pobliżu trasy M-03 prowadzącej do miasta. Z kolei siły rosyjskie w okolicach Wułhedaru poczyniły postępy wokół zachodniego skraju miasta, ale „poniosły szczególnie ciężkie straty, ponieważ zaangażowano tam niedoświadczone jednostki”; Rosjanie prawdopodobnie uciekli, porzucając co najmniej 30 w większości nienaruszonych pojazdów pancernych. W ocenie ISW rosyjskie władze wojskowe najprawdopodobniej próbowały ograniczyć rolę oligarchy Jewgienija Prigożyna i Grupy Wagnera, która do walki na froncie kieruje więźniów jako „mięso armatnie”. Kreml kontynuował działania mające na celu stopniowe przygotowanie rosyjskiej bazy przemysłowej do przedłużającej się wojny. Tymczasem Rosjanie kontynuowali ataki wzdłuż linii Swatowe–Kreminna. Przeprowadzili także ograniczone ataki w zachodnim obwodzie donieckim i w rejonie miasta Awdijiwka–Donieck oraz kontynuowali ofensywy wokół Bachmutu. Siły rosyjskie przeprowadziły też ograniczony atak w obwodzie zaporoskim. Niezależny rosyjski portal Meduza, powołując się na oceny wywiadu japońskiego, które uzyskano wspólnie z krajami Europy i USA, podał, że Rosja straciła podczas wojny z Ukrainą ponad 20 generałów.
OSW poinformował, że powstrzymano ataki Rosjan na północny zachód od Bachmutu, a także mających miejsce w tym rejonie ataków na południe od prowadzącej do Słowiańska autostrady M-03. Siły rosyjskie przerwały połączenie drogowe Bachmut–Konstantynówka i kontynuowały atak na Czasiw Jar, przez który przebiega ostatnia droga zaopatrzenia do miasta. Wojska ukraińskie starały się też powstrzymać siły rosyjskie w miejscowościach na północnych i południowo-zachodnich obrzeżach Bachmutu. Rosjanie zbliżyli się do Siewierska od południa, jednak nie przełamali pozycji ukraińskich na wschód i południowy wschód od miasta. Bezskutecznie atakowali w rejonie Awdijiwki i na zachód od Doniecka, gdzie doszło do intensyfikacji walk o Marjinkę. Rosjanie przełamali obronę w rejonie Wuhłedaru, lecz zostali powstrzymywani na północny zachód od niego. Bezskutecznie atakowali w zachodnim obwodzie donieckim oraz w obwodzie zaporoskim, na zachód od Orichiwa. Rosjanie wypierali coraz silniejszą presję na ukraińskie linie obrony na granicy obwodu ługańskiego z charkowskim i donieckim. Rosyjskie rakiety trafiły w obiekty w Charkowie, w Semeniwce, Sumach oraz w rejonie Kramatorska i Słowiańska. Artyleria i lotnictwo Rosjan kontynuowały ostrzał i bombardowania pozycji ukraińskich wzdłuż linii frontu. Ostrzeliwane były m.in. Chersoń oraz rejony Nikopola i Oczakowa. Do aktów ukraińskiej dywersji doszło w Berdiańsku i Mariupolu, a według źródeł rosyjskich również w obwodzie briańskim.
Prezydent Wołodymyr Zełenski spotkał się z Radą Europejską w Brukseli i poinformował, że jego kraj „przechwycił plan zniszczenia Mołdawii” poprzez zorganizowanie prorosyjskiego zamachu stanu. Mołdawska Służba Informacji i Bezpieczeństwa (SIS) potwierdziła, że „zidentyfikowała działania mające na celu osłabienie i destabilizację Mołdawii”.
Dmitrij Miedwiediew, członek Rady Bezpieczeństwa Rosji, odwiedził fabrykę czołgów Omsk Transport Engineering Plant i złożył oświadczenie, w którym obiecał „zmodernizować tysiące czołgów” i „zwiększyć produkcję nowoczesnych czołgów” w odpowiedzi na otrzymanie przez Ukrainę czołgów zachodnich. Amerykański satelitarny serwis internetowy Starlink ogłosił, że zablokuje Ukrainie korzystanie z systemu do kontrolowania dronów. Według Gwynne Shotwel, Starlink „nigdy nie miał być do tego służyć”.

### 10 lutego

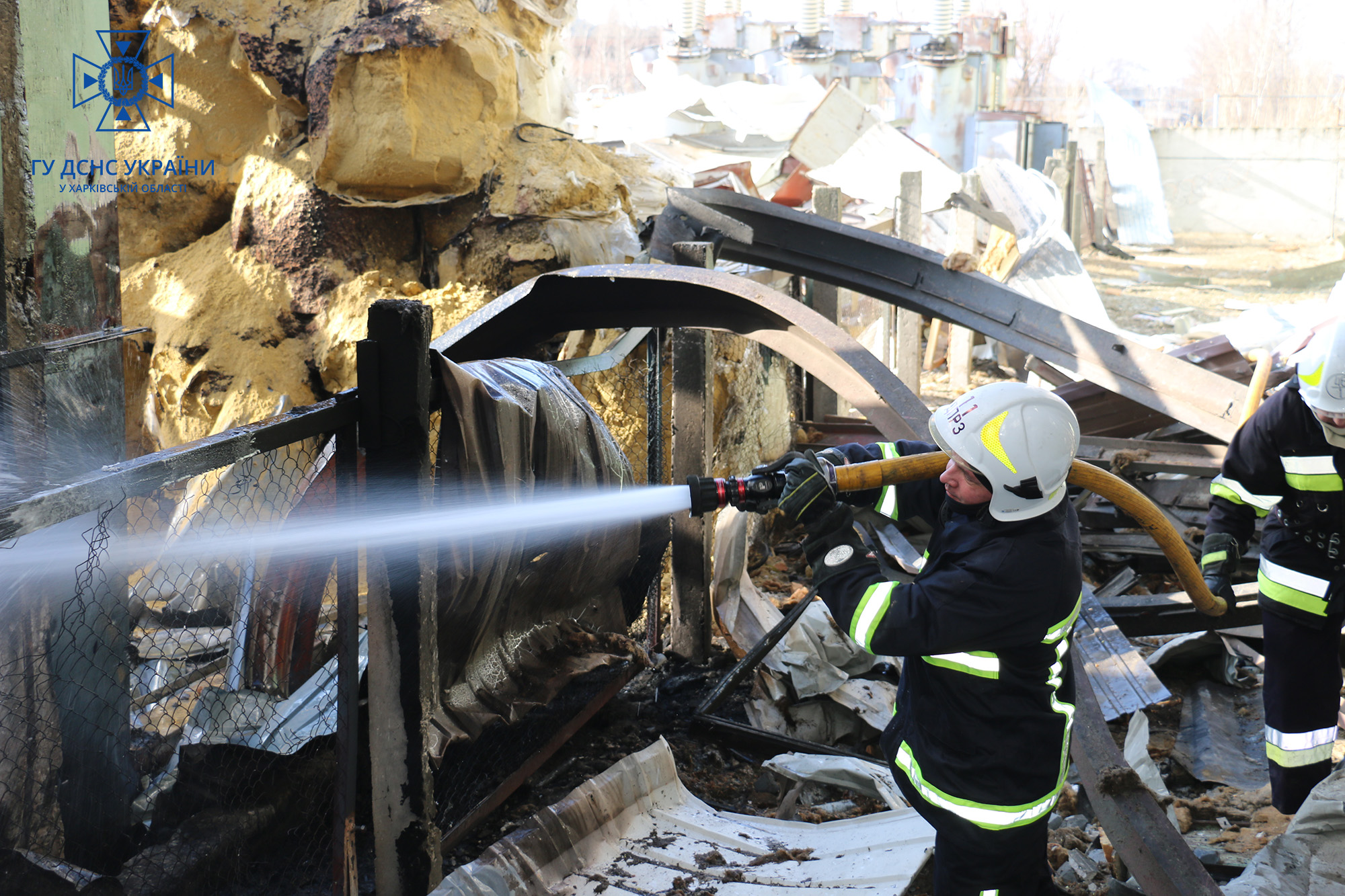
Likwidacja skutków rosyjskiego ataku rakietowego na Charków.

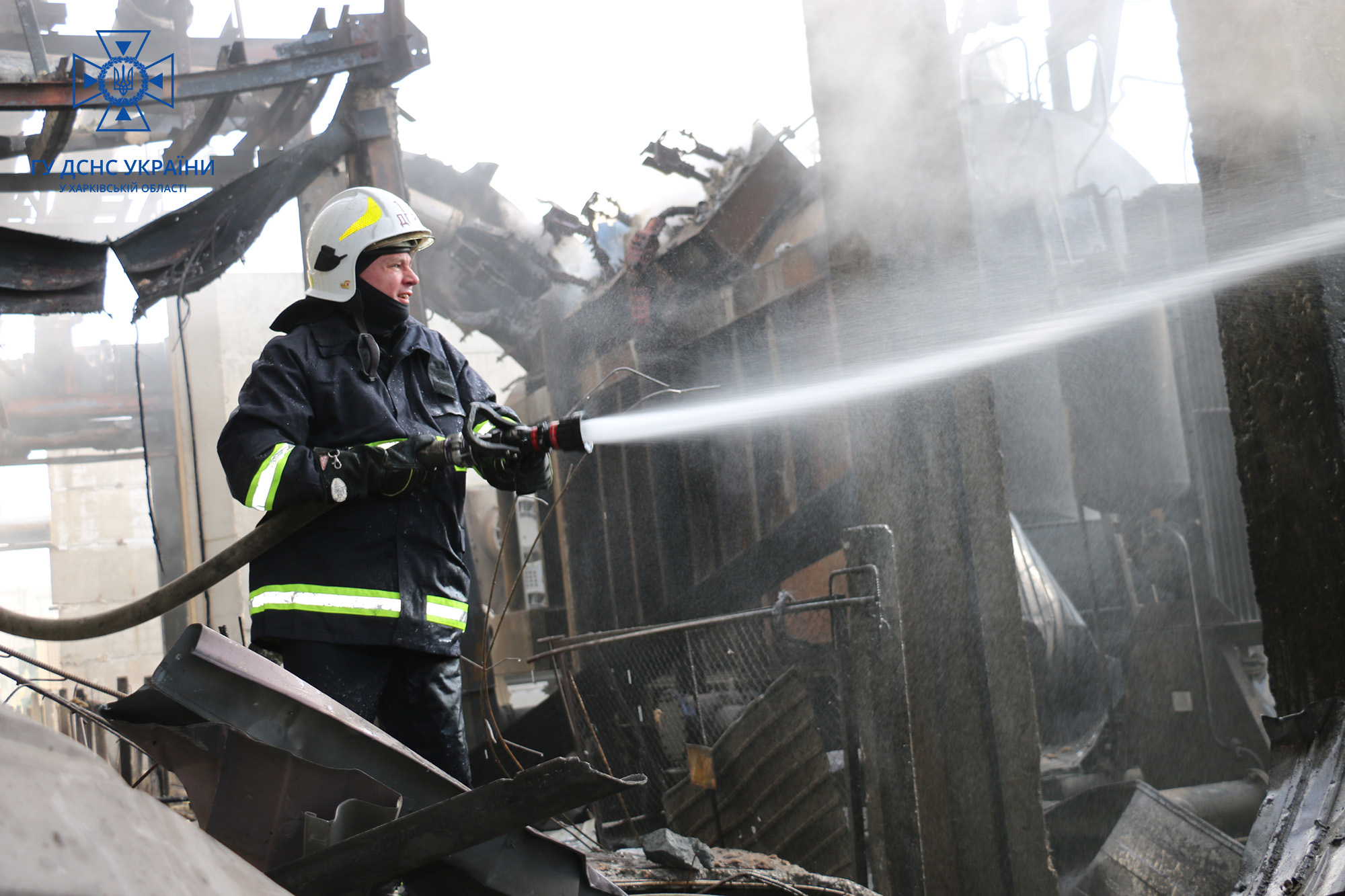
Charków po rosyjskim ataku rakietowym.

Według Sztabu Ukrainy siły rosyjskie, pomimo znacznych strat, nadal prowadziły ataki na kierunkach Kupiańska, Łymanu, Bachmutu, Awdijiwki i Nowopawliwki. Wojska ukraińskie odparły ataki w rejonie Kreminnej, Szypyłówki i Biłohoriwki w obwodzie ługańskim oraz Krasnej Hory, Bachmutu, Iwaniwske i Paraskowijiwki w obwodzie donieckim. W ciągu ostatniej doby Rosjanie przeprowadzili 59 nalotów, z czego 28 przy użyciu dronów Shahed 136 (22 zostały zestrzelone) oraz ok. 90 ataków z systemów rakietowych. Lotnictwo Ukrainy dokonało 12 nalotów na miejsca koncentracji wojsk i cztery w stanowiska przeciwlotnicze, natomiast artyleria uderzyła w dwa miejsca koncentracji, magazyn amunicji i kompleks rakiet przeciwlotniczych. Według gubernatora Pawła Kyrylenki ofensywa rosyjska rozpoczęła się w obwodzie donieckim. W szczególności wymienił miasta Bachmut, Awdijiwka i Wuhłedar, które siły rosyjskie próbują zdobyć z „codzienną intensywnością”.
Około 9:00 czasu lokalnego Rosjanie przeprowadzili kolejny zmasowany atak rakietowy na terytorium Ukrainy, wystrzeliwując łącznie 106 rakiet, w szczególności w infrastrukturę cywilną. Do ataku użyto 74 lotniczych i morskich pocisków manewrujących (Ch-101, Ch-555 i Kalibr), które zostały wystrzelone z ośmiu bombowców Tu-95 i trzech okrętów Floty Czarnomorskiej. SG Ukrainy podał, że obrona przeciwlotnicza zestrzeliła 61 rakiet (w tym 10 nad Kijowem). Wykorzystano także 32 przeciwlotnicze pociski rakietowe S-300. W ciągu godziny 17 rosyjskich pocisków trafiło w Zaporoże, kolejne trafiły w obwody chmielnicki, charkowski, dniepropetrowski (Dniepr, Krzywy Róg), lwowski, winnicki, iwanofrankiwski i kijowski (Kijów), celując w sieć energetyczną i wymuszając awaryjne przerwy w dostawie prądu. Ataki spowodowały uszkodzenia sieci energetycznej, elektrowni i linii wysokiego napięcia w sześciu regionach kraju. Według ukraińskiego przedsiębiorstwa energetycznego Ukrenergo, kilka elektrowni cieplnych i wodnych zostało uszkodzonych, co odsunęło plany przywrócenia zasilania na Ukrainie. Najtrudniejsza sytuacja miała miejsce w obwodzie charkowskim. Według MAEA reaktor jądrowy w jednej z ukraińskich elektrowni jądrowych musiał zostać zamknięty, ponieważ w wyniku ataków sieć energetyczna stała się zbyt niestabilna. Nie było doniesień o zabitych lub rannych. Generał Wałerij Załużny stwierdził, że dwa pociski Kalibr wystrzelone z Morza Czarnego wleciały w przestrzeń powietrzną Mołdawii i Rumunii, zanim ponownie wleciały na Ukrainę. Ministerstwo Obrony Mołdawii potwierdziło później, że pocisk przekroczył jej przestrzeń powietrzną i wezwało ambasadora Rosji. Z kolei Ministerstwo Obrony Rumunii podało, że rosyjski pocisk wystrzelony z okrętu w pobliżu Krymu znajdował się 35 km od granicy rumuńskiej.
Według ukraińskich i rosyjskich ekspertów wojskowych, Jurija Fiodorowa i Romana Switana, siły rosyjskie prowadziły działania ofensywne w obwodach charkowskim, ługańskim i donieckim, chcąc przełamać linie obrony Ukrainy. Ich zdaniem Rosjanie nie mieli jednak wystarczających zasobów, aby przeprowadzić ofensywę na pełną skalę, jak na początku inwazji. Brytyjskie Ministerstwo Obrony podało, że 9 lutego zakończono rekrutację więźniów na wojnę. Kluczowym czynnikiem zakończenia programu była prawdopodobnie rywalizacja między rosyjskim MON a Grupą Wagnera. Regularne wojsko rosyjskie rozmieściło także zdecydowaną większość rezerwistów powołanych w ramach mobilizacji. Zdaniem Ministerstwa rosyjskie dowództwo stanęło przed trudnym wyborem pomiędzy wyczerpywaniem wojsk na Ukrainie, ograniczeniem liczby celów lub przeprowadzeniem kolejnej mobilizacji. Według ISW jest mała szansa na to, aby loty rosyjskich rakiet nad terytorium NATO doprowadziły do eskalacji. Zdaniem Instytutu prezydent Putin nie chce ryzykować bezpośredniego konfliktu z NATO. Tymczasem Rosjanie kontynuowali ataki na północny zachód od Swatowego i wokół Kreminnej.
Siły rosyjskie kontynuowały także ataki w rejonie Bachmutu i na linii Awdijiwka–Donieck oraz w zachodnim obwodzie donieckim. Przeprowadziły też ograniczony atak w obwodzie zaporoskim.

### 11 lutego
Ukraiński SG podał, że Rosjanie w dalszym ciągu skupiali się na atakach na kierunkach Kupiańska, Łymanu, Bachmutu, Awdijiwki i Nowopawliwki, aktywnie wykorzystując lotnictwo. Siły ukraińskie odparły ataki w pobliżu Biłohoriwki w obwodzie ługańskim oraz Torskiego, Fiodorówki, Bachmutu, Iwaniwskie, Czasiwego Jaru, Pierwomajskiego, Pobiedy, Marjinki i Wuhłedaru w obwodzie donieckim. W ciągu 24h Rosjanie przeprowadzili 12 ataków rakietowych, w tym trzy na infrastrukturę cywilną Charkowa; 32 naloty, w tym sześć za pomocą dronów Shahed 136 (cztery zestrzelono) oraz ok. 90 ostrzałów z wyrzutni rakietowych. Ukraińskie lotnictwo dokonało 21 nalotów na miejsca koncentracji i stanowiska przeciwlotnicze; artyleria uderzyła w 14 miejsc koncentracji i kompleks rakiet przeciwlotniczych. W ciągu dnia wojska rosyjskie ostrzelały z artylerii także terytorium obwodu dniepropetrowskiego, w tym Nikopol i Marganiec; nie było doniesień o ofiarach. W godzinach wieczornych zaatakowano Charków za pomocą trzech rakiet S-300.
Przedstawiciel ukraińskiego wywiadu wojskowego Andrij Czerniak stwierdził, że według ich danych Rosjanie nie mają wystarczających zasobów do działań ofensywnych na szeroką skalę. Czerniak ocenił, że Rosja „stawia sobie za cel osiągnięcie jakiegokolwiek taktycznego sukcesu na wschodzie Ukrainy”. Według brytyjskiego Ministerstwo Obrony w ciągu ostatnich dwóch tygodni Rosja poniosła prawdopodobnie najwyższy wskaźnik ofiar śmiertelnych od pierwszego tygodnia inwazji. Zdaniem Ministerstwa „wzrost liczby rosyjskich ofiar jest spowodowany szeregiem czynników, w tym brakiem wyszkolonego personelu, koordynacji i zasobów na całym froncie”. Dodano także, że Ukraina również notuje wysoki wskaźnik strat. W opinii ISW Rosjanie nie dokonali istotnych postępów podczas operacji w obwodach donieckim i ługańskim z wyjątkiem Bachmutu, co mogło świadczyć o niezdolności Rosji do przeprowadzenia skutecznej ofensywy. W rejonie Bachmutu, gdzie Rosja angażowała elitarne jednostki, działające w niewielkich oddziałach, Rosjanie odnosili taktyczne sukcesy, które mogły doprowadzić do postępów na poziomie operacyjnym. Jednakże ataki w innych miejscach obwodu donieckiego oraz wzdłuż linii Swatowe–Kreminna przyniosły niewielkie postępy, bez znaczenia operacyjnego. Dodatkowo armia rosyjska nie zdołała przygotować rezerwistów z zaciągu do prowadzenia skutecznych działań ofensywnych, do czego przyczyniał się także brak odpowiedniego sprzętu i amunicji. Tymczasem siły rosyjskie priorytetowo traktowały ofensywę w obwodzie donieckim, ale kontynuowały także ataki w pobliżu Swatowego i Kreminnej. Ponadto rosyjskie władze okupacyjne prawdopodobnie osuszały zbiornik Kachowka na północ od okupowanego obwodu zaporoskiego.
Według szacunków Departamentu Obrony USA, około 80% rosyjskich sił lądowych brało udział w wojnie z Ukrainą. Celeste Wallander, zastępca sekretarza obrony USA ds. bezpieczeństwa międzynarodowego, oszacowała, że Rosja „prawdopodobnie” straciła połowę swoich czołgów podstawowych, chociaż Rosja dostosowywała się do tych strat. Z kolei rząd ukraiński podał, że Rosja otrzymała ostatnio ok. 300–400 irańskich dronów.

### 12 lutego

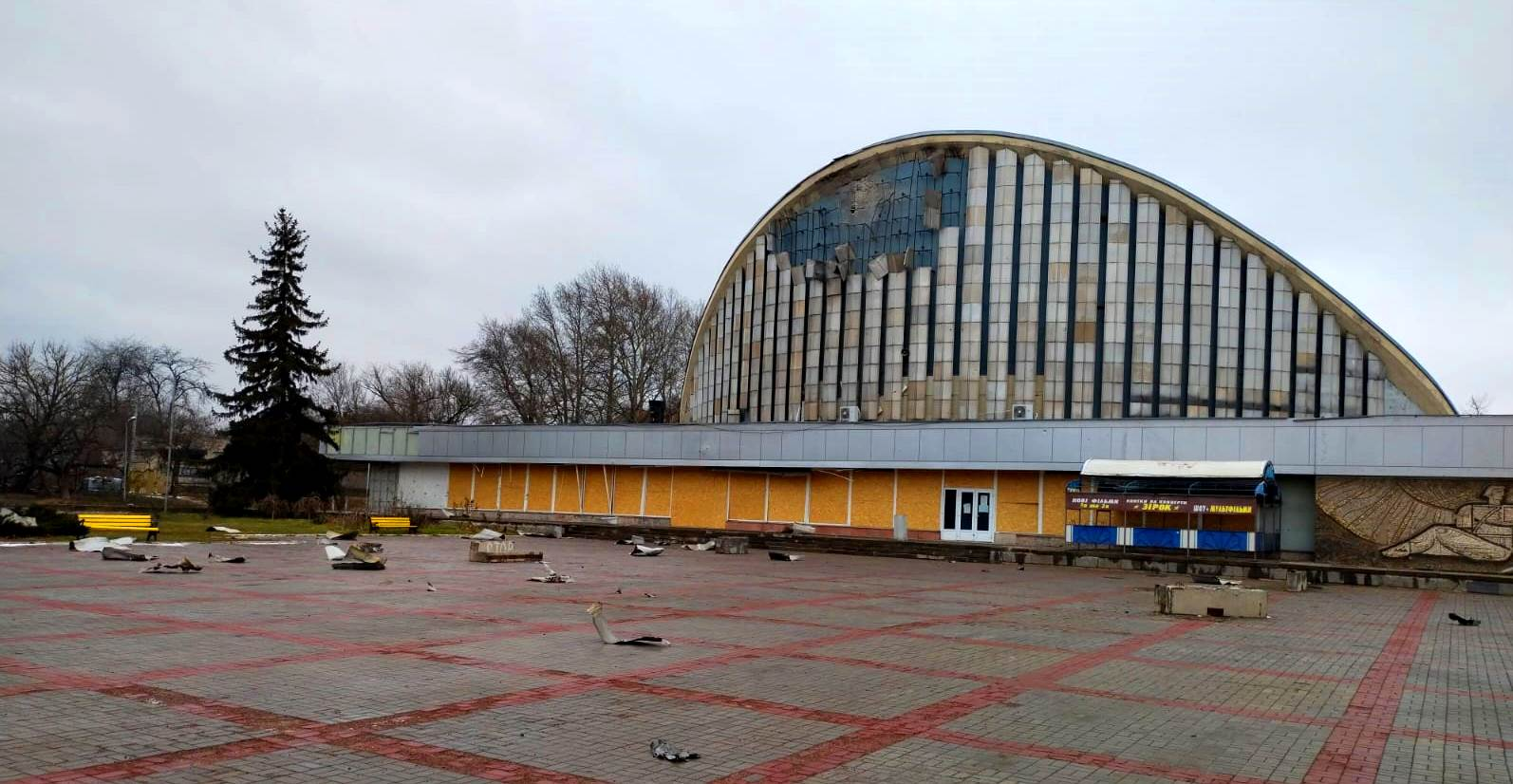
Kino i sala koncertowa „Jubileusz” w Chersoniu po rosyjskim ostrzale.

Grupa Wagnera podała, że zdobyła wioskę Krasna Hora na północ od Bachmutu. Sztab Ukrainy poinformował, że Rosja koncentrowała się na atakach na kierunkach Kupiańska, Łymanu, Bachmutu, Awdijiwki i Nowopawliwki, ponosząc przy tym znaczne straty, głównie w ludziach. Siły ukraińskie odparły ataki w okolicy Hryanikiwki w obwodzie charkowskim; Kreminnej i Biłohoriwki w obwodzie ługańskim; Wiimki, Fiodorówki, Wasiukiwki, Bachmutu, Iwaniwske i Kliszczeijiwki w obwodzie donieckim oraz Zaliznycznego w obwodzie zaporoskim. Rosjanie przeprowadzili cztery ataki rakietowe i 85 ostrzałów z systemów rakietowych. Lotnictwo ukraińskie dokonało ośmiu nalotów na miejsca koncentracji wojsk i trzy na pozycje przeciwlotnicze, z kolei artyleria trafiła w 10 miejsc koncentracji, stanowisko przeciwlotnicze i trzy składy amunicji. Sztab podał także, że w celu wzmocnienia działań przeciwdywersyjnych na obszarze obwodu chersońskiego wysłano ok. 200 żołnierzy Rosgwardii, których osiedlono na terenie ośrodka wypoczynkowego Mewa we wsi Lazurne. Armia ukraińska podała, że w wyniku zaciekłych walk pod Bachmutem w ciągu 24h zginęło 212 rosyjskich żołnierzy, a 315 zostało rannych.
Brytyjskie MON poinformowało, że Rosjanie w dalszym ciągu tworzyli umocnienia obronne w obwodzie zaporoskim, szczególnie w pobliżu Tarasiwki, a w styczniu utworzono fortyfikacje obronne pomiędzy miejscowościami Wasylówka i Orichiw. Linia frontu na Ukrainie wynosiła ok. 1288 km, z czego 192 km przypadało na okupowany obwód zaporoski. W ocenie ISW Rosja odzyskała zdolność do prowadzenia operacji informacyjnych przeciwko Ukrainie i Zachodowi i jednym z głównych celów było maksymalne opóźnianie dostaw zachodniej broni dla Ukraińców. Główny Zarząd Wywiadu Wojskowego Ukrainy podał, że Rosjanie mogą wykorzystywać kurdyjskich najemników do obsługi irańskich dronów na Ukrainie. Tymczasem źródła rosyjskie stwierdziły, że siły rosyjskie kontynuowały ataki na północny zachód od Swatowego i wokół Kreminnej, gdzie doszło do 23 starć bojowych. Rosjanie kontynuowali także ataki wokół Bachmutu, Awdijiwki i Wuhłedaru. Z kolei ukraińscy urzędnicy poinformowali, że siły rosyjskie w obwodzie chersońskim nie były zdolne do rozpoczęcia ofensywy na pełną skalę. Przedstawiciel Głównego Zarządu Wywiadu Wojskowego Wadym Skibicki stwierdził, że Rosja prawdopodobnie przełoży planowaną drugą falę mobilizacji z powodu utrzymujących się problemów związanych z pierwszą falą mobilizacji.
Ambasada Stanów Zjednoczonych w Moskwie poradziła wszystkim obywatelom amerykańskim natychmiastowe opuszczenie Rosji z powodu trwającej wojny na Ukrainie, powołując się na „ryzyko bezprawnych zatrzymań”.

### 13 lutego

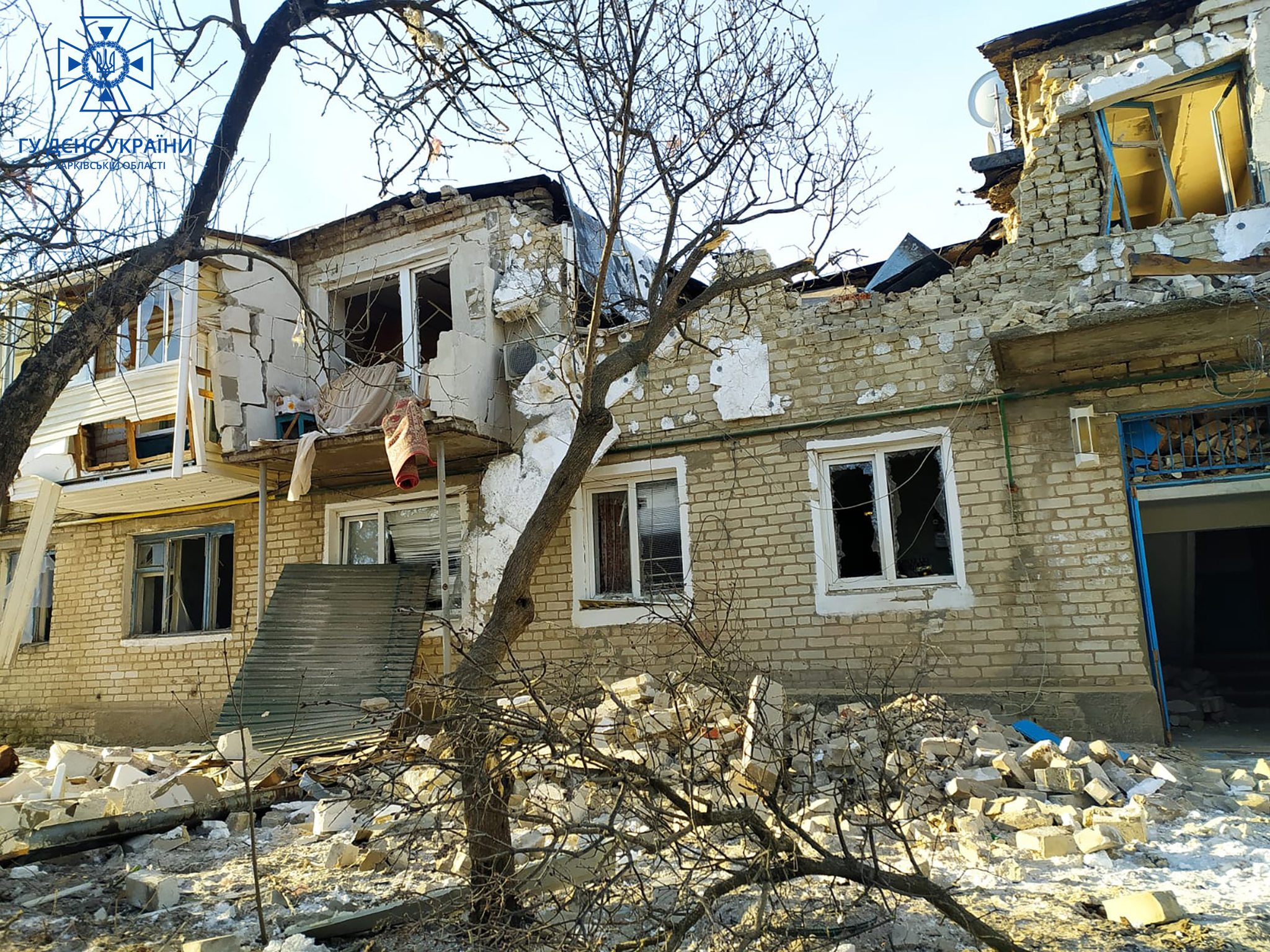
Dom w Kupiańsku po porannym ostrzale rosyjskim

Według SG Ukrainy Rosjanie nadal koncentrowali się na atakach na kierunkach Kupiańska, Łymanu, Bachmutu, Awdijiwki i Nowopawliwki, ponosząc przy tym znaczne straty. Armia ukraińska odparła rosyjskie ataki w pobliżu Hryanikiwki w obwodzie charkowskim, Newskego, Kreminnej, Szypyliwki i Biłohoriwki w obwodzie ługańskim oraz Fiodorówki, Paraskowijiwki, Bachmutu, Wodiane, Marjinki i Pobiedy w obwodzie donieckim. W ciągu 24h siły rosyjskie przeprowadziły dwa ataki rakietowe, 32 naloty i 55 ostrzałów z wyrzutni rakietowych. Ukraińskie lotnictwo przeprowadziło 15 nalotów na miejsca koncentracji, z natomiast artyleria ostrzelała stanowisko dowodzenia, siedem miejsc koncentracji, dwie stacje walki radioelektronicznej i magazyn amunicji. Ministerstwo Obrony Ukrainy podało, że „nadal trwała bitwa o Bachmut. Rosyjskie wojska stale zmieniały taktykę. Raz atakowali małymi grupami, raz wykorzystywali do szturmu dziesiątki zmobilizowanych. Czasami wzmacniali ostrzały nocą, systematycznie ostrzeliwali rakietami miasta na tyłach, terroryzowali cywilów, wysadzali w powietrze infrastrukturę cywilną”. Według agencji ograniczono możliwość wjazdu do miasta dla dziennikarzy i wolontariuszy.
Dania przekazała armii ukraińskiej wszystkie swoje samobieżne haubicoarmaty CAESAR (19 sztuk). Według sekretarza generalnego NATO Jensa Stoltenberga, Ukraina zużywała znacznie więcej amunicji, niż były w stanie wyprodukować firmy zbrojeniowe z państw członkowskich NATO. Zapasy amunicji krajów NATO były również stale zmniejszane ze względu na dostawy na Ukrainę.
Brytyjskie Ministerstwo Obrony poinformowało, że Rosjanie próbowali posuwać się naprzód w większości sektorów na linii frontu, lecz w żadnym nie zgromadzili wystarczającej siły bojowej, aby osiągnąć większe sukcesy. W ciągu ostatnich trzech dni Grupa Wagnera dokonała niewielkich postępów wokół północnych obrzeży Bachmutu, w tym we wsi Krasna Hora; w rejonie trwała zorganizowana obrona ukraińska, a na południe od miasta rosyjskie postępy były niewielkie. W sektorze Kreminna–Swatowe Rosjanie podejmowali ciągłe ataki, jednak były one zbyt małe, aby osiągnąć znaczący przełom. Według ISW dużą ofensywę Rosji komplikował niewystarczający poziom wyszkolenia zmobilizowanych żołnierzy, którzy stanowili większość składu rosyjskiej armii, w wyniku czego ponosili oni duże straty, a ich działania ofensywne przynosiły zbyt skromne efekty. Tymczasem Rosjanie kontynuowali ataki na północny zachód od Swatowego i w pobliżu Kreminnej. Siły rosyjskie osiągnęły także marginalne zdobycze terytorialne w pobliżu Bachmutu i kontynuowały ataki na linii frontu w obwodzie donieckim. Siły rosyjskie bezskutecznie zaatakowały ukraińskie pozycje w zachodnim obwodzie zaporoskim, kontynuując jednocześnie umacnianie swoich pozycji w tym regionie.
Według OSW Ukraińcy wprowadzili do walki na kierunkach Kreminnej i Wuhłedaru nowe jednostki, w wyniku czego powstrzymano ataki Rosjan i częściowo wyparto ich na wcześniejsze pozycje. Na większości odcinków frontu, gdzie toczyły się walki, presja rosyjska wymuszała na siłach ukraińskich stopniowe wycofywanie się. Rosjanie posuwali się w głąb pozycji o kilkaset metrów, rzadziej o kilka kilometrów, na dobę. Atak w północno-wschodniej części obwodu charkowskiego skutkował osiągnięciem przeprawy na Oskole na wysokości Dworicznej. Głównym rejonem walk były okolice Bachmutu, gdzie najcięższe z nich toczyły się o kontrolę nad najważniejszymi trasami na zachód i północny zachód. Rosjanie bezskutecznie atakowali w rejonie Czasiwego Jaru, gdzie próbowali przeciąć ostatnią drogę zaopatrzenia do miasta. Szczególnie ciężkie starcia trwały na podejściach do rzeki Żerebeć w okolicy Torśkego. Siły rosyjskie wznowiły także atak w rejonie Hulajpola, jednak zostali zatrzymani na zachód od miasta. Rosjanie przeprowadzali ataki rakietowe na ukraińskie zaplecze logistyczne w północno-zachodnim obwodzie donieckim i w Charkowie. Pozycje ukraińskie wzdłuż linii frontu i na obszarach przygranicznych były atakowane przez artylerię i lotnictwo. Celem ataków był Chersoń i okolice, rejon nikopolski oraz część obwodu mikołajowskiego. Artyleria ukraińska uderzyła w zaplecze rosyjskie w Melitopolu i okolicach Mariupola, a w obwodzie biełgorodzkim doszło do aktu dywersji.

### 14 lutego

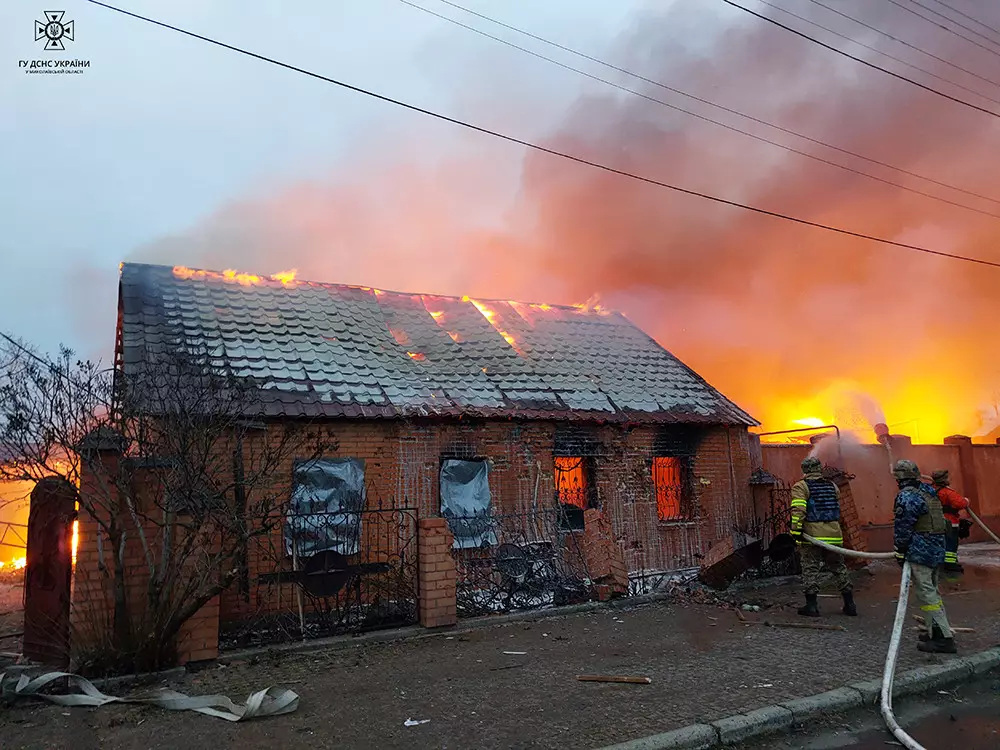
Pożar domu w mieście Oczaków po porannym ostrzale rosyjskim.

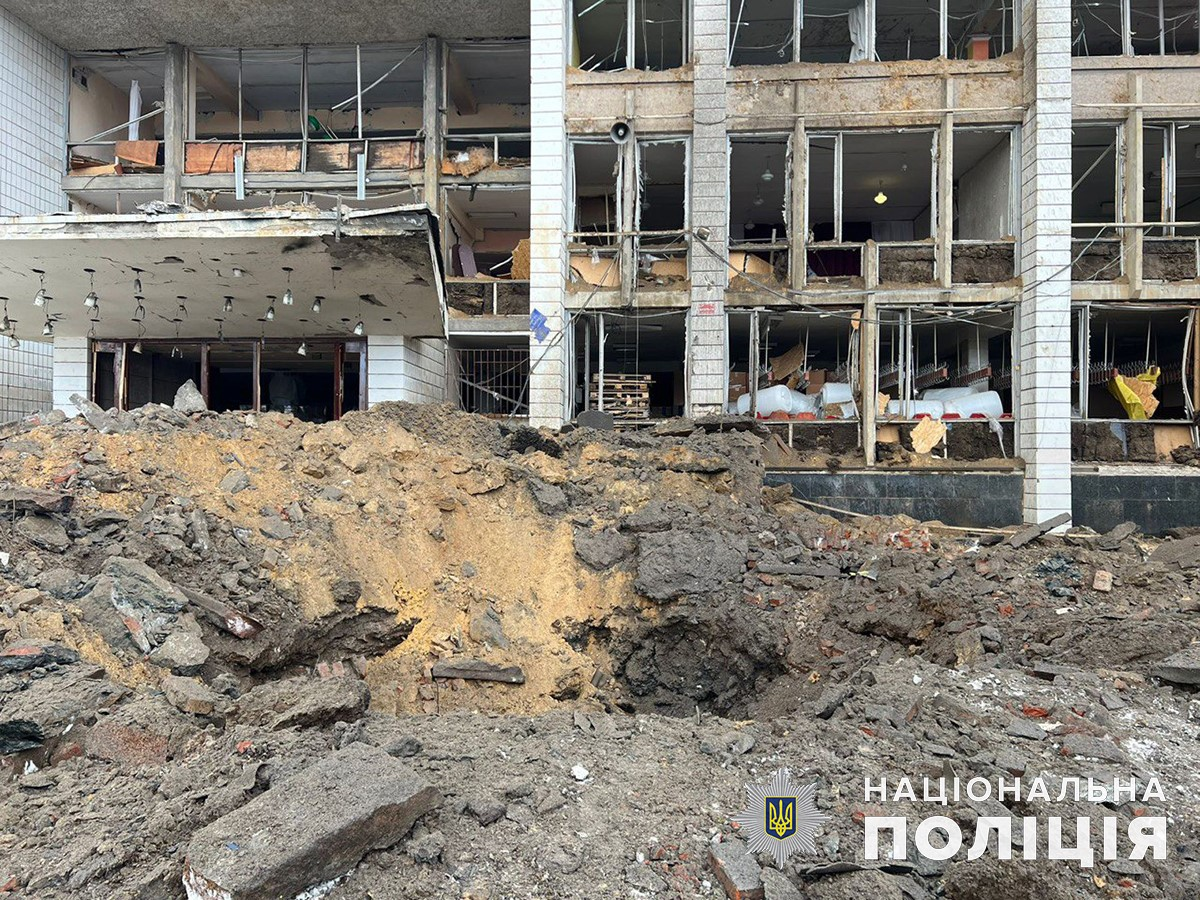
Pałac kultury w Konstantynówce po rosyjskim uderzeniu rakietą S-300.

Ukraiński Sztab ogłosił, że siły rosyjskie próbując przejąć kontrolę nad obwodami donieckim i ługańskim nadal koncentrowały się na atakach na kierunkach Kupiańska, Łymanu, Bachmutu, Awdijiwki i Szachtarska. SZ Ukrainy odparły ataki w okolicy ponad 20 miesjcowości, w tym Hryanikiwki w obwodzie charkowskim, Newskego, Kreminnej i Biłohoriwki w obwodzie ługańskim oraz Fiodorówki, Bachmutu, Iwaniwskie, Wodiane, Pierwomajskiego, Marjinki, Pobiedy, Nowomychajliwki, Wuhłedaru i Preczystiwki w obwodzie donieckim. W ciągu doby Rosjanie dokonali dwóch ataków rakietowych na infrastrukturę cywilną w obwodzie donieckim, trzech nalotów i ponad 68 ostrzałów, w szczególności na obiekty cywilne w obwodach chersońskim i mikołajowskim. Ukraińskie lotnictwo przeprowadziło osiem nalotów na miejsca koncentracji, artyleria zaatakowała punkt kontrolny, dwa miejsca koncentracji, sześć magazynów amunicji i dwie stacje walki radioelektronicznej. Podano także, że „starając się ukryć swoje straty (...) Rosjanie palili ciała poległych w krematorium na anektowanym Krymie” w pobliżu Krasnej Horki w rejonie symferopolskim; ciała zabitych żołnierzy i najemników przywożone były ciężarówkami, a ich „kremacja prowadzona była całodobowo”. Oficer Obrony Terytorialnej Anatolij Kozłowski stwierdził, że „sytuacja jest trudna, a Bachmut został okrążony z trzech stron”, jednak Ukraińcy wciąż dostawali zaopatrzenie i mogli bronić się jeszcze długo. Według niego nadal istniały szlaki zaopatrzeniowe dla sił ukraińskich, w tym trasa Konstantynówka–Bachmut, lecz Rosjanie mieli nad nią kontrolę ogniową.
Podczas dziewiątego spotkania w Ramstein zapadły „zdecydowane decyzje” w obronie Ukrainy i wzmocnieniu sił ukraińskich. W spotkaniu wzięli udział przedstawiciele 54 krajów. Po spotkaniu prezydent Wołodymyr Zełenski stwierdził, że partnerzy zobowiązali się do zapewnienia Ukrainie większej obrony przeciwlotniczej oraz większej ilości czołgów, artylerii, pocisków, a także zobowiązali się do rozszerzenia wyszkolenia ukraińskiej armii. Ukraińscy żołnierze rozpoczęli w Polsce szkolenie na czołgach Leopard 2. Norwegia zapowiedziała, że wyśle na Ukrainę osiem czołgów Leopard 2. Z kolei Ukraina oficjalnie zwróciła się do Holandii o myśliwce F-16.
Ministerstwo Obrony Wielkiej Brytanii podało, że rosyjski przemysł zbrojeniowy nie jest w stanie zaspokoić potrzeb w zakresie produkcji uzbrojenia na potrzeby wojny na Ukrainie. W opinii ISW obrona Bachmutu miała sens strategiczny mimo kosztów, jakie ponosiła Ukraina. W wyniku tego Rosja została zmuszona do zaangażowania w tym regionie najemników z Grupy Wagnera i sił powietrznodesantowych. Zdaniem ekspertów obrona miasta przez Ukraińców doprowadziła do osłabienia sił rosyjskich i „prawdopodobnie stworzy dogodne warunki dla przyszłej kontrofensywy ukraińskiej”. Tymczasem Rosjanie kontynuowali ataki w kierunku Kupiańska i wzdłuż linii Swatowe–Kreminna oraz ataki wokół Bachmutu i wzdłuż zachodnich obrzeży Doniecka.
Siły rosyjskie nie przeprowadziły jednak żadnych ataków w zachodnim obwodzie donieckim ani w obwodach chersońskim, mikołajowskim i zachodnim zaporoskim.

### 15 lutego

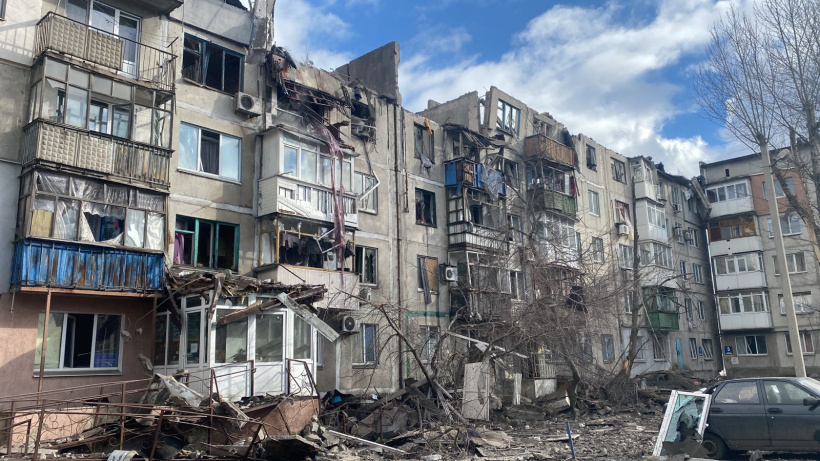
Budynek mieszkalny w Pokrowsku po rosyjskim uderzeniu z BM-30 Smiercz ok. 10:00; trzy osoby zginęły, a 11 zostało rannych.

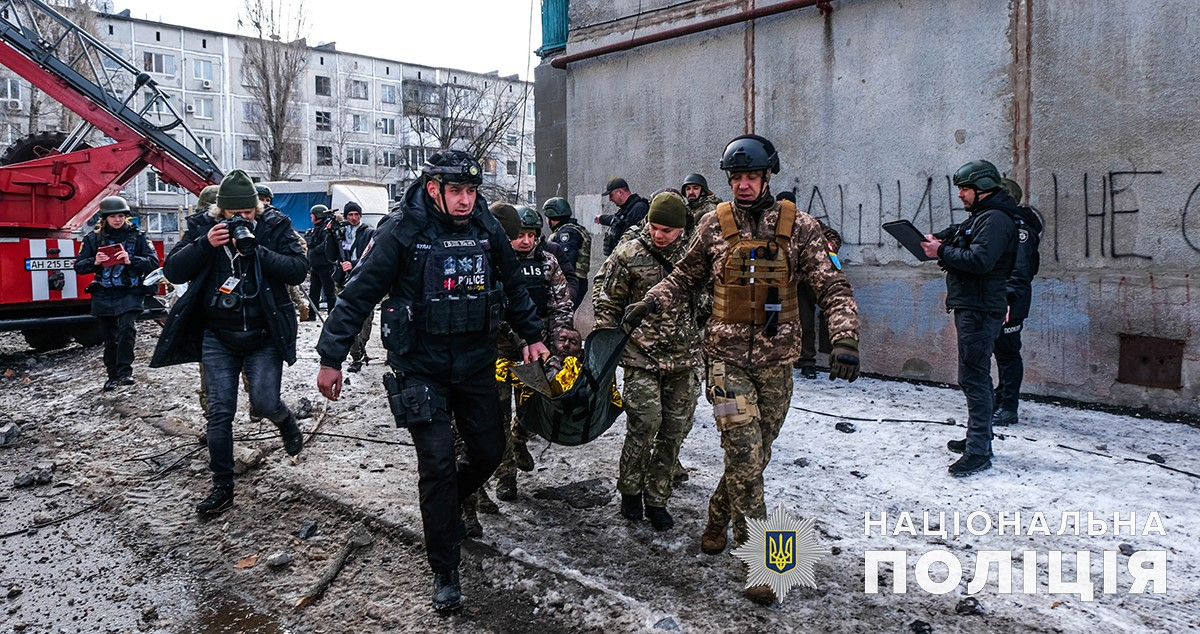
Pokrowsk po rosyjskim ataku.

Według SG Ukrainy Rosjanie skupiali się na atakach w kierunkach Kupiańska, Łymanu, Bachmutu, Awdijiwki i Szachtarska, głównie w rejonie Hryanikiwki, Bachmutu, Awdijiwki, Marjinki i Wuhłedaru. Siły ukraińskie odparły ataki w pobliżu Biłohorowki w obwodzie ługańskim oraz Fiodorówki, Bachmutu, Dylijiwki, Awdijiwki, Wodiane, Pierwomajskiego, Marjinki, Nowomychajliwki, Wuhłedaru, Preczystiwki i Nowosilki w obwodzie donieckim. W ciągu doby wojsko rosyjskie przeprowadziło trzy ataki rakietowe, 18 nalotów i 52 ostrzały, atakując infrastrukturę cywilną obwodu donieckiego i chersońskiego (odnotowano zabitych i rannych wśród cywilów) oraz siedmiu innych obwodów. Lotnictwo ukraińskie dokonało 11 nalotów na miejsca koncentracji żołnierzy i sprzętu oraz pięć nalotów na stanowiska przeciwlotnicze; artyleria ostrzelała dwa punkty kontrolne, sześć miejsc koncentracji i dwa składy amunicji. Wojska rosyjskie ostrzelały miasto Pokrowsk za pomocą BM-30 Smiercz. Jeden z pocisków trafił w pięciopiętrowy budynek, w wyniku czego zginęły trzy osoby, a 11 zostało rannych. Z kolei administracja wojskowa Ukrainy poinformowała, że „nad Kijowem zauważono sześć rosyjskich balonów, z których większość została zestrzelona przez obronę przeciwlotniczą”.
Dzień po tym, jak sekretarz generalny NATO Jens Stoltenberg wezwał sojuszników do produkcji większej ilości amunicji dla Ukrainy, doniesiono, że rząd USA podpisał kontrakty z Northrop Grumman Systems i Global Military Products o wartości 522 mln dolarów na produkcję amunicji artyleryjskiej. Norweski parlament zapowiedział przekazanie Ukrainie pomocy finansowej o równowartości ponad 6,8 mld euro.
Dziennik Financial Times, powołując się na zachodnie źródła wywiadowcze, podał, że Rosja gromadziła samoloty i śmigłowce w pobliżu granicy z Ukrainą, co wskazywało na przygotowania do rzucenia ich do walki, aby wesprzeć ofensywę lądową. W związku z tym sojusznicy Ukrainy priorytetowo potraktowali szybkie dostawy broni przeciwlotniczej i amunicji artyleryjskiej. W ocenie brytyjskiego MON rosyjskie lotnictwo w niewielkim stopniu wspierało walki na Ukrainie, operując tylko nad terenami kontrolowanymi siły rosyjskie. Rosja utrzymywała w dużej mierze nienaruszoną flotę ok. 1500 samolotów wojskowych, jednak „było mało prawdopodobne, aby siły powietrzne przygotowywały się do rozszerzenia kampanii powietrznej, ponieważ w obecnych warunkach pola walki poniosłyby prawdopodobnie niemożliwe do utrzymania straty samolotów”. Według ISW Rosjanie nie osiągnęli znaczącego sukcesu operacyjnego na Ukrainie od czasu zajęcia Siewierodoniecka w lipcu 2022 roku; w pobliżu ważnego miasta Bachmut zdołali od tego czasu opanować tylko ok. 500 km² terenu. Dodatkowo kosztowna kampania wojskowa Rosji prawdopodobnie znacznie uszczupliła rosyjskie rezerwy sprzętu i siły roboczej niezbędne do utrzymania udanej ofensywy na dużą skalę. Tymczasem siły rosyjskie kontynuowały ataki na północny zachód od Swatowego i wzdłuż linii Swatowe–Kreminna oraz wokół Bachmutu, wzdłuż zachodnich obrzeży Doniecka i w zachodnim obwodzie donieckim. Ponadto rząd rosyjski kontynuował dalszą integrację zajętych terytoriów z rosyjskimi strukturami.

### 16 lutego

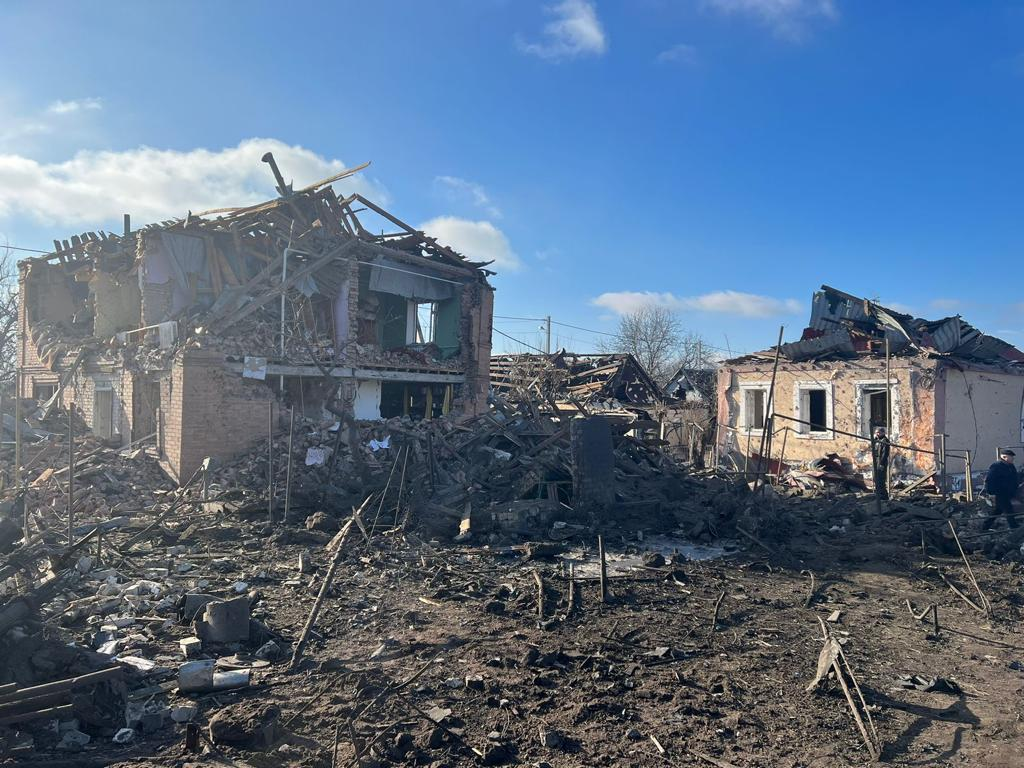
Zniszczenia w Pawłohradzie po nocnym rosyjskim ataku rakietowym. Zginęła jedna osoba, osiem zostało rannych, siedem domów zostało zniszczonych, a ok. 50 uszkodzonych.

Ukraiński Sztab poinformował, że Rosjanie koncentrowali się na atakach w kierunkach Kupiańska, Łymanu, Bachmutu, Awdijiwki i Szachtarska. Ukraińcy odparli ataki w rejonie Hryanikiwki i Synkiwki w obwodzie chersońskim; Stelmachiwki, Kreminnej, Dibrowej i Biłohoriwki w obwodzie ługańskim oraz Rozdoliwki, Fiodorówki, Paraskowijiwki, Bachmutu, Wodiane, Marjinki, Nowomychajliwki i Wuhłedaru w obwodzie donieckim. W ciągu ostatnich 24h siły rosyjskie przeprowadziły 24 naloty i ponad 50 ostrzałów z systemów rakietowych. Lotnictwo Ukrainy dokonało 14 nalotów na miejsca koncentracji i stanowisko przeciwlotnicze. Natomiast artyleria uderzyła w cztery miejsca koncentracji, stanowisko strzeleckie oddziału artylerii, dwa stanowiska przeciwlotnicze i skład amunicji.
Ukraińskie władze poinformowały o rosyjskich atakach rakietowych na północną i zachodnią Ukrainę. Armia ukraińska podała, że Rosjanie wystrzelili co najmniej 36 lotniczych i morskich pocisków manewrujących (Ch-101, Ch-555, Kalibr i Ch-59), z których 16 zostało zestrzelonych przez obronę przeciwlotniczą. Wystrzelono również pięć zmodyfikowanych pocisków przeciwlotniczych S-300 na Charków. Niektóre pociski (w tym Ch-22) nie mogły zostać zestrzelone, w wyniku czego osiągnęły swoje cele w obwodzie lwowskim, dniepropetrowskim, kirowohradzkim i połtawskim, trafiając w obiekty infrastruktury krytycznej; najbardziej ucierpiały rafinerie w Krzemieńczuku i Drohobyczu. W Pawłohradzie zginął co najmniej jeden cywil, a ośmiu zostało rannych. Według doradcy prezydenta Mychajła Podolaka Rosja zmieniła podejście do swoich nalotów. Według niego siły rosyjskie używały atrap pocisków bez głowic i balonów w celu przechytrzenia i pokonania ukraińskiej obrony przeciwlotniczej, wystrzeliwując w jej zasięg zbyt wiele celów.
Brytyjskie Ministerstwo Obrony podało, że rosyjskie straty wśród żołnierzy i najemników od początku inwazji wyniosły prawdopodobnie 175–200 tys. ludzi, w tym ok. 40–60 tys. zabitych. Wskaźnik ofiar znacznie wzrósł od września 2022 roku, kiedy wprowadzono „częściową mobilizację” W Rosji. W opinii ISW Rosja zwiększyła zaangażowanie sił powietrznych w wojnie z Ukrainą, jednak mało prawdopodobne, aby podjęła próbę radykalnego zwiększenia operacji powietrznych nad terytorium kontrolowanym przez ukraińskie lotnictwo. Ukraińscy urzędnicy stwierdzili, że Rosjanie dążyli do zajęcia Bachmutu do pierwszej rocznicy inwazji, co wymagałoby znacznie większego tempa rosyjskich ataków. Tymczasem Rosjanie kontynuowali ataki na północny zachód od Swatowego i w pobliżu Kreminnej. Siły rosyjskie kontynuowały także ataki wokół Bachmutu, wzdłuż zachodnich obrzeży Doniecka i w zachodnim obwodzie donieckim. Źródła rosyjskie donosiły, że Ukraińcy kontynuowali rozpoznanie wzdłuż Dniepru w obwodzie chersońskim. Ponadto rosyjscy urzędnicy kontynuowali wysiłki na rzecz integracji zajętych terenów z rosyjskim systemem prawnym.
Szef sztabu USA generał Mark Milley stwierdził, że prawdopodobne ani Rosja, ani Ukraina nie osiągną swoich głównych celów wojskowych. Rosji nie uda się przejąć kontroli nad Ukrainą, zaś z drugiej strony siłom ukraińskim „bardzo trudno będzie w tym roku wypędzić Rosjan z każdego centymetra zajętej przez Rosję Ukrainy (...) To nie znaczy, że nie da się tego zrobić. Jest to niezwykle trudne. I zasadniczo wymagałoby to upadku armii rosyjskiej”. Ponadto przypomniał, że Rosja jest potęgą nuklearną.
Według szacunków austriackiego eksperta wojskowego Markusa Reisnera, Rosja wciąż miała do dyspozycji od 13 do 14 milionów pocisków artyleryjskich. Ponadto, według Reisnera, roczną krajową produkcję pocisków artyleryjskich w Rosji szacowano na ok. 3,4 mln pocisków. Z kolei według raportu Międzynarodowego Instytutu Badań Strategicznych (IISS) armia rosyjska od początku inwazji straciła co najmniej połowę czołgów, w tym nowoczesne modele T-72B3 i T-72B3M.
Ukraina i Rosja dokonały kolejnej wymiany jeńców, w wyniku czego do domów powróciło 100 żołnierzy ukraińskich i jeden cywil. Większość zwolnionych to obrońcy Mariupola i Azowstalu.

### 17 lutego
Według Sztabu ukraińskiego siły rosyjskie atakowały w kierunku Kupiańska, Łymanu, Bachmutu, Awdijiwki i Szachtarska. SZ Ukrainy odparły ataki w okolicy Hryanikiwki i Synkiwki w obwodzie charkowskim oraz Stelmachiwki, Czerwonopopiwki i Kreminnej w obwodzie ługańskim oraz Wiimki, Fiodorówki, Dubowo-Wasyliwki, Rozdoliwka, Paraskowijiwki, Berchiwki, Bachmutu, Chasiwego Jaru, Wesełego, Wodiane, Marjinki, Pobiedy, Nowomychajliwki i Wuhłedaru w obwodzie donieckim. W ciągu ostatnich 24h Rosjanie przeprowadzili 10 ataków rakietowych, 29 nalotów i 69 ostrzałów z wyrzutni rakietowych. Ostrzelano m.in. obwód sumski, który trafiły dwa pociski S-300 i gdzie zarejestrowano ponad 120 uderzeń. Ukraińskie lotnictwo dokonało pięciu nalotów na miejsca koncentracji i jeden na kompleks rakiet przeciwlotniczych, z kolei artyleria zaatakowała trzy miejsca koncentracji i stanowisko przeciwlotnicze systemu rakietowego S-300.
Rosyjski generał porucznik Andriej Mordwiczew został mianowany dowódcą Centralnego Okręgu Wojskowego Rosji, zastępując generała pułkownika Aleksandra Łapina. Według ISW Rosja prawdopodobnie włączy elementy białoruskiego przemysłu obronnego do swych działań na rzecz doposażenia armii rosyjskiej do wsparcia przedłużającej się wojny z Ukrainą. Zdaniem ekspertów, niezależnie od stwierdzeń Łukaszenki Kreml „może zarekwirować fabryki białoruskie i przeorganizować je, by produkowały wyposażenie wojskowe, którego potrzebuje armia rosyjska”. Tymczasem Rosjanie kontynuowali ataki wzdłuż linii Swatowe–Kreminna, wokół Bachmutu, w rejonie miasta Donieck–Awdijiwka oraz w zachodnim obwodzie donieckim. Rosyjska i ukraińska aktywność wojskowa w pobliżu Nowej Kachowki w obwodzie chersońskim wskazywała, że siły rosyjskie były prawdopodobnie rozmieszczone na pozycjach w pobliżu brzegu Dniepru. Ponadto prezydent Władimir Putin podpisał szereg ustaw w celu zintegrowania zajętych terytoriów z rosyjskimi strukturami prawnymi, gospodarczymi i administracyjnymi.
Według OSW Ukraicom udało się odepchnąć siły rosyjskie na południe od drogi Bachmut–Konstantynówka, nadal jednak nie mogła być ona wykorzystywana jako linia zaopatrzenia. Zaopatrzenie było możliwe drogą lokalną przez Czasiw Jar. Rosjanie umocnili się na północny zachód od Bachmutu, przejmując kontrolę nad częścią autostrady M03 do Słowiańska. Trwały walki o Paraskowijiwkę, będącą ostatnią miejscowością pod kontrolą ukraińską na północ od miasta, a także w jego wschodniej i południowej części. Wojska ukraińskie odparły ataki na południe od Siewierska, na zachód od Kreminnej, w rejonie Awdijiwki i na zachód od Doniecka oraz na południowych i wschodnich obrzeżach Wuhłedaru. Siły rosyjskie próbowały przełamać ukraińską obronę na rzece Żerebeć na granicy obwodów donieckiego i ługańskiego, a także na rzece Oskoł w rejonie Dworicznej. Poczynili też postępy w kierunku Kupiańska. Obie strony sprowadzały do rejonów walk nowe jednostki oraz umacniały istniejące i tworzyły nowe linie obronne. Celem rosyjskich ataków rakietowych pozostawało zaplecze ukraińskie w północno-zachodnim obwodzie donieckim. Artyleria rosyjska kontynuowała ostrzał pozycji ukraińskich wzdłuż linii frontu. Codziennie ostrzeliwany był Chersoń. Celem ostrzału ukraińskiego była infrastruktura kolejowa w okupowanym Iłowajśku.

### 18 lutego
SG Ukrainy poinformował, że wojsko rosyjskie koncentrowało się na atakach na kierunkach Kupiańska, Łymanu, Bachmutu, Awdijiwki i Szachtarska. Siły ukraińskie odparły ataki rosyjskie w pobliżu Hryanikiwki i Masiutiwki w obwodzie charkowskim, Biłohoriwki, Czerwonopopiwki i Kreminnej w obwodzie ługańskim oraz Wiimki, Fiodorówki, Dubowo-Wasyliwki, Berchiwki, Bachmutu, Iwaniwskie i Chasiwego Jaru w obwodzie donieckim. W ciągu ostatniej doby Rosjanie przeprowadzili cztery naloty, 15 ataków rakietowych (w większości na infrastrukturę cywilną obwodów chmielnickiego, dniepropetrowskiego, donieckiego i chersońskiego) oraz ok. 50 ostrzałów z systemów rakietowych. Ostrzelano m.in. cztery rejony Obwodu sumskiego, w którym odnotowano ponad 75 uderzeń. Lotnictwo ukraińskie dokonało sześciu nalotów na miejsca koncentracji żołnierzy i sprzętu oraz stanowiska przeciwlotnicze. Sztab donosił również o masowych skargach krewnych żołnierzy zmobilizowanych na Krymie „z powodu łamania praw wojskowych”; najważniejsze przyczyny skarg to brak rotacji na froncie przez ponad sześć miesięcy oraz brak perspektyw na rotację w ciągu kolejnych 2-3 miesięcy, niezadowalające warunki żywieniowe oraz sanitarne, nadużycia oficerów, w tym domaganie się łapówek za zgodę na krótkoterminową przepustkę.
W godzinach porannych Rosjanie wystrzelili cztery pociski manewrujące Kalibr znad Morza Czarnego w kierunku Ukrainy. Ukraińska obrona przeciwlotnicza zniszczyła dwa z nich. Kolejne dwa pociski, które nie zostały przechwycone przez obronę przeciwlotniczą, trafiły w miasto Chmielnicki, niszcząc trzy placówki oświatowe, ok. 10 bloków mieszkalnych oraz szereg obiektów handlowych, sklepów i kawiarni. Jeden z pocisków trafił w obiekt wojskowy. W wyniku ataków jedna osoba została ranna.
Prezydent Wołodymyr Zełenski ponownie zaapelował do społeczności międzynarodowej o samoloty bojowe. Polski premier Mateusz Morawiecki zgodził się dostarczyć myśliwce MiG na Ukrainę pod warunkiem, że inne państwa, zwłaszcza Stany Zjednoczone, zrobią to samo. Na Monachijskiej Konferencji Bezpieczeństwa minister infrastruktury Ołeksandr Kubrakow wezwał do dostarczenia Ukrainie amunicji kasetowej i fosforowej broni zapalającej, ponieważ Rosja od dłuższego czasu używa tej amunicji nad terytorium Ukrainy i mogłaby ona pomóc Ukrainie w obronie. Był jednak świadomy konwencji dotyczących amunicji kasetowej, które zabraniają tej broni. Jednak Ukraina, podobnie jak Rosja i wiele innych państw, nie jest stroną tych konwencji.
W rozmowie z Kyiv Post przedstawiciel ukraińskiego wywiadu wojskowego Andrij Jusow stwierdził, że Rosja skoncentrowała ok. 450 samolotów i ok. 300 śmigłowców 200 km od granicy z Ukrainą. Z kolei dowódca Połączonych SZ Ukrainy Serhij Najew ocenił, że siły rosyjskie znajdujące się na terytorium Białorusi nie wystarczyłyby do przeprowadzenia ataku lądowego na północ Ukrainy. Według niego armia ukraińska znacznie wzmocniła północną granicę tworząc system barier inżynieryjnych, w szczególności przeciwminowych, a także system linii i stanowisk obronnych. W ocenie ISW Rosja nie wywiązywała się z obietnic finansowych złożonych walczącym na Ukrainie ochotnikom, którzy dobrowolnie podpisali kontrakty z rosyjskim wojskiem. Zdaniem Instytutu prawdopodobnie istotnie wpłynie to na możliwości generowania sił w dłuższym terminie i zniechęci do dobrowolnego wstępowania do armii. Tymczasem siły rosyjskie kontynuowały ataki na północny zachód od Swatowego i w rejonie Kreminnej oraz ataki wokół Bachmutu, wzdłuż zachodnich obrzeży Doniecka i w zachodnim obwodzie donieckim. Rosjanie kontynuowali także wzmacnianie pozycji obronnych w okupowanym obwodzie zaporoskim.

### 19 lutego
Według SG Ukrainy Rosjanie skupiali się głównie na atakach na kierunkach Kupiańska, Łymanu, Bachmutu, Awdijiwki i Szachtarska. Ukraińcy odparli rosyjskie ataki w pobliżu Hryanikiwki w obwodzie charkowskim, Biłohoriwki w obwodzie ługańskim oraz Wasiukiwki, Dubowo-Wasyliwki, Berchiwki, Bachmutu i Iwaniwskie w obwodzie donieckim. W ciągu 24h Rosja przeprowadziła 10 ataków rakietowych, 25 nalotów na obwody ługański, doniecki i zaporoski oraz 62 ostrzały z wyrzutni rakietowych (odnotowano zabitych i rannych wśród cywilów). Ukraińskie lotnictwo dokonało 20 nalotów na miejsca koncentracji i siedem na stanowiska przeciwlotnicze. Sztab poinformował także, że Rosjanie próbowali wszelkimi sposobami wywierać presję na ludność cywilną na okupowanych terenach; m.in. w budynkach administracyjnych w niektórych miejscowościach obwodu chersońskiego urządzono miejsca do przetrzymywania obywateli Ukrainy podejrzanych o współpracę z armią ukraińską lub o proukraińskie stanowisko. Siły rosyjskie ostrzelały wieś Burgunka w rejonie berysławskim, w wyniku czego zginęły trzy osoby, a pięć zostało rannych.
Według premier Estonii Kaji Kallas, Rosja zużywała „tyle pocisków artyleryjskich jednego dnia, ile Europa produkowała w ciągu jednego miesiąca”. Ponadto rosyjski przemysł zbrojeniowy pracował na trzy zmiany. Sekretarz stanu USA Antony Blinken stwierdził, że Chiny rozważały wysłanie uzbrojenia Rosji. Z kolei sekretarz generalny NATO Jens Stoltenberg odrzucił ukraińskie żądania o dostarczeniae amunicji kasetowej i fosforowej broni zapalającej.
W opinii ISW siły rosyjskie walczące w obwodzie ługańskim, uporządkowały swoje działania pod względem organizacyjnym, lecz ofensywa rosyjska prawdopodobnie nie będzie tam w stanie osiągnąć znaczących postępów. Jako największą bolączkę wymieniono brak możliwości szybkiego odtworzenia jednostek pancernych, które odniosły znaczące straty w ciągu ostatnich miesięcy. Członek Komisji Rady Najwyższej Ukrainy ds. Bezpieczeństwa Narodowego, Obrony i Wywiadu Fedir Wenisławski stwierdził, że Rosjanie rozmieścili już wszystkie jednostki gotowe do walki na froncie w obwodach ługańskim i donieckim oraz części obwodu zaporoskiego. Według doniesień siły ukraińskie będą w stanie rozmieścić na obszarach frontowych do kwietnia br. tylko 50 czołgów dostarczonych przez Zachód, z obiecanej łącznej liczby 320 czołgów. Tymczasem Rosjanie kontynuowali ataki na północny zachód od Swatowego i w pobliżu Kreminnej. Źródła rosyjskie donosiły, że siły ukraińskie wzmacniały pozycje na zachód i północny zachód od Kreminnej. Siły rosyjskie prawdopodobnie zrobiły niewielkie postępy na północnych przedmieściach i na wschodnich obrzeżach Bachmutu oraz kontynuowały ataki wzdłuż zachodnich obrzeży Doniecka i wokół Wuhłedaru. Rosyjscy bloggerzy twierdzili także, że Rosjanie przeprowadzili lokalny atak w pobliżu Nowodanyliwki w obwodzie zaporoskim.

### 20 lutego

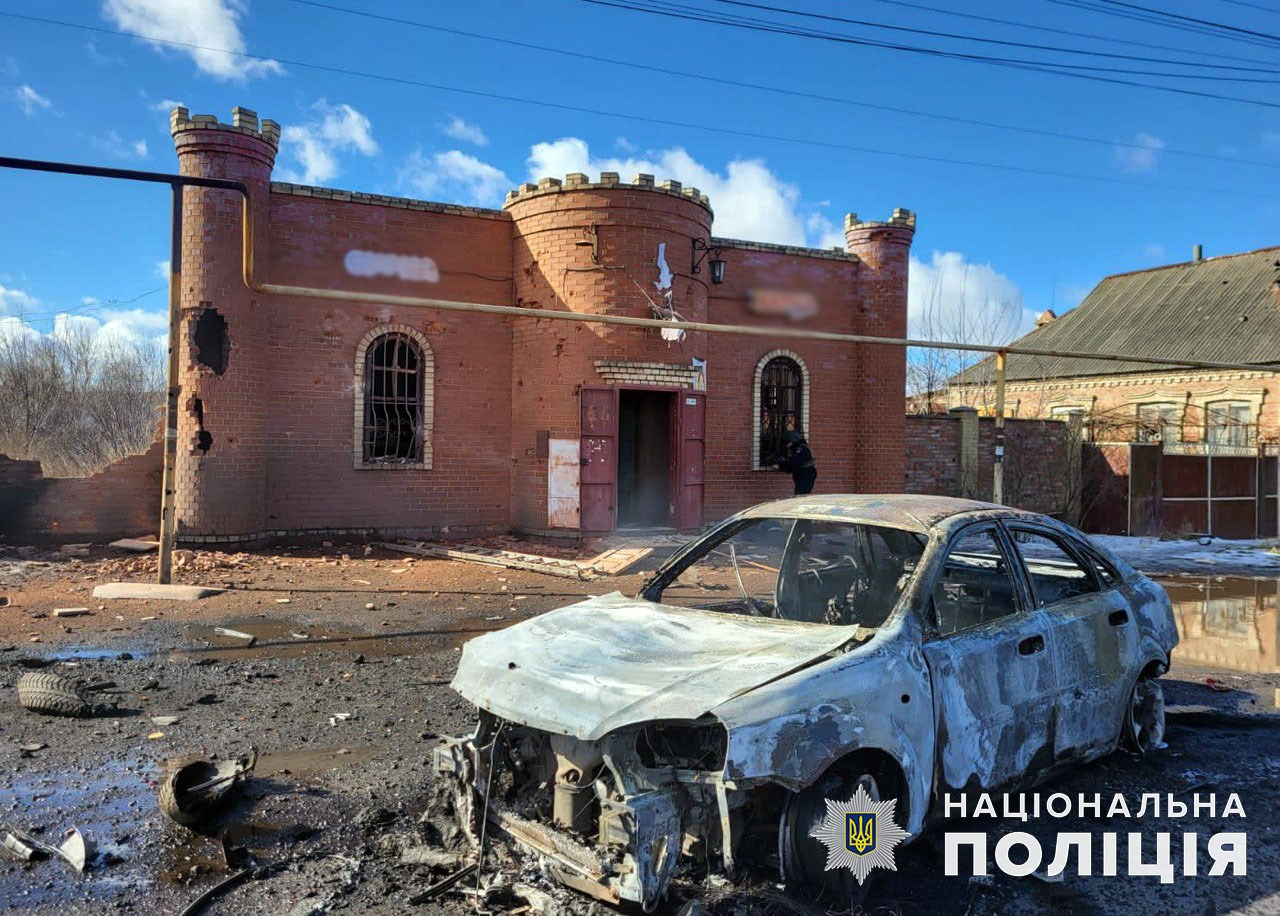
Sklep we wsi Iwanopilia (obwód doniecki) po rosyjskim ostrzale; jedna osoba zginęła, a dwie zostały ranne.

Ukraiński Sztab podał, że Rosjanie koncentrowali się na atakach na kierunkach Kupiańska, Łymanu, Bachmutu, Awdijiwki i Szachtarska, głównie w rejonie Newskiego, Bachmutu, Nowobachmutiwki, Wodiane i Marjinki. Siły ukraińskie odparły ataki w okolicach Hryanikiwki i Masiutiwki w obwodzie charkowskim, oraz Biłohoriwki w obwodzie ługańskim oraz Wasiukiwki, Berchiwki, Bachmutu, Wasylówki, Nowobachmutiwki, Wodiane i Marjinki w obwodzie donieckim. W ciągu doby Rosjanie przeprowadzili sześć ataków rakietowych, 28 nalotów na infrastrukturę cywilną w obwodach donieckim, zaporoskim i chersońskim oraz 86 ostrzałów z systemów rakietowych; w wyniku ataków zniszczeniu i uszkodzeniu uległy cywilne budynki mieszkalne, szkoły i sklepy, oraz odnotowano zabitych i rannych. Lotnictwo Ukrainy dokonało 16 nalotów na miejsca koncentracji i stanowiska przeciwlotnicze, natomiast artyleria uderzyła w dwa stanowiska przeciwlotnicze i baterię systemów rakietowych. Sztab poinformował także, że Rosja kontynuowała przymusowe paszportowanie obywateli Ukrainy na okupowanych obszarach obwodu donieckiego, w szczególności osoby pracujące w sektorze budżetowym. Ukraiński oficer Taras Berezucki w rozmowie z Radiem Swoboda powiedział, że Rosjanie atakowali w rejonie Łymanu i Kreminnej oraz w okolicach Wuhłedaru i Bachmutu. Dodał także, że „próby przesunięcia się sił rosyjskich w kierunku Wuhłedaru zakończyły się katastrofalnymi stratami. Została zniszczona 155. Brygada Piechoty Morskiej Floty Oceanu Spokojnego. Stracili ponad 80% składu osobowego i niemal cały sprzęt. Zrozumieli, że tam nie odniosą sukcesu”.
Prezydent USA Joe Biden, który oficjalnie zapowiedział tego dnia wizytę w Polsce, po raz pierwszy spotkał się w Kijowie z prezydentem Ukrainy Wołodymyrem Zełenskim. W ramach tej niezapowiedzianej ze względów bezpieczeństwa wizyty, której Biały Dom wcześniej odmówił, zapowiedziano dalsze wsparcie militarne i finansowe dla Ukrainy oraz kolejne sankcje wobec Rosji. Według Białego Domu z wyprzedzeniem poinformowano rząd rosyjski o wizycie Bidena w Kijowie. Później zapowiedziano pakiet pomocy wojskowej dla Ukrainy o wartości ok. 500 milionów dolarów, który obejmie m.in. amunicję do M142 HIMARS, pociski artyleryjskie 155 mm i moździerzowe 120 mm, dodatkowe systemy przeciwpancerne Javelin i cztery bojowe wozy piechoty M2 Bradley.
Rzecznik chińskiego MSZ Wang Wenbin odrzucił twierdzenia sekretarza stanu USA Antony’ego Blinkena o rzekomej chińskiej sprzedaży broni do Rosji jako „fałszywe informacje”. Wysoki przedstawiciel Unii do spraw zagranicznych i polityki bezpieczeństwa Josep Borrell ostrzegł chińskiego decydenta ds. polityki zagranicznej Wang Yi przed sprzedażą broni do Rosji. Według Borrella byłoby to przekroczeniem „czerwonej linii”. Jednak Wang Yi zapewnił go, że Chiny „nie mają takiego zamiaru”. Z kolei premier Japonii Fumio Kishida zapowiedział nowy pakiet wsparcia finansowego dla Ukrainy w wysokości 5,5 mld dolarów.
Według ISW Ukraina może odzyskać inicjatywę w wojnie z Rosją w 2023 roku, wykorzystując brak odpowiednio przygotowanych sił rezerwy po stronie rosyjskiej, jednakże warunkiem jest szybkie przekazanie Kijowowi wsparcia wojskowego przez Zachód. Rosyjskie Ministerstwo Obrony ogłosiło formalną integrację bojówek Donieckiej i Ługańskiej Republiki Ludowej z Siłami Zbrojnymi Rosji oraz prawdopodobnie odcięło Grupie Wagnera dostęp do pocisków artyleryjskich i ciężkiej broni. Tymczasem Rosjanie kontynuowali ataki wzdłuż linii Swatowe–Kreminna i wokół Bachmutu oraz w rejonie miasta Awdijiwka–Donieck i w zachodnim obwodzie donieckim. Ukraińscy urzędnicy poinformowali, że siły rosyjskie kontynuowały militaryzację Zaporoskiej Elektrowni Jądrowej.

### 21 lutego

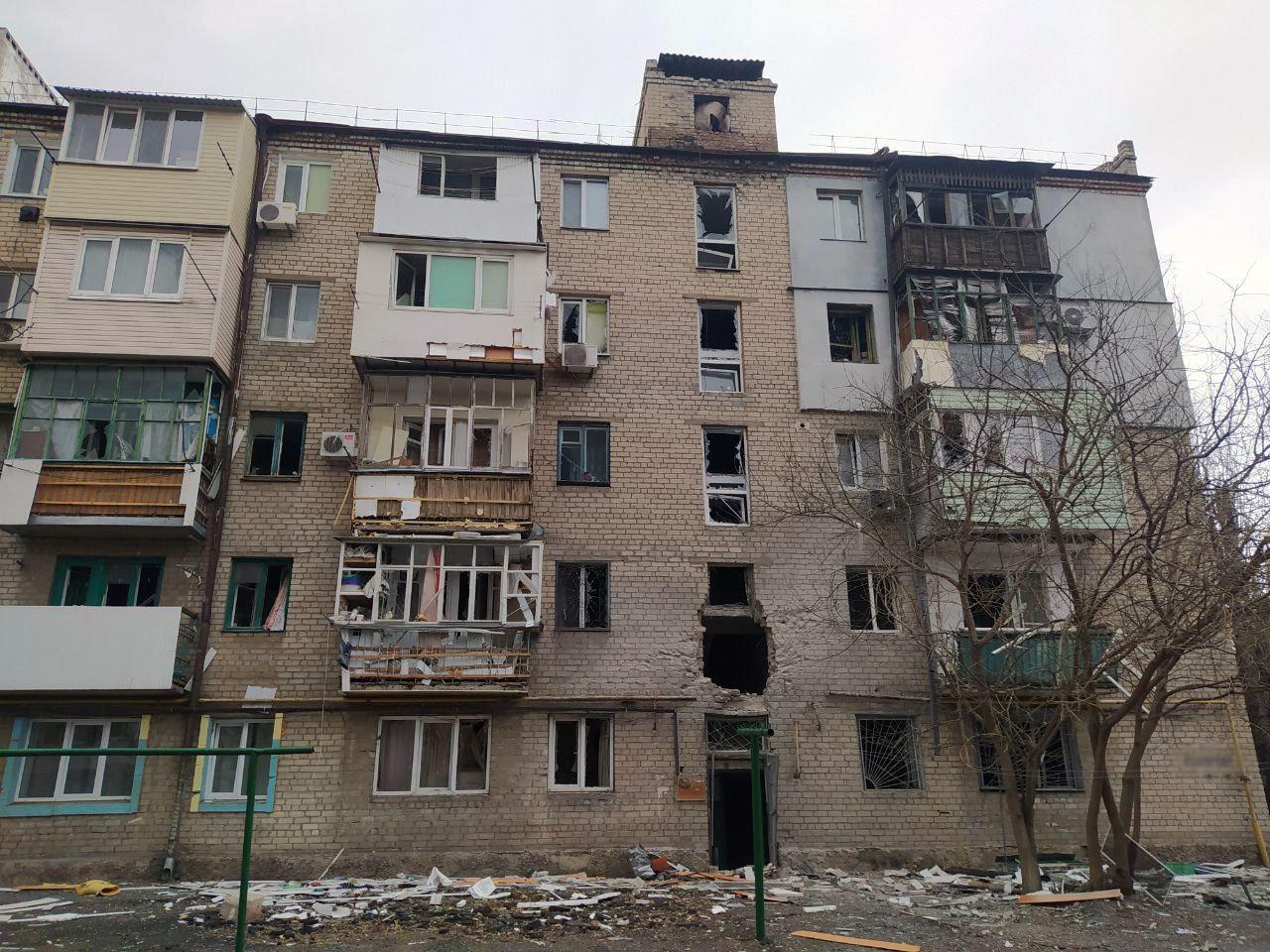
Blok w Chersoniu po rosyjskim ostrzale. Ostrzelano także przystanek autobusowy, punkt krwiodawstwa, wielopiętrowe budynki, sklepy, linie energetyczne i samochody.

Według SG Ukrainy wojska rosyjskie skupiały się na atakach na kierunkach Kupiańska, Łymanu, Bachmutu, Awdijiwki i Szachtarska. SZ Ukrainy odparły ataki Rosjan w pobliżu Kuzemiwki i Dibrowej w obwodzie ługańskim oraz Fiodorówki, Jahidnego, Berchiwki, Bachmutu i Kurdiumiwki w obwodzie donieckim. W ciągu ostatnich 24h siły rosyjskie przeprowadziły 59 ostrzałów z systemów rakietowych, atakując infrastrukturę cywilną (odnotowano zabitych i rannych wśród cywilów). Ukraińskie lotnictwo dokonało ośmiu nalotów na miejsca koncentracji żołnierzy i dwa na stanowiska przeciwlotnicze. Artyleria uderzyła w dwa miejsca koncentracji. Sztab podał również, że w obwodzie chersońskim Rosjanie aktywnie zmuszali Ukraińców do przyjęcia paszportów FR; m.in. wzmożono kontrole na przejściach granicznych i grożono eksmisją wszystkim obywatelom Ukrainy, którzy nie będą posiadali rosyjskiego paszportu. Pięć osób zginęło, a 16 zostało rannych w wyniku ostrzału Chersonia przeprowadzonego przez siły rosyjskie. Doradca mera Mariupola Piotr Andruszczenko podał, że Rosja przerzuciła część swoich żołnierzy i sprzętu spod okupowanego miasta w rejon Wuhłedaru. Z kolei ukraiński wywiad wojskowy poinformował, że kolejna fala mobilizacji, która zostanie przeprowadzona w Rosji przed 1 kwietnia, prawdopodobnie obejmie studentów uczących się w trybie dziennym.
Po raz pierwszy od dnia 29 września 2022 roku, w którym Rosja zaanektowała południowo-wschodnią Ukrainę, prezydent Władimir Putin wygłosił przemówienie przed Zgromadzeniem Federalnym na temat rosyjskiej „specjalnej operacji wojskowej” na Ukrainie. Jednocześnie Putin zapowiedział, że zawiesza udział w Traktacie o redukcji zbrojeń strategicznych (START) w celu wznowienia testów broni jądrowej, rzekomo w przypadku, gdy uczynią to Stany Zjednoczone. Tego samego dnia rosyjskie Ministerstwo Spraw Zagranicznych ogłosiło, że Rosja będzie nadal „ściśle przestrzegać” warunków traktatu START dla broni jądrowej. MSZ ogłosiło również, że przekazano ambasador Lynne M. Tracy notę wzywającą rząd USA do wycofania „żołnierzy i sprzętu NATO” z Ukrainy. Z kolei przywódca USA Joe Biden wygłosił przemówienie na Zamku Królewskim w Warszawie, gdzie przemawiał już 26 marca 2022 roku. Zapewnił w nim Ukrainę, że w drugim roku wojny może nadal polegać na wsparciu Zachodu.
Według badań Süddeutsche Zeitung, WDR i NDR odnoszących się do dokumentu, który wyciekł z rosyjskiej administracji prezydenckiej, rosyjski rząd w 2021 roku postawił sobie za cel całkowitą infiltrację Białorusi do 2030 roku i ostatecznie utworzenie państwa związkowego pod rosyjskim przywództwem, lub aneksję Białorusi. W ocenie ISW NATO powinno uwzględniać w swoich planach, że w przyszłości będzie mieć do czynienia z Białorusią w pełni kontrolowaną przez Rosję, odnosząc się do rosyjskiego dokumentu ujawnionego przez międzynarodowych dziennikarzy śledczych. Według ekspertów, Putin będzie dążył do zapewnienia rosyjskiej kontroli nad Białorusią, niezależnie od wyników wojny na Ukrainie. Tymczasem Rosjanie w dalszym ciągu przeprowadzali ograniczone ataki na północny zachód od Swatowego i w pobliżu Kreminnej, natomiast siły ukraińskie przeprowadziły ograniczony kontratak w pobliżu Kreminnej. Siły rosyjskie robiły stopniowo dalsze postępy w Bachmucie i wokół niego, oraz kontynuowały ataki w pobliżu Awdijiwki. Ukraińscy urzędnicy poinformowali, że Rosjanie nadal wzmacniali i budowali umocnienia na południu Ukrainy.
OSW poinformował, że Rosjanie wyparli siły ukraińskie z ostatnich punktów oporu na północnych obrzeżach Bachmutu i po przekroczeniu autostrady M03 kontynuowali ataki na pozycje ukraińskie na północny zachód od miasta. Ukraińcy nie dopuszczali do oskrzydlenia miasta od południowego zachodu, gdzie wciąż trwały walki o kontrolę nad drogą do Konstantynówki. Wcześniej prezydent Zełenski zasugerował także możliwość opuszczenia miasta. Ciężkie walki trwały również w okolicach Siewierska, gdzie Ukraińcy odparli ataki na południe i wschód od miasta, oraz pomiędzy Kreminną a linią rzek Doniec i Żerebeć. Rosjanie atakowali też w obwodzie charkowskim, wzdłuż linii rzeki Oskoł na wysokości Dworicznej oraz na północno-wschodnich obrzeżach Kupiańska. Rosjanie próbowali również wyprowadzić atak w rejonie Orichiwa. Rakiety nadal spadały głównie na obiekty wojskowe w północno-zachodniej części obwodu donieckiego, zwłaszcza w rejonie Kramatorska. Rosyjskie S-300 uderzyły w okolicach Krasnopola. Artyleria i lotnictwo Rosji atakowali wzdłuż całej linii frontu. Pod ostrzałem pozostawał Chersoń, Nikopol i okolice Oczakowa. Natomiast celem artylerii ukraińskiej była m.in. logistyka Rosjan w Doniecku i Gorłówce. Według doniesień rosyjskich Ukraińcy ostrzeliwali także obwód kurski. Do dywersji doszło w Briańsku i obwodzie biełgorodzkim.
Według Kilońskiego Instytutu Gospodarki Światowej, pomoc zagraniczną obiecaną Ukrainie przez Stany Zjednoczone szacuje się na ok. 73 mld euro, podczas gdy Unia Europejska i jej państwa członkowskie udzieliły pomocy na kwotę 54,9 mld euro. W badaniu Koloński Instytut Gospodarki Niemieckiej doszedł do wniosku, że wojna spowodowała globalne straty produkcyjne warte „znacznie ponad 1600 miliardów dolarów” w 2022 roku.

### 22 lutego
Sztab Ukrainy oświadczył, że Rosjanie koncentrowali się na atakach na kierunkach Kupiańska, Łymanu, Bachmutu, Awdijiwki i Szachtarska. Siły ukraińskie odparły ok. 90 ataków we wskazanych kierunkach. W ciągu ostatniej doby wojsko rosyjskie przeprowadziło 10 ataków rakietowych, 19 nalotów i 37 ostrzałów z wyrzutni rakietowych, atakując infrastrukturę cywilną miast i wsi. Ukraińskie lotnictwo dokonało 11 nalotów na miejsca koncentracji i jeden nalot na stanowisko przeciwlotnicze, z kolei artyleria uderzyła w punkt kontrolny, dwa miejsca koncentracji i magazyn amunicji. Wojska rosyjskie ostrzelały za pomocą artylerii wieś Nowotiahynka, w rezultacie czego zginęły dwie starsze osoby. Z kolei gubernator Oleg Sinegubow, poinformował, że 29 miejscowości w obwodzie charkowskim pozostawało pod okupacją rosyjską.
Minister obrony Margarita Robles ogłosiła, że Hiszpania wesprze armię ukraińską co najmniej sześcioma czołgami Leopard 2; wówczas pierwsza partia maszyn przechodziła modernizację i wiosną ma trafić na front.
Dowódca Połączonych SZ Ukrainy Serhij Najew poinformował, że Rosja zaangażowała w wojnę ponad 350 tys. żołnierzy, którzy znajdowali się na terytorium Ukrainy i wokół niej. Na terenie Białorusi szkoliło się ok. 10,5 tys. żołnierzy rosyjskich z 5 Dywizji. Z kolei armia białoruska liczyła 65 tys. osób, z których 4 tys. rozlokowano w regionach graniczących z Ukrainą. Brytyjskie Ministerstwo Obrony podało, że w ciągu ostatnich 48h trwały ciężkie walki w rejonie Bachmutu; armia ukraińska utrzymywała otwarte szlaki zaopatrzeniowe pomimo okrążania miasta przez Rosjan w ciągu ostatnich sześciu tygodni. W obwodzie donieckim Wuhłedar został po raz kolejny ciężko ostrzelany. Zdaniem Ministerstwa istniała realna możliwość, że Rosja przygotowywała się do kolejnej ofensywy w tym rejonie pomimo nieudanych ataków w poprzednich miesiącach. Według ISW Rosjanie próbowali zwiększyć tempo ataków wzdłuż linii Kupiańsk–Łyman, w pobliżu granicy obwodów charkowskiego, donieckiego i ługańskiego. Jeden z rosyjskich blogerów wojennych stwierdził, że siły rosyjskie rozpoczęły atak w kierunku Kupiańska, Łymanu i Siewerska, jednakże ukształtowanie terenu, lasy i umocnienia ukraińskie utrudniały ofensywę w zachodniej części obwodu ługańskiego. Pod Bachmutem, Rosjanie poczynili niewielkie postępy, na północ od miasta. Wokół Awdijiwki armia rosyjska zwiększyła tempo operacji, lecz nie poczynili tam żadnych postępów. Źródła rosyjskie donosiły o walkach na zachodnich przedmieściach Wuhłedaru, jednak Ukraińcy kontrolowali wyżej położone tereny w tym rejonie. Władze rosyjskie i okupacyjne twierdziły, że siły rosyjskie koncentrowały się na działaniach obronnych we wschodnim obwodzie chersońskim i na Krymie. Przedstawiciele ukraińskiego wywiadu nadal oceniali, że Rosji brakuje siły bojowej i zasobów niezbędnych do utrzymania nowych operacji ofensywnych na Ukrainie.
Prezes Federalnej Służby Wywiadu Bruno Kahl stwierdził, że wojna na Ukrainie stała się wojną pozycyjną i „brutalną wojną na wyniszczenie”. Według Kahla Rosja może zmobilizować do miliona żołnierzy, jeśli władze rosyjskie wydadzą takie polecenie. Potencjał mobilizacyjny sił ukraińskich jest „oczywiście mniejszy”, ale mają one „wybitne morale bojowe” i „wydajność”, która jest „imponująca”. Według generała brygady Christiana Freudinga, szefa sztabu specjalnego ds. Ukrainy w Federalnym Ministerstwie Obrony (i koordynatora niemieckiej pomocy wojskowej dla Ukrainy), Ukraina nie miała już wystarczającej liczby ochotników do obrony kraju, aby utrzymać jednostki wojskowe w gotowości operacyjnej, dlatego też do ukraińskich jednostek przydzielanych było coraz więcej rezerwistów. Według Freudinga rosyjskie siły zbrojne nauczyły się też wycofywać „ważne punkty logistyczne, ważne stanowiska i obiekty dowodzenia” z zasięgu ognia. To jednak rozciągało linie zaopatrzenia i czyniło je bardziej wrażliwymi.
W Warszawie odbyło się spotkanie Bukaresztańskiej Dziewiątki z prezydentem USA Joe Bidenem, prezydentem Mołdawii Maią Sandu i sekretarzem generalnym NATO Jensem Stoltenbergiem. Z kolei prezydent Władimir Putin unieważnił podpisany przez siebie dekret, który włączał Mołdawię do rzekomego rozwiązania konfliktu naddniestrzańskiego i częściowo uznawał suwerenność Mołdawii w Naddniestrzu.

### 23 lutego

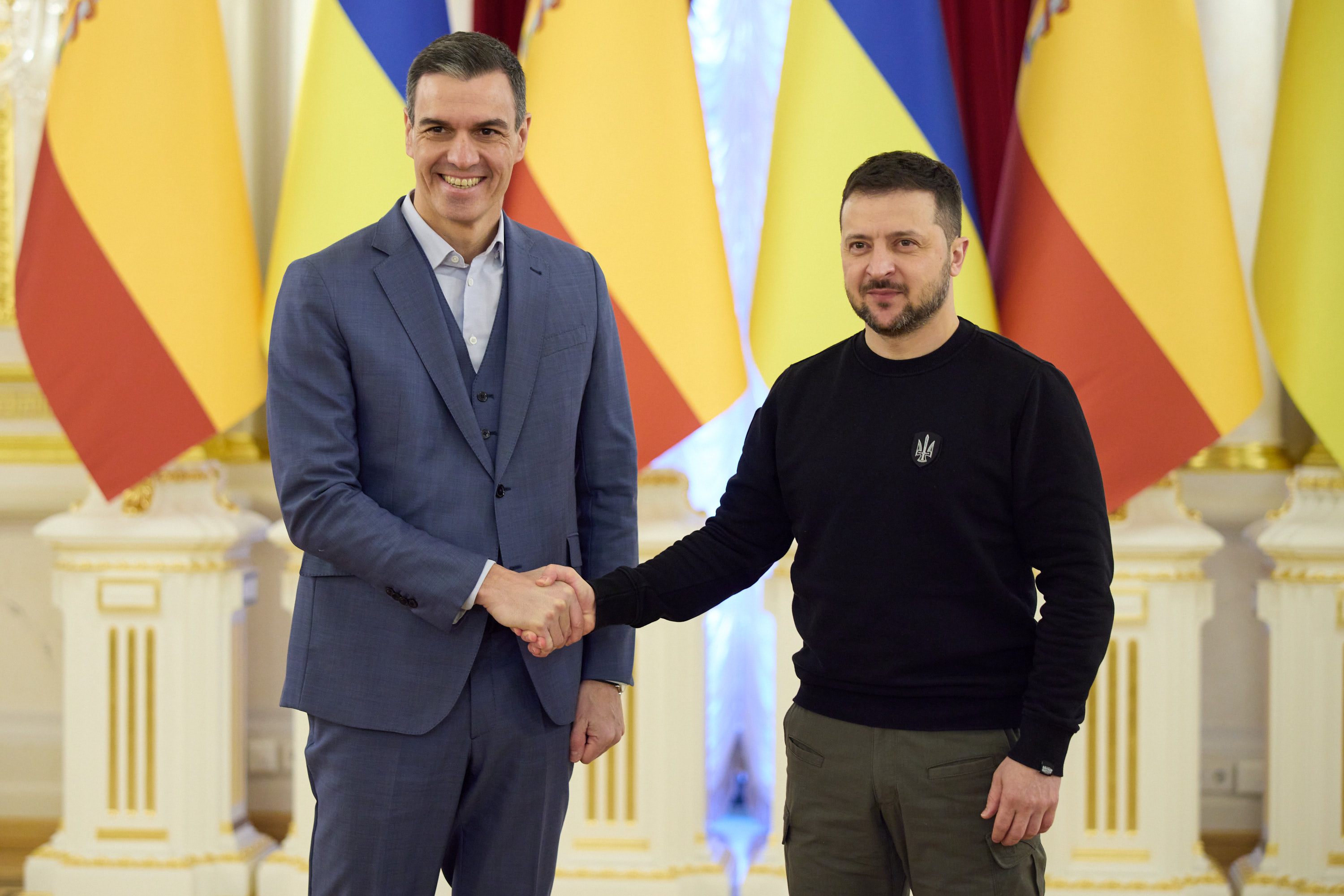
Spotkanie prezydenta Zełenskiego z premierem Hiszpanii Pedro Sánchezem.

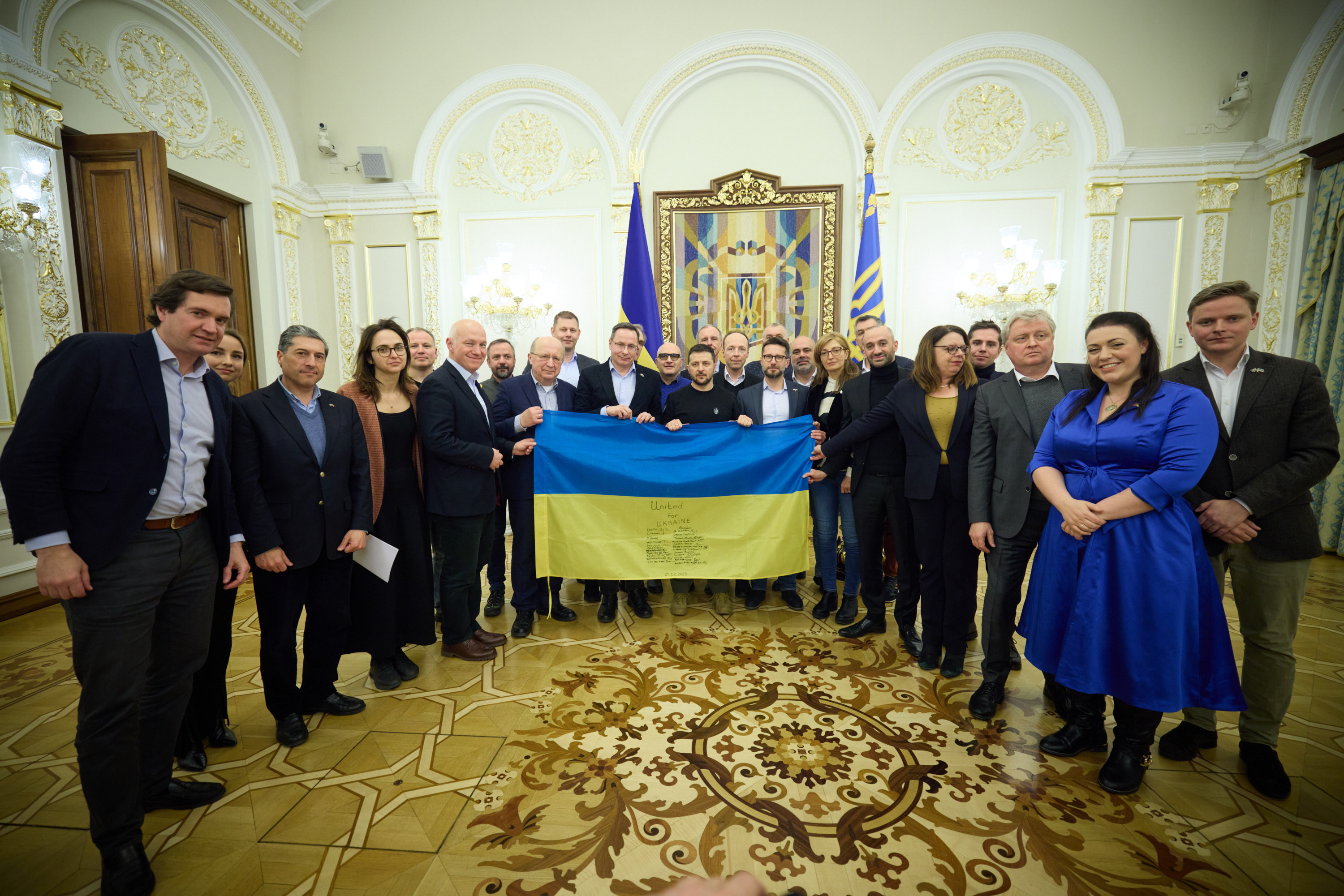
Spotkanie prezydenta Zełenskiego z delegacją globalnej sieci parlamentarnej Zjednoczeni dla Ukrainy, w skład której weszli przedstawiciele 13 krajów europejskich oraz Parlamentu Europejskiego.

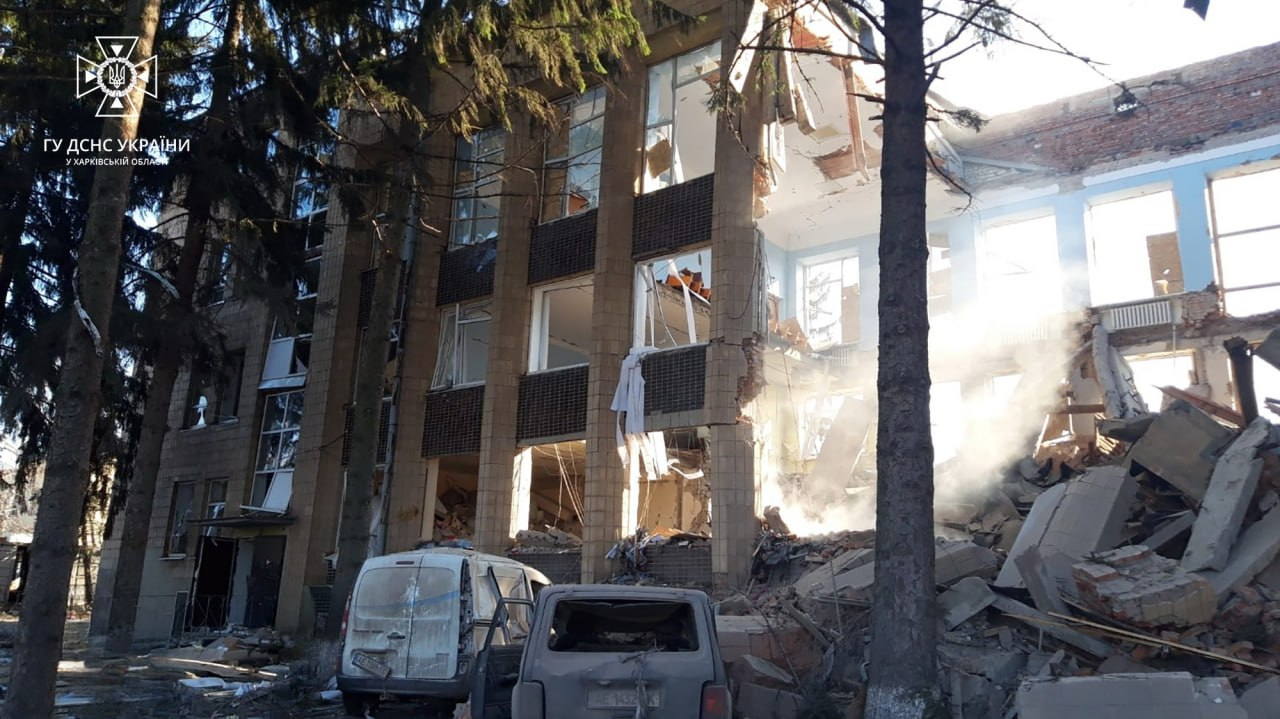
Rada osiedla Dworiczna po rosyjskim ostrzale. Powtarzający się ostrzał podczas akcji ratowniczych uszkodził sprzęt Pogotowia Ratunkowego.

SG Ukraiński poinformował, że siły rosyjskie skupiały się na atakach na kierunkach Kupiańska, Łymanu, Bachmutu, Awdijiwki i Szachtarska. Ukraińcy odparli ok. 100 ataków we wskazanych kierunkach, m.in. w okolicy Stelmachiwki, Dibrowej, Biłohoriwki, Fiodorówki, Rozdoliwki, Berchiwki, Bachmutu, Zaliznianskiego, Iwaniwskie, Chasiwego Jaru, Dilijiwki, Wasylówki, Wodiane, Newelskego, Nowomychajliwki i Preczystiwki. W ciągu doby Rosjanie przeprowadzili 10 ataków rakietowych, 31 nalotów i ponad 40 ostrzałów z systemów rakietowych; w wyniku ataków ucierpiały obiekty cywilne w obwodzie charkowskim i chersońskim (odnotowano zabitych i rannych wśród cywilów). Ukraińskie lotnictwo dokonało 21 nalotów na miejsca koncentracji i stanowiska przeciwlotnicze, natomiast artyleria ostrzelała trzy miejsca koncentracji, magazyn amunicji oraz magazyn paliw i smarów. Sztab podał także, że w celu uzupełnienia dużych strat Rosja kontynuowała tajną mobilizację, głównie w regionach Kaukazu; mobilizacji podlegali wszyscy mężczyźni, niezależnie od stanu zdrowia i chęci do walki, w tym więźniowie. Ponadto na niektórych obszarach obwodu ługańskiego odcięto dostęp do internetu, aby uniemożliwić transmisję danych o działaniach rosyjskich i walczyć z „patriotyczną” ludnością Ukrainy. Wojska rosyjskie zaatakowały Chersoń, w wyniku czego zostały uszkodzone domy, samochody, gazociągi i linie energetyczne; w ataku zginął jeden cywil, a inny został ranny. Według generała Ołeksija Hromowa od początku inwazji Rosja przeprowadziła prawie 5 tys. ataków rakietowych, 3,5 tys. nalotów i niemal 1100 ataków dronami.
Minister obrony Finlandii Mikko Savola zapowiedział wysłanie na Ukrainę trzech czołgów Leopard 2, które będą pełnić funkcje czołgów-trałów przeciwminowych.
Władze ukraińskie donosiły, że Rosjanie przygotowywali prowokacje w Naddniestrzu i w pobliżu granicy obwodu czernihowskiego. Dowództwo zgrupowania operacyjnego „Północ” podało, że potwierdzały to dane wywiadowcze, które zarejestrowały ruch kolumn wojskowych z personelem w mundurach podobnych do ukraińskich i bez znaków identyfikacyjnych. W opinii ISW celem tych działań byłoby wciągnięcie Białorusi w wojnę przeciwko Ukrainie i osłabienie państwa mołdawskiego. Z kolei Ministerstwo Obrony Rosji stwierdziło, że to Ukraina przygotowywała się do inwazji na Naddniestrze i że tamtejsi żołnierze rosyjscy odpowiednio zareagują. Władze Mołdawii odrzuciły rosyjskie twierdzenia o ewentualnej ukraińskiej inwazji na Naddniestrze jako fałszywe.
ISW podał, że siły rosyjskie przeprowadziły ataki w pobliżu Swatowego i Kreminnej oraz kontynuowały ataki wokół Bachmutu, w rejonie miasta Awdijiwka–Donieck i w zachodnim obwodzie donieckim. Ponadto rosyjscy urzędnicy kontynuowali działania zmierzające do militaryzacji ukraińskich dzieci poprzez wprowadzanie wojskowo-patriotycznych programów edukacyjnych na zajętych terenach Ukrainy.
Brytyjskie MON podsumowało cele Rosji. Od 2014 roku głównym celem było kontrolowanie swojego sąsiada. W latach 2014–2021 Rosja realizowała ten cel poprzez dywersję, podżeganie do niewypowiedzianej wojny w Donbasie i aneksję Krymu. 24 lutego 2022 roku FR rozpoczęła inwazję na pełną skalę, której celem było zajęcie całego kraju i obalenie jego rządu. W kwietniu 2022 roku skupiono się na rozszerzeniu i sformalizowaniu władzy nad Donbasem i południem kraju, co powiodło się w powolny i bardzo kosztowny sposób. W ostatnich tygodniach Rosja prawdopodobnie znów zmieniła podejście, chcąc dokonać degradacji armii ukraińskiej. Zdaniem Ministerstwa rosyjscy przywódcy będą prowadzić długoterminową operację, w ramach której przewaga Rosji pod względem populacji i zasobów ostatecznie wyczerpie Ukrainę. Według Niemieckiego Instytutu Ekonomicznego „przekształcenie gospodarki rosyjskiej w gospodarkę wojenną, kierującą się polityką obronną i społeczną (...) jest oczywiste”. „De facto” Rosja „stała się gospodarką wojenną”.
Zgromadzenie Ogólne ONZ poparło rezolucję „O sprawiedliwym i trwałym pokoju na Ukrainie”. Za głosowało 141 krajów, przeciw było 7, wstrzymało się 32. Przeciw były: Rosja, Białoruś, Erytrea, Korea Północna, Mali, Nikaragua i Syria.

### 24 lutego

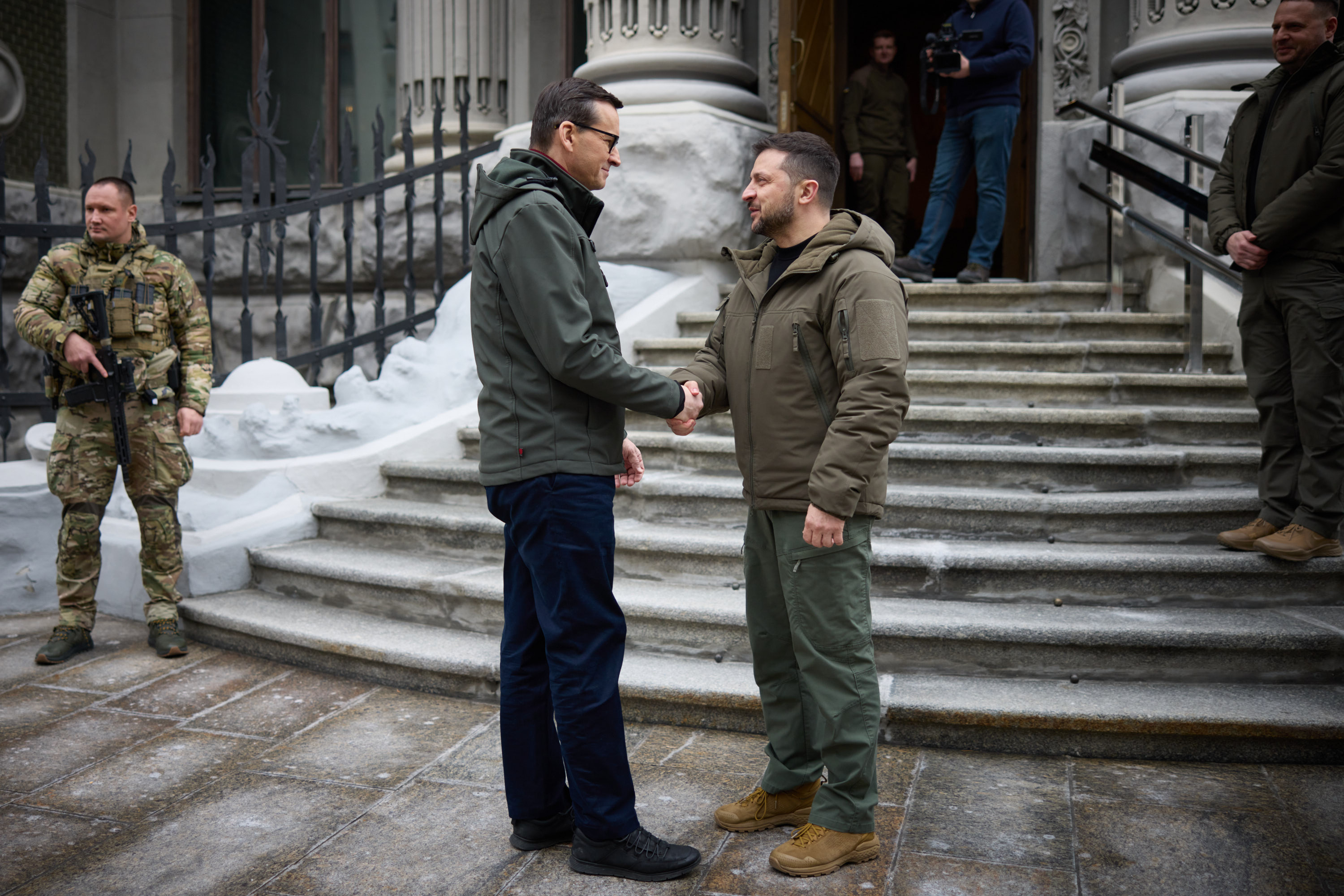
Spotkanie prezydenta Zełenskiego z premierem Polski Mateuszem Morawieckim.

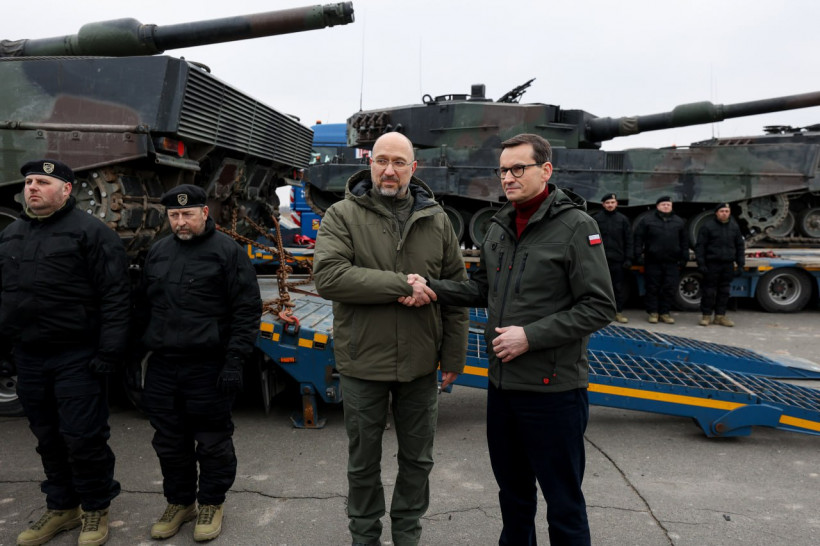
Spotkanie premiera Denysa Szmyhala z premierem Mateuszem Morawieckim, podczas którego przekazano cztery pierwsze czołgi Leopard 2. Szefowie rządów powitali także ukraińskich czołgistów, którzy ukończyli szkolenia bojowe.

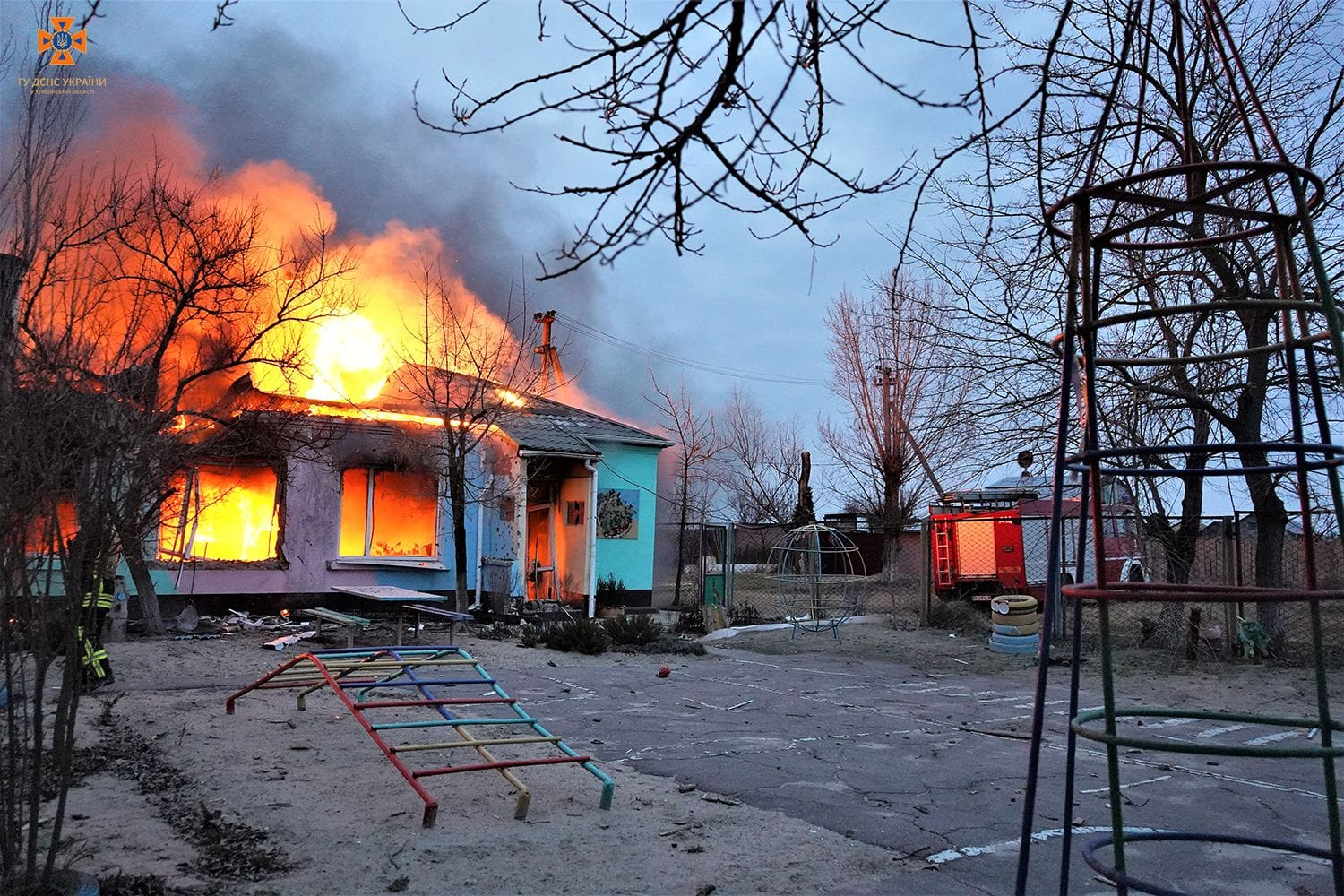
Przedszkole w Chersoniu po wieczornym rosyjskim ostrzale. Podczas gaszenia pożaru ponownie doszło do ostrzału.

Według ukraińskich mediów Rosjanie w ostatnich dniach zajęli wsie Berchiwka i Jahidne na północ od Bachmutu; walki toczyły się także na terytorium samego miasta. Rosjanie nadal próbowali je otoczyć i przerwać zaopatrzenie dla ukraińskich żołnierzy. Ukraiński Sztab podał, że Rosjanie koncentrowali się na atakach w kierunkach Kupiańska, Łymanu, Bachmutu, Awdijiwki i Szachtarska. Siły ukraińskie odparły ok. 70 z nich. Wojska rosyjskie przeprowadziły 27 nalotów i 75 ataków z wyrzutni rakietowych. Lotnictwo Ukrainy przeprowadziło 20 nalotów na miejsca koncentracji żołnierzy i sprzętu oraz dwa naloty na stanowiska przeciwlotnicze; artyleria ostrzelała punkt kontrolny, dwa miejsca koncentracji i trzy składy amunicji. Zdaniem Sztabu w Czeczenii trwała przymusowa mobilizacja. Natomiast aby zapobiec ewentualnej dezercji zmobilizowanych rezerwistów z frontu lub sabotażowi, w rejon Bachmutu skierowano dodatkowo ok. 200 policjantów z pułku specjalnego przeznaczenia „Ahmat”. W godzinach nocnych Rosjanie dziewięć razy ostrzelali rejon nikopolski za pomocą ciężkiej artylerii; zaatakowano m.in. Nikopol i Marganiec.
Pierwsze partia czterech polskich czołgów Leopard 2 została dostarczona na Ukrainę, gdy polski premier Mateusz Morawiecki odwiedził Kijów, aby wysłać „jasny i wymierny sygnał dalszego wsparcia”. Szwecja zapowiedziała, że dostarczy Ukrainie kilkanaście czołgów Leopard 2A5 oraz systemy przeciwlotnicze IRIS-T i MIM-23 Hawk. Premier Justin Trudeau poinformował, że Kanada także przekaże kolejne cztery czołgi Leopard 2 oraz inną pomoc wojskową. Stany Zjednoczone zapowiedziały kolejny pakiet pomocy dla Ukrainy w wysokości 2 miliardów dolarów oraz zwiększyły sankcje i cła nałożone na Rosję. Pakiet uzbrojenia ogłoszony przez Departament Obrony obejmował m.in. amunicję do M142 HIMARS, pociski artyleryjskie 155 mm, drony (CyberLux K8, Switchblade 600, Altius-600 i Jump 20) i sprzęt do zwalczania dronów oraz urządzenia do usuwania min.
Brytyjskie Ministerstwo Obrony podało, że od ok. 15 lutego nie było żadnych doniesień o użyciu irańskich dronów. Zdaniem Ministerstwa „brak użycia dronów świadczył o tym, że Rosja prawdopodobnie wyczerpała swoje obecne zapasy. (...) Chociaż broń ta nie miała dobrych osiągnięć w niszczeniu zamierzonych celów, Rosja postrzegała ją jako użyteczne wabiki, które mogą odwrócić uwagę ukraińskiej obrony powietrznej od bardziej skutecznych rosyjskich pocisków manewrujących”. Według ISW władze rosyjskie nie komentowały pierwszej rocznicy inwazji na Ukrainę najprawdopodobniej dlatego, że Rosji nie udało się osiągnąć żadnego z celów wojny. Amerykański wywiad stwierdził, że Chiny poważnie rozważały wysłanie uzbrojenia do Rosji w warunkach presji sankcyjnej na rosyjską bazę przemysłu obronnego. Tymczasem Rosjanie kontynuowali ataki na północny zachód od Swatowego i w pobliżu Kreminnej oraz dokonali marginalnych zdobyczy terytorialnych wokół Bachmutu i kontynuowali ataki na linii frontu w obwodzie donieckim. Z kolei ukraińscy partyzanci prawdopodobnie wysadzili w powietrze odcinek linii kolejowej w pobliżu Poshtove na Krymie.
Według OSW Rosjanie poczynili niewielkie postępy na północny zachód od Bachmutu oraz w północnej, wschodniej i południowej części miasta, zbliżając się do centrum. Niepowodzeniem zakończyły się rosyjskie ataki na południowy zachód od Bachmutu, mające na celu oskrzydlenie miasta. Ukraińcy odparli próby ataków na południe od Siewierska, na zachód od Kreminnej, w rejonie Awdijiwki i na zachód od Doniecka. Według niektórych źródeł siły rosyjskie dokonały wyłomu w obronie ukraińskiej na południe od Marjinki. Niejasna była sytuacja na granicy obwodów ługańskiego i charkowskiego, gdzie Rosjanie wzmogli presję na pozycje ukraińskie na północny wschód od Kupiańska. Z kolei rosyjskie rakiety spadły na przedmieścia Zaporoża oraz ukraińską część obwodu donieckiego. Artyleria rosyjska kontynuowała ostrzał pozycji ukraińskich wzdłuż linii frontu oraz w rejonach przygranicznych. Najczęściej ostrzeliwano Chersoń, Nikopol i Oczaków. Do ukraińskiej dywersji doszło w Mariupolu, gdzie eksplozje odnotowywano m.in. w porcie, przez który przechodzi zaopatrzenie dla jednostek rosyjskich na kierunku Chersonia i Zaporoża.
Chiny zaproponowały plan pokojowy, który obejmował zawieszenie broni i wiele innych kroków, które skutkowałyby bezpośrednimi negocjacjami. Chiny stoją na stanowisku, że „suwerenność, niezależność i integralność terytorialna krajów zostaną skutecznie zagwarantowane” oraz że „mentalność zimnej wojny” powinna się skończyć. Urzędnicy amerykańscy, tacy jak Joe Biden i Antony Blinken, wyrazili wątpliwości co do planu, ponieważ Chiny nie wydawały się neutralne, gdyż nie potępiły rosyjskiej inwazji. Prezydent Zełenski początkowo z zadowoleniem przyjął chińską propozycję, ale później stwierdził, że „wydaje się, że nie był to plan pokojowy Chin”. Stwierdził jednak, że to dobrze, że Chiny mówiły o Ukrainie, ale będzie ostrożnie czekał na szczegóły planu. Z kolei doradca prezydenta Mychajło Podolak i lider partii Sługa Ludu Dawid Arachamia odrzucili chiński dokument. Rosyjskie MSZ z zadowoleniem przyjęło „szczere pragnienie” Chin „przyczynienia się do pokojowego rozwiązania konfliktu na Ukrainie”, ale stwierdziło za pośrednictwem rzeczniczki Mariji Zacharowej, że rozwiązanie polityczno-dyplomatyczne wymagałoby uznania „nowych realiów terytorialnych”, które były wymogiem podstawowym. Niektórzy eksperci spekulowali również, że w zależności od rozwoju sytuacji, Chiny również mogą się odwrócić i zacząć zaopatrywać Rosję w sprzęt wojskowy.

### 25 lutego
Według Sztabu Ukrainy siły rosyjskie koncentrowały się na atakach w kierunkach Kupiańska, Łymanu, Bachmutu, Awdijiwki i Szachtarska, z których wojsko ukraińskie odparło ok. 71. W ciągu ostatniej doby Rosjanie przeprowadzili 14 ataków rakietowych, 19 nalotów i 57 ostrzałów z systemów rakietowych. Lotnictwo ukraińskie dokonało 12 nalotów na miejsca koncentracji wojsk, z kolei artyleria ostrzelała punkt kontrolny, dwa miejsca koncentracji, stację radarową i stację walki elektronicznej. SG podał również, że Rosjanie zwiększali obronę Krymu, głównie budując umocnienia; w związku z tym z obwodu czelabińskiego przybyło 150 rosyjskich poborowych do wykonywania prac inżynieryjnych. Potwierdzono także, że Ukraińcy zniszczyli dwa rosyjskie magazyny paliw w Mariupolu. Gubernator obwodu ługańskiego Serhij Hajdaj podał, że Rosjanie ponieśli duże straty podczas ataku pod Kreminną, tracąc ok. 70 żołnierzy i podobną liczbę rannych. Hajdaj powiedział, że „była duża próba szturmu – trzy kompanie poszły do ataku, ale obrona wytrzymała” i według niego „z trzech kompanii tylko dwie wróciły na swoje pozycje”.
W opinii ISW Alaksandr Łukaszenka planował spotkanie z przywódcą Chin Xi Jinpingiem, aby pomóc Rosji i Chinom w obejściu sankcji; Łukaszenka ogłosił, że w dniach 28 lutego - 2 marca 2023 roku planuje złożyć wizytę w Chinach i podpisać umowy w sprawie m.in. handlu, inwestycji i wspólnych projektów. Informacje o wizycie zbiegły się w czasie z doniesieniami o tym, że Chiny rozważały sprzedaż Rosji dronów bojowych, broni i pocisków artyleryjskich. Według Instytutu urzędnicy brytyjscy, francuscy i niemieccy przygotowywali pakt NATO–Ukraina, który jest daleki od ochrony, jaką Ukraina otrzymałaby dzięki członkostwu w NATO. Tymczasem siły rosyjskie kontynuowały ataki na północny zachód od Swatowgoe i w pobliżu Kreminnej oraz dokonały niewielkich postępów wokół Bachmutu i Awdijiwki oraz kontynuowały ataki na linii frontu w obwodzie donieckim. Rosjanie w dalszym ciągu próbowali prowadzić skuteczne ataki na linii frontu w obwodzie zaporoskim.

### 26 lutego

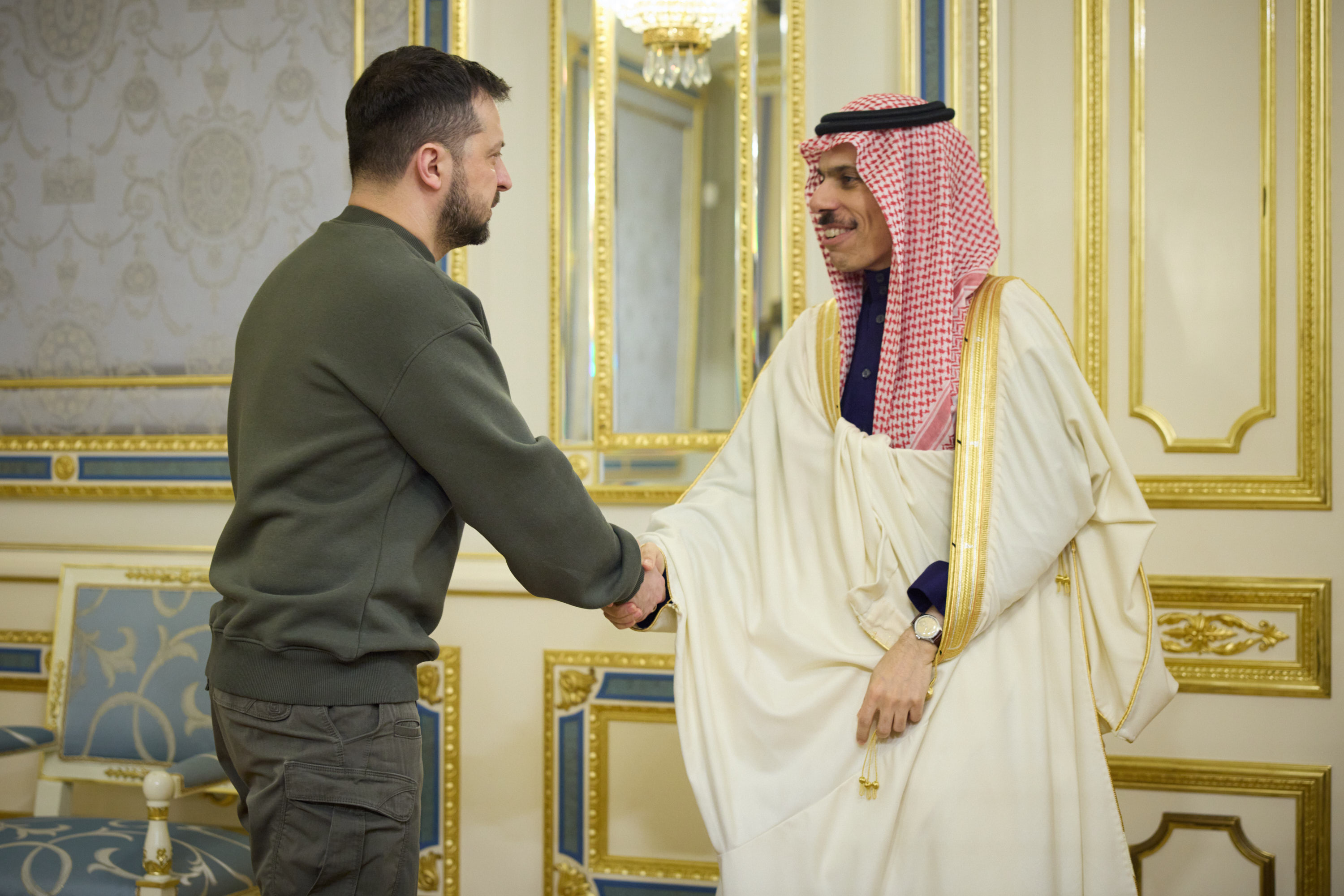
Spotkanie prezydenta Zełenskiego z ministrem spraw zagranicznych Arabii Saudyjskiej, księciem Faisalem bin Farhanem Al Saudem.

SG Ukrainy poinformował, że Rosja koncentrowała się na atakach w kierunkach Kupiańska, Łymanu, Bachmutu, Awdijiwki i Szachtarska. Siły ukraińskie odparły ok. 81 ataków, m.in. w okolicy Dubowo-Wasyliwki, Jahidnego i Iwaniwske. W ciągu ostatnich 24h Rosjanie przeprowadzili pięć ataków rakietowych i 13 nalotów, w tym dwa za pomocą dronów Shahed 136 (oba zostały zestrzelone), atakując infrastrukturę cywilną. Dokonali także 50 ostrzałów z systemów rakietowych, głównie na infrastrukturę cywilną w obwodzie chersońskim i donieckim; odnotowano zabitych i rannych oraz zniszczone domy i inne obiekty cywilne. Ukraińskie lotnictwo przeprowadziło cztery naloty na miejsca koncentracji, natomiast artyleria zaatakowała magazyn amunicji i stację zakłócającą satelity. W opinii Sztabu siły rosyjskie nadal ponosiły znaczne straty, m.in. w rejonie Bachmutiwki w obwodzie donieckim w dniach 22–24 lutego do placówek medycznych przewieziono ok. 30 ciał i 65 rannych żołnierzy rosyjskich. Wojska rosyjskie ostrzelały za pomocą artylerii hromady Nikopola, Margańca i Miriwska, w wyniku czego zostały uszkodzone budynki, gazociąg i linia energetyczna. Rzecznik wschodniego zgrupowania Serhij Czerewaty stwierdził, że „Bachmut pozostawał epicentrum ataku rosyjskich wojsk”, gdzie utrzymywała się „napięta dynamika walk”; w ciągu doby miasto zostało ostrzelane 125 razy z artylerii i wyrzutni rakietowych, a w walkach zginęło 77 Rosjan, a 159 zostało rannych. Natomiast w kierunku Łymanu i Kupiańska Rosjanie „otworzyli ogień prawie 200 razy”. Według gubernatora obwodu ługańskiego Serhija Hajdaja sytuacja w regionie pozostawała napięta, jednak była pod kontrolą sił ukraińskich.
Według jednego ze źródeł rosyjskich w wyniku starć granicznych między Białorusią a Ukrainą zginął jeden białoruski żołnierz. Franciszak Wiaczorka, doradca liderki białoruskiej opozycji Swiatłany Cichanouskiej, poinformował o porannym ataku dronami białoruskiej grupy partyzanckiej na lotnisku wojskowym Maczuliszczy, znajdującym się pod Mińskiem. Według doniesień doszło tam do dwóch eksplozji, w wyniku których został poważnie uszkodzony samolot wczesnego ostrzegania Berijew A-50 rosyjskich sił zbrojnych. A-50 stacjonował na Białorusi od początku stycznia 2023 roku i do tej pory wykonał 12 misji.
Przedstawiciel ukraińskiego wywiadu wojskowego Wadym Skibicki stwierdził, że na wiosnę armia ukraińska będzie gotowa do rozpoczęcia kontrofensywy, a jej głównym celem będzie wbicie klina w rosyjskie pozycje na południu. Jednakże ostateczna decyzja o terminie będzie zależała od dostaw sprzętu i amunicji, oraz od pogody. Dodał także, że w związku z tym będzie konieczne zniszczenie składów broni i zasobów wojskowych, także na rosyjskim terytorium, m.in. w obwodzie biełgorodzkim. Brytyjskie MON podało, że od 21 lutego br. prorosyjscy urzędnicy informowali o co najmniej 14 eksplozjach wokół Mariupola (leżącego 80 km od linii frontu); wybuchy dotyczyły m.in. składu amunicji na lotnisku, dwóch składów paliwa oraz huty, którą Rosja wykorzystywała jako bazę wojskową. Zdaniem Ministerstwa Rosja „prawdopodobnie była zaniepokojona faktem, że niewyjaśnione eksplozje miały miejsce w strefie, która wcześniej oceniana była jako znajdującą się poza zasięgiem ukraińskich możliwości uderzeniowych”. Według ISW Władimir Putin stanie w 2023 roku przed trudnymi wyborami, jak uzupełnić straty armii, jednakże „widmo nieograniczonej liczebności armii rosyjskiej było mitem”. Rosyjskie Ministerstwo Obrony rozpoczęło wcielanie 1. i 2. Korpusu armii separatystów z DRL i ŁRL do rosyjskiej armii, usuwając dotychczasowych dowódców. Tymczasem Rosjanie kontynuowali nieudane ataki na północny zachód od Swatowego i w pobliżu Kreminnej oraz wokół Bachmutu; rosyjski bloger stwierdził, że siły rosyjskie poczyniły dalsze postępy na północ od miasta. Wojsko rosyjskie kontynuowało także ataki wzdłuż obrzeży Doniecka i w zachodnim obwodzie donieckim. Przedstawiciel ukraińskiego kierownictwa operacyjnego Ołeksij Dmytraszkiwski poinformował, że Rosjanie gromadzili dużą ilość żołnierzy i sprzętu w pobliżu Wasylówki i Hulajpola.
Odbyła się pierwsza oficjalna wizyta szefa MSZ Arabii Saudyjskiej na Ukrainie z udziałem księcia Faisala bin Farhana Al Sauda. W ramach wizyty w Kancelarii Prezydenta podpisano dwa dokumenty formalizujące przekazanie Ukrainie pakietu pomocowego w wysokości 400 mln dolarów: 100 mln dolarów pomocy w kauczuku i 300 mln dolarów w produktach ropopochodnych.

### 27 lutego
Sztab Ukrainy podał, że FR skupiała się głównie na atakach w kierunkach Kupiańska, Łymanu, Bachmutu, Awdijiwki i Szachtarska; ponad 60 ataków zostało odpartych przez Ukraińców, m.in. w rejonie Makiejewki, Płoszczanki, Kreminnej, Dibrowej i Biłohoriwki w obwodzie ługańskim oraz Wasiukiwki, Orihowo-Wasyliwki, Berchiwki, Jahidnego, Bachmutu, Krasnohoriwki i Marjinki w obwodzie donieckim. W ciągu doby Rosjanie przeprowadzili osiem ataków rakietowych, 32 naloty i 85 ostrzałów z wyrzutni rakiet. Ostrzelano także obwód sumski za pomocą artylerii i moździerzy. Lotnictwo Ukrainy dokonało czterech nalotów na miejsca koncentracji żołnierzy, z kolei artyleria ostrzelała jeden punkt kontrolny, dwa miejsca koncentracji i dwa stanowiska przeciwlotnicze. Według SG siły rosyjskie ograniczyły ruch ludności cywilnej na terytorium obwodu chersońskiego, np. do miejscowości Promiń wjazd był dozwolony tylko dla osób posiadających lokalny meldunek i specjalną przepustkę. W godzinach nocnych Rosjanie zaatakowali Ukrainę za pomocą 14 dronów Shahed 136, z których 11 zostało zestrzelonych przez obronę przeciwlotniczą. W wyniku trzech uderzeń dronów w miejscowości Chmielnicki zginęły dwie osoby, a trzy zostały ranne, w tym pracownicy DSNS. Ponadto kilka budynków zostało uszkodzonych. Prezydent Zełenski stwierdził, że „na kierunku bachmuckim sytuacja stale robi się trudniejsza. Wróg bez przerwy niszczy wszystko, co można wykorzystywać do obrony naszych pozycji”.
W ocenie ISW w okresie wiosennym siły ukraińskie mogą przeprowadzić kontrofensywę w obwodzie zaporoskim, przecinając rosyjską linię frontu na południu Ukrainy i pozbawiając wojska rosyjskie na Krymie lądowego połączenia z Rosją. Instytut poinformował także o nowej rosyjskiej taktyce, polegającej na zastępowaniu batalionowych grup taktycznych mobilnymi oddziałami szturmowymi, odpowiadającym liczebnością batalionowi; każdy z nich powinien być wyposażony w sześć czołgów T-72, 12 BWP i m.in. przenośne wyrzutnie termobaryczne, działa i moździerze. Tymczasem ukraińscy urzędnicy stwierdzili, że siły rosyjskie koncentrowały i zwiększały działania wzdłuż linii frontu w obwodzie ługańskim. Rosjanie kontynuowali ataki na północny zachód od Swatowego i w pobliżu Kreminnej oraz na linii frontu w obwodzie donieckim; źródła rosyjskie donosiły, że Grupa Wagnera zdobyła obszary na północ od Bachmutu. Ukraińscy urzędnicy podali, że siły rosyjskie nadal koncentrowały się na tworzeniu linii obronnych na wschodnim brzegu obwodu chersońskiego i na Krymie.
Według OSW siły rosyjskie kontynuowały atak na północny zachód od Bachmutu, spychając Ukraińców w stronę Czasiwego Jaru. Rosjanie prawdopodobnie mieli już pełną kontrolę ogniową nad ostatnią linią zaopatrzenia miasta. Walki toczyły się w północnej, wschodniej i południowej części Bachmutu oraz na południowy zachód od niego, gdzie Ukraińcy po raz kolejny kontratakowali, starając się nie dopuścić do przejęcia kontroli nad drogą Bachmut–Konstantynówka. Rosjanie wznowili też ataki na zachód od Gorłówki. Trwała także presja na pozycje ukraińskie na południe i wschód od Siewierska, na północ i południe od Awdijiwki oraz na zachód od Doniecka. Na południe od Wuhłedaru i na zachód od Kreminnej ataki podejmowały obie strony. Do walk dochodziło także na granicy obwodów ługańskiego i charkowskiego. Rosjanie kontynuowali ataki rakietowe na zaplecze ukraińskie w obwodzie donieckim. Pociski spadły również na Zaporoże. Rosyjskie lotnictwo i artyleria bombardowały i ostrzeliwały tereny wzdłuż linii frontu, a głównymi celami był Chersoń, Nikopol i Oczaków. Ponadto 26 lutego prezydent Zełenski zdymisjonował dowódcę sił ukraińskich w Donbasie generała Eduarda Moskalowa, który dowodził operacją w tym regionie od 15 marca 2022 roku, kiedy to zastąpił generała Ołeksandra Pawluka.

### 28 lutego
Według SG Ukrainy odparto ponad 85 ataków rosyjskich w kierunkach Kupiańska, Łymanu, Bachmutu, Awdijiwki i Szachtarska. W ciągu ostatnich 24h Rosjanie przeprowadzili dwa ataki rakietowe, 12 nalotów, w tym dwa przy użyciu dronów Shahed 136 (oba zostały zestrzelone), oraz 68 ostrzałów z systemów rakietowych (dwóch cywilów zostało rannych). Ostrzelano także obwód czernihowski i dwa razy obwód sumski. Lotnictwo ukraińskie dokonało 11 nalotów na miejsca koncentracji, z kolei artyleria uderzyła dziewięć miejsc koncentracji, dwa stanowiska przeciwlotnicze, kompleks rakiet przeciwlotniczych i magazyn amunicji. Sztab podał również, że ponownie odnotowano ewakuację niektórych osób z Krymu, m.in. żołnierze stacjonujący w miejscowości Perewalne (koło Symferopola) wysyłali swoje rodziny do Rosji. W godzinach nocnych w wyniku rosyjskiego ataku w rejonie kramatorskim trafiona została jednostka ratowniczo-gaśnicza; zginął jeden pracownik DSNS, a budynek remizy został uszkodzony.
W kierunku Bachmutu siły ukraińskie odparły ataki w okolicach Orichowo-Wasyliwki, Dubovo-Wasyliwki, Bogdaniwki, Bachmutu, Czasiwego Jaru i Białej Hory, z kolei pod ostrzałem znalazły się m.in. miejscowości Zaliznianśke, Bachmut, Iwaniwskie, Kurdiumiwka, Ozarianiwka, Majorsk i Zalizne. Według generała Ołeksandra Syrskiego sytuacja w rejonie miasta jest bardzo napięta, a Rosjanie „mimo znacznych strat, rzucił do ataku najlepiej przygotowane oddziały szturmowe Wagnera, które próbują przerwać obronę naszych wojsk i otoczyć miasto”. Ukraińskie media donosiły, że Rosjanie otoczyli Bachmut z trzech stron, próbując odciąć prowadzącą na zachód drogę zaopatrzenia. Rosyjskie oddziały znajdowały się już w niektórych dzielnicach miasta.
Według ISW władze rosyjskie nasilały działania dezinformacyjne, aby odciągnąć uwagę od braku sukcesów swoich wojsk na polu walki w Ukrainie oraz spowolnić dostawy zachodnich czołgów i innego sprzętu wobec spodziewanej ukraińskiej kontrofensywy. Tymczasem Rosjanie przeprowadzili ograniczone ataki w pobliżu Swatowego i Kreminnej (prawdopodobnie zrobili ograniczone postępy na północ od miasta). Siły rosyjskie dokonały także taktycznych zdobyczy w północnym Bachmucie oraz kontynuowały ataki wokół miasta i w rejonie miasta Awdijiwka–Donieck. Ukraińscy urzędnicy w dalszym ciągu donosili o potencjalnych rosyjskich przygotowaniach do wznowienia ataków w obwodach zaporoskim i chersońskim. Z kolei Centrum Studiów Strategicznych i Międzynarodowych (CSIS) poinformowało, że Rosja „straciła więcej żołnierzy w pierwszym roku wojny na Ukrainie niż we wszystkich konfliktach, w których brała udział po II wojnie światowej razem wziętych. Według szacunków CSIS w ciągu roku na Ukrainie zginęło 60–70 tys. żołnierzy rosyjskich (w tym. członków Rosgwardii, FSB, FSO, prorosyjskich milicji ŁRL i DRL oraz najemników m.in. z Grupy Wagnera). Łączna liczba zabitych, zaginionych i rannych szacowana była na 200–250 tysięcy osób.